# Tehran
Tehran (phiên âm tiếng Việt: Tê-hê-ran hoặc Tê-hê-răng; tiếng Ba Tư: تهران Tehrān; phát âm [tehˈɾɒːn] phát âmⓘ) là thủ đô của nước Cộng hoà Hồi giáo Iran, đồng thời là thủ phủ của tỉnh Tehran. Với dân số khoảng 8.4 triệu người trong nội ô và 15 triệu người nếu tính toàn vùng đô thị Tehran, Tehran là thành phố đông dân nhất tại Iran nói riêng và khu vực Tây Á nói chung. Vùng đô thị của thành phố đứng thừ nhì ở khu vực Trung Đông sau Cairo của Ai Cập. Nó cũng đứng thứ 29 trong số các vùng đô thị lớn nhất thế giới.
Tehran có vị trí địa lý rất gần với một số biên giới, bao gồm cả biên giới Turkmenistan ở phía đông bắc.
Tehran nằm ở phía nam của dãy núi Alborz với độ cao trung bình 1.191 mét so với mực nước biển. Trong lịch sử Iran, một phần lãnh thổ của Tehran ngày nay đã bị chiếm đóng bởi Rhages, một thành phố nổi bật của người Media. Nó đã bị phá hủy trong cuộc xâm lược của Ả Rập thời trung cổ cũng như của Thổ Nhĩ Kỳ và Mông Cổ.
Tehran lần đầu tiên được chọn là thủ đô của Iran bởi Mohammad Khan Qajar của triều đại Qajar vào năm 1796, để khu vực này tiếp tục ở gần các lãnh thổ của Iran ở Kavkaz, trước khi bị tách khỏi Iran như là kết quả của cuộc chiến tranh Nga-Ba Tư, và để tránh các phe thù địch của các triều đại Iran cầm quyền trước đây. Vốn đã được di chuyển nhiều lần trong suốt lịch sử, và Tehran là thủ đô quốc gia thứ 32 của Iran. Phá dỡ quy mô lớn và xây dựng lại bắt đầu vào những năm 1920, và Tehran đã là một điểm đến cho di cư hàng loạt từ khắp nơi trên lãnh thổ Iran từ thế kỷ 20.
Thành phố có nhiều thánh đường Hồi giáo, nhà thờ Ki-tô giáo, hội đường Do Thái giáo và hỏa điện Bái hỏa giáo mang tính lịch sử. Tehran đương thời là một thành phố hiện đại với nhiều kiến trúc, trong đó tháp Azadi và tháp Milad là các biểu tượng của thành phố Tehran. Năm 2008, Tehran là thủ đô ít đắt đỏ nhất thế giới và là thành phố ít đắt đỏ thứ hai trên toàn cầu dựa trên chỉ số giá sinh hoạt. Tiếng Ba Tư là ngôn ngữ bản địa của thành phố, được gần 98% dân cư nói. Phần lớn cư dân tại Tehran xem mình là người Ba Tư.

## Lịch sử
Nguồn gốc của tên Tehran là chưa rõ ràng. Sự hình thành Tehran xảy ra cách đây hơn 7.000 năm.

### Thời cổ điển
Tehran nằm trong khu vực lịch sử của người Media (tiếng Ba Tư cổ: 𐎶𐎠𐎭 Māda) ở tây bắc Iran. Vào thời của Đế quốc Median, một phần lãnh thổ của Tehran ngày nay là một vùng ngoại ô của thành phố Rhages nổi tiếng ở Median (tiếng Ba Tư cổ: 𐎼𐎥𐎠 Ragā). Trong Videvdat của Avesta (i, 15), Rhages được nhắc đến như là nơi thiêng liêng thứ 12 được tạo ra bởi Ahura Mazda. Trong chữ khắc cổ Ba Tư, Rhages xuất hiện như một tỉnh (Bistun 2, 10–18). Từ Rhages, Darius I đã gửi quân tiếp viện cho cha Hystaspes, người đã đặt cuộc nổi dậy ở Parthia (Bistun 3, 1–10). Trong một số văn bản Trung Ba Tư, Rhages được cho là nơi sinh của Zoroaster, mặc dù các sử gia hiện đại thường đặt sự ra đời của Zoroaster ở Khorasan. Khu vực thừa kế hiện đại của Rhages, Ray, là một thành phố nằm ở cuối phía nam của Tehran ngày nay, đã được sáp nhập vào khu vực đô thị của Tehran.
Núi Damavand, đỉnh cao nhất của Iran, nằm gần Tehran, là một địa điểm quan trọng trong tác phẩm Shahnameh của nhà thơ Ferdowsi, bài thơ sử thi của Iran được dựa trên truyền thuyết cổ xưa của Iran. Nó xuất hiện trong các sử thi như quê hương của Keyumars Protoplast, nơi sinh của vua Manuchehr, nơi Freydun vua liên kết với quái vật rồng Aždahāk (Bivarasp), và nơi Arash bắn mũi tên của mình.

### Thời Trung cổ
Trong triều đại của đế quốc Sasan, vào năm 641, Yazdegerd III đã ban hành kháng cáo cuối cùng cho dân tộc từ Rhages, trước khi chạy trốn đến Khorasan. Rhages đã bị chi phối bởi gia tộc Parthian Mihran, và Siyavakhsh - con trai của Bahrām Chobin - người đã chống lại cuộc xâm lược Hồi giáo thế kỷ thứ 7 của Iran. Vì sự kháng cự này, khi người Ả Rập chiếm được Rhages, họ đã ra lệnh cho thị trấn phải bị phá hủy và xây dựng lại bởi một kẻ phản bội Farrukhzad.
Vào thế kỷ thứ 9, Tehran là một ngôi làng nổi tiếng, nhưng ít được biết đến hơn là thành phố Rhages, đang phát triển mạnh ở gần đó. Rhages được mô tả chi tiết bởi các nhà địa lý Hồi giáo thế kỷ thứ 10. Mặc dù sự quan tâm của người Ả Rập ở Baghdad được hiển thị ở Rhages, số người Ả Rập trong thành phố vẫn không đáng kể và dân số chủ yếu bao gồm người Iran thuộc mọi tầng lớp.
Người Thổ Nhĩ Kỳ Oghuz xâm lược Rhages vào năm 1035 và 1042, nhưng thành phố đã được phục hồi dưới triều đại của đế quốc Seljuk và Khwarezmians. Nhà văn thời trung cổ Najm od Din Razi tuyên bố dân số của Rhages khoảng 500.000 trước cuộc xâm lược của Mông Cổ. Vào thế kỷ 13, người Mông Cổ xâm chiếm Rhages, đặt thành phố vào những tàn tích và tàn sát nhiều người dân của thành phố. Sau cuộc xâm lăng, nhiều cư dân của thành phố đã trốn sang Tehran gần đó.
Vào tháng 7 năm 1404, đại sứ Castilian Ruy González de Clavijo đã tới thăm Tehran trong khi trên hành trình đến Samarkand, kinh đô của nhà chinh phục Tamerland, người cai trị Iran vào thời điểm đó. Trong nhật ký của ông, Tehran được mô tả là một vùng không có tường bao quanh.

### Thời cận đại

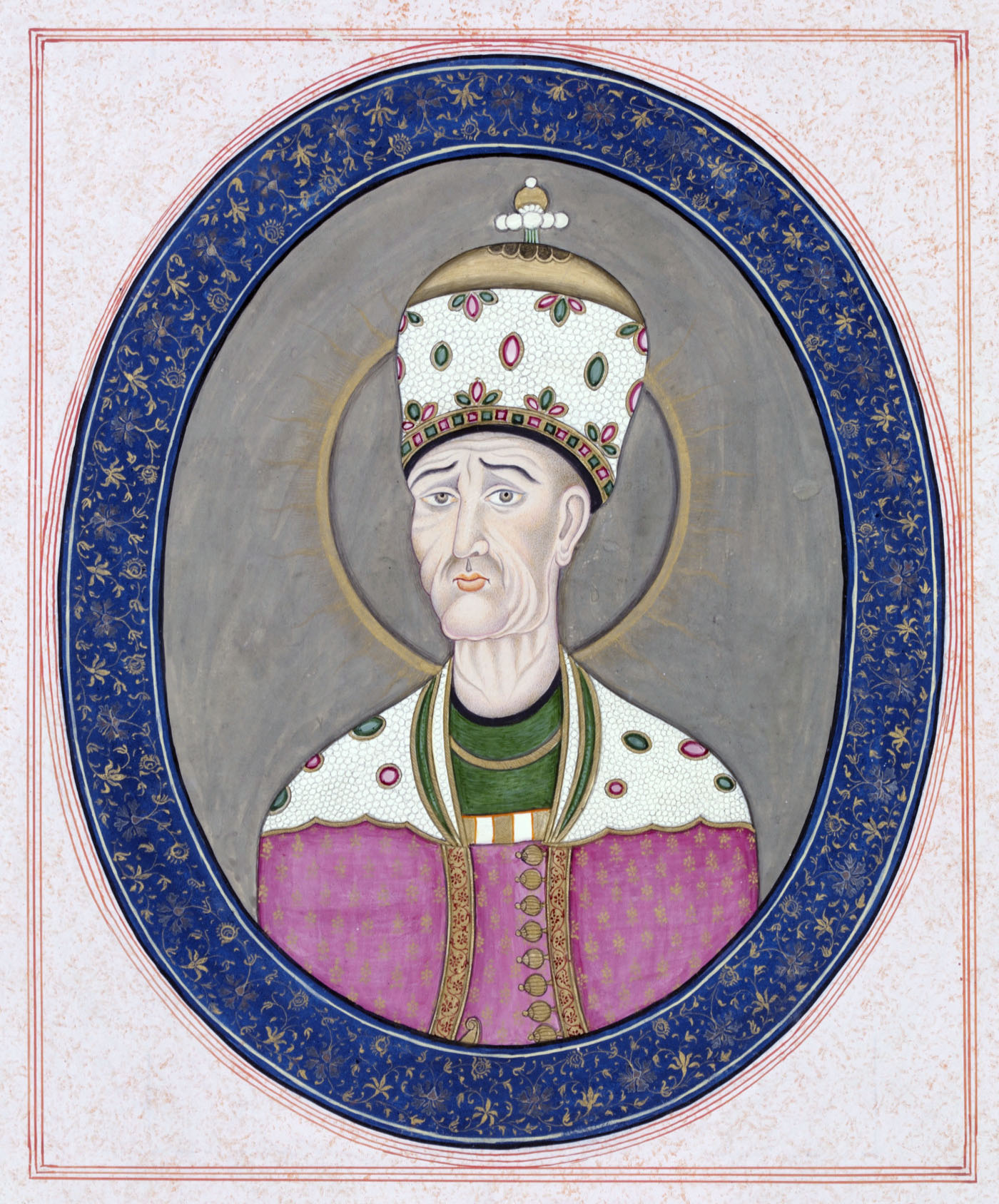
Chân dung vua Mohammad Khan Qajar

Du khách người Ý Pietro della Valle đi qua Tehran và qua đêm ở đây năm 1618, và trong hồi ký của mình, ông đã đề cập đến thành phố là Taheran. Du khách người Anh Thomas Herbert đến Tehran năm 1627, và đề cập đến tên nó là Tyroan. Herbert nói rằng thành phố có khoảng 3.000 ngôi nhà.
Vào đầu thế kỷ 18, Karim Khan của triều đại Zand đã ra lệnh cho một cung điện và một kinh thành được xây dựng ở Tehran để chuẩn bị tuyên bố kinh đô mới của ông; nhưng sau đó ông chuyển kinh đô của mình đến Shiraz. Cuối cùng, vua Mohammad Khan Qajar đã chọn Tehran làm kinh đô của Iran vào năm 1776.
Sự lựa chọn vốn của Agha Mohammad Khan được dựa trên mối quan tâm tương tự về sự kiểm soát của cả miền bắc và miền nam Iran. Ông đã nhận thức được sự trung thành của những cư dân của cựu thủ đô Isfahan và Shiraz đến triều đại Safavid và Zand tương ứng, và cảnh giác với sức mạnh của những người dân địa phương ở những thành phố này Vì vậy, ông có thể đã xem Tehran thiếu một cơ cấu đô thị đáng kể như một phước lành, bởi vì nó giảm thiểu cơ hội kháng chiến cho sự cai trị của ông bởi công chúng. Hơn nữa, ông phải ở trong tầm kiểm soát với của Azerbaijan và vùng lãnh thổ phía bắc và nam của Kavkaz ở Iran - vào thời điểm đó không thể hủy bỏ theo các điều ước của Golestan và Turkmenchay đối với Đế quốc Nga láng giềng - sẽ tuân theo trong thế kỷ 19.
Sau 50 năm cai trị của triều đại Qajar, thành phố vẫn chỉ có hơn 80.000 cư dân. Cho đến những năm 1870, Tehran bao gồm một thành lũy có tường bao quanh, một chợ mái, và ba khu vực chính là Udlajan, Chale-Meydan và Sangelaj, nơi đa số của dân cư trú.

Bản đồ Tehran năm 1857

Kế hoạch phát triển đầu tiên của Tehran năm 1855 nhấn mạnh cấu trúc không gian truyền thống. Kiến trúc, tuy nhiên, tìm thấy một biểu hiện chiết trung để phản ánh lối sống mới. Kế hoạch lớn thứ hai ở Tehran diễn ra dưới sự giám sát của Dar ol Fonun. Kế hoạch năm 1878 của Tehran bao gồm các bức tường thành phố mới, dưới hình thức một hình bát giác hoàn hảo với diện tích 19 km vuông, bắt chước các thành phố thời Phục Hưng của châu Âu.

### Thời hiện đại

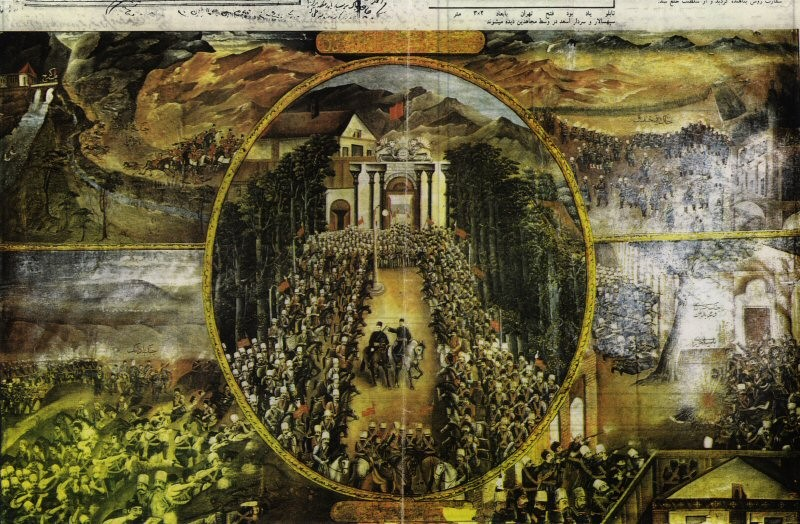
Chiến thắng Tehran: Sardar Asad II và Sepahsalar e Tonekaboni chinh phục Tehran vào tháng 7 năm 1909

Nhận thức xã hội ngày càng tăng về quyền dân sự dẫn đến Cách mạng Hiến pháp và hiến pháp đầu tiên của Iran vào năm 1906. Vào ngày 2 tháng 6 năm 1907, Quốc hội đã thông qua một đạo luật về quản trị địa phương được gọi là Baladie (luật thành phố). chẳng hạn như vai trò của các hội đồng trong thành phố, trình độ của các thành viên, quá trình bầu cử, và các yêu cầu để được bầu cử. Sau đó, quốc vương Qajar Mohammad Ali Shah đã bãi bỏ hiến pháp và bắn phá quốc hội với sự giúp đỡ của Lữ đoàn Cossack do Nga kiểm soát vào ngày 23 tháng 6 năm 1908. Theo sau vụ chiếm thành phố bởi lực lượng cách mạng Ali-Qoli Khan (Sardar Asad II)) và Mohammad Vali Khan (Sepahsalar e Tonekaboni) vào ngày 13 tháng 7 năm 1909. Kết quả là, vị vua đã bị lưu đày và thay thế bằng con trai ông Ahmad, và quốc hội đã được tái lập.
Sau chiến tranh thế giới thứ nhất, hội đồng cử tri đã bầu Reza Shah của nhà Pahlavi là vị vua mới, người đã ngay lập tức đình chỉ luật Baladie năm 1907, thay thế các hội đồng thành phố phi tập trung và tự trị với các phương pháp quản trị và lập kế hoạch tập trung.
Từ những năm 1920 đến thập niên 1930, dưới sự cai trị của Reza Shah, thành phố đã được xây dựng lại từ đầu. Điều đó theo sau một sự phá hủy có hệ thống của một số tòa nhà cũ, bao gồm các phần của cung điện Golestan, Tekye Dowlat và Tupkhane Square, được thay thế bằng các tòa nhà hiện đại bị ảnh hưởng bởi kiến trúc cổ điển của Iran, đặc biệt là việc xây dựng Ngân hàng Quốc gia, Trụ sở Cảnh sát, Văn phòng viễn thông, và Học viện Quân sự.
Những thay đổi trong đô thị bắt đầu với hành động mở rộng đường phố năm 1933, hoạt động như một khuôn khổ cho những thay đổi ở tất cả các thành phố khác. Grand Bazaar được chia làm một nửa và nhiều tòa nhà lịch sử đã bị phá hủy để được thay thế bằng những con đường thẳng đứng rộng. Kết quả là, kết cấu truyền thống của thành phố đã được thay thế bằng các đường phố hình chữ thập giao nhau tạo ra các bùng binh lớn, nằm trên các không gian công cộng lớn như chợ.
Như một nỗ lực để tạo ra một mạng lưới cho giao thông dễ dàng trong thành phố, thành cổ và tường thành đã bị phá hủy vào năm 1937, thay thế bằng các đường phố rộng cắt qua đô thị. Bản đồ thành phố mới của Tehran năm 1937 đã bị ảnh hưởng nặng nề bởi các mô hình quy hoạch hiện đại của mạng lưới phân vùng và mạng lưới.
Trong chiến tranh thế giới thứ hai, quân đội Liên Xô và Anh tiến vào thành phố. Năm 1943, Tehran là nơi diễn ra Hội nghị Tehran, có sự tham dự của Tổng thống Mỹ Franklin D. Roosevelt, Thủ tướng Liên Xô Joseph Stalin, và Thủ tướng Anh Winston Churchill.

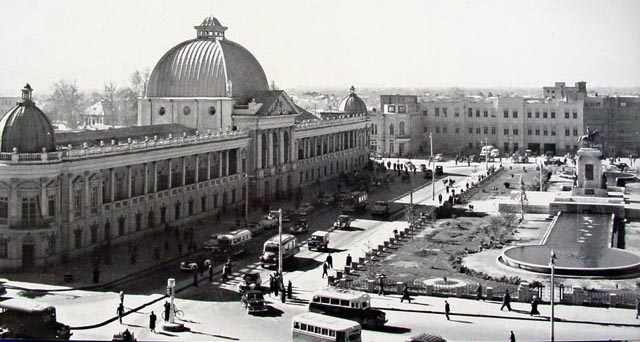
Quảng trường Tupkhane 1911
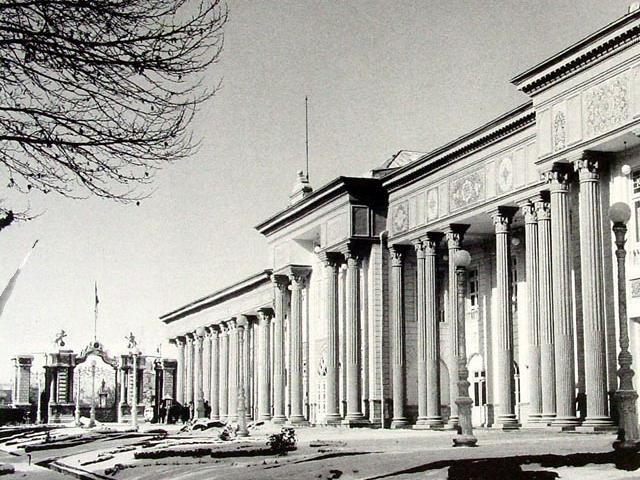
Một tòa nhà Quốc hội cũ, được xây dựng vào những năm 1920
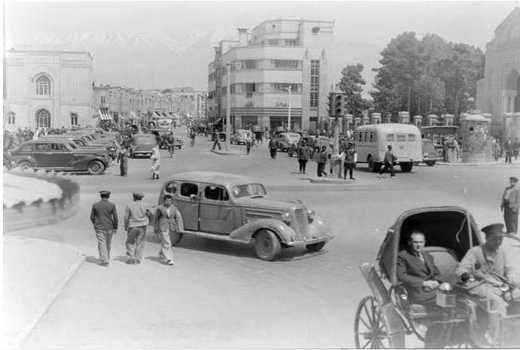
Một con đường ở Tehran những năm 1930s
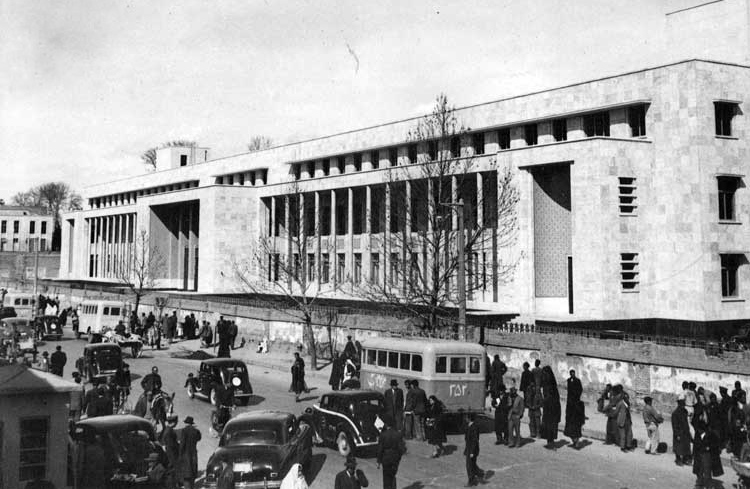
Ngân hàng Quốc gia Iran, Sabze Meydan, thập niên 1940s
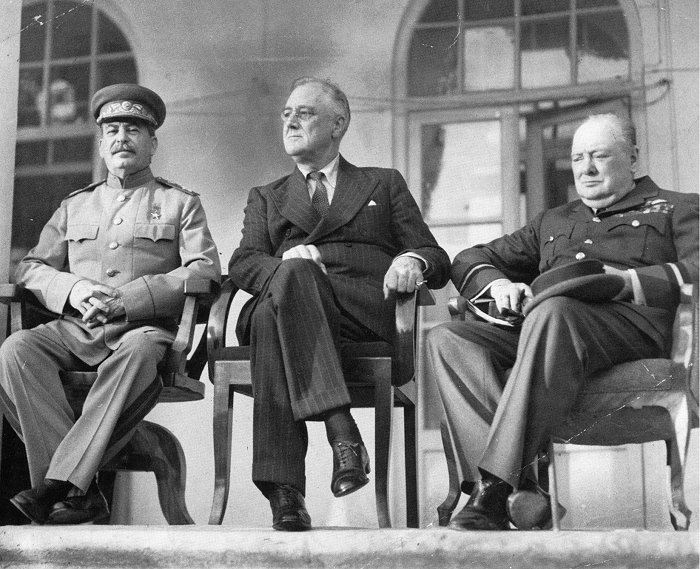
Hội nghị Tehran, 1943

Việc thành lập tổ chức quy hoạch của Iran vào năm 1948 đã dẫn đến kế hoạch phát triển kinh tế xã hội đầu tiên từ năm 1949 đến năm 1955. Những kế hoạch này không chỉ làm chậm tốc độ tăng trưởng không cân bằng của Tehran mà còn với cải cách ruộng đất năm 1962 mà con trai của Reza Shah và người kế nhiệm Mohammad Reza Pahlavi gọi tên là Cách mạng trắng, dẫn đến sự tăng trưởng hỗn loạn của Tehran.

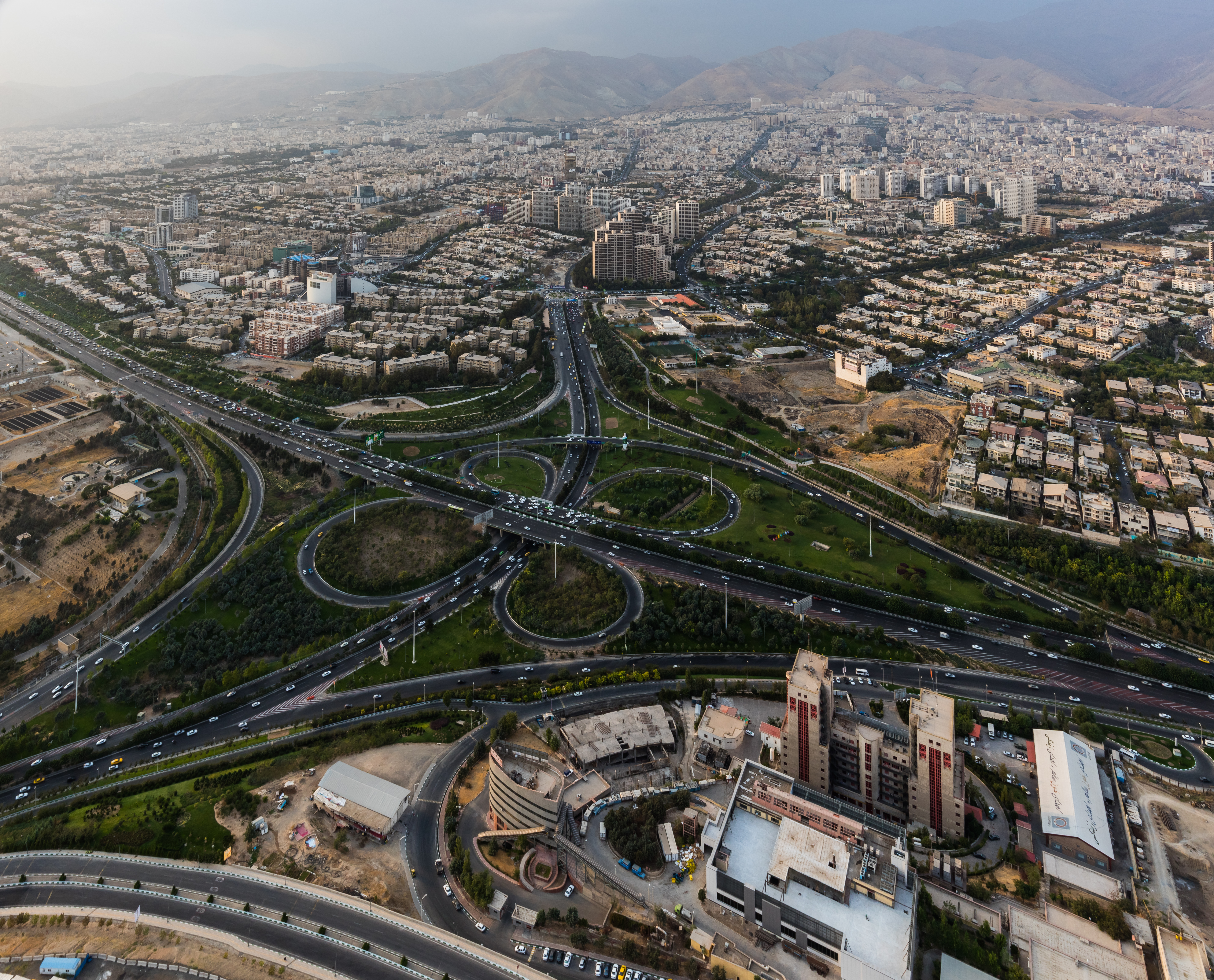
Đường cao tốc ở Tehran

Trong suốt những năm 1960 và 1970, Tehran đã nhanh chóng phát triển dưới triều đại của Mohammad Reza Pahlavi. Các tòa nhà hiện đại thay đổi bộ mặt của Tehran và những dự án đầy tham vọng đã được hình dung trong những thập kỷ sau. Để giải quyết vấn đề loại trừ xã hội, kế hoạch toàn diện đầu tiên của Tehran đã được phê duyệt vào năm 1968. Hiệp hội kiến trúc sư Iran Abd-ol-Aziz Farmanfarmaian và công ty Mỹ của Victor Gruen Associates đã xác định các vấn đề chính mật độ làm hỏng thành phố ngoại ô, ô nhiễm không khí và nước, hạ tầng không hiệu quả, thất nghiệp và di cư nông thôn-đô thị. Cuối cùng, toàn bộ kế hoạch bị gạt ra ngoài cuộc cách mạng Hồi giáo năm 1979 và chiến tranh Iran-Iraq sau đó.
Điểm mốc nổi tiếng nhất của Tehran, Tháp Azadi, được xây dựng theo lệnh của Shah vào năm 1971. Nó được thiết kế bởi Hossein Amanat, một kiến trúc sư đã thắng cuộc thi thiết kế tượng đài, kết hợp các yếu tố kiến trúc Sassan cổ điển với kiến trúc cổ điển khác của Iran. Trước đây được gọi là Tháp Shahyad, nó được xây dựng để kỷ niệm năm thứ 2.500 của Nhà nước Hoàng gia Iran.
Trong cuộc Chiến tranh Iran-Iraq 1980-1988, Tehran là mục tiêu của các cuộc tấn công tên lửa Scud lặp đi lặp lại và các cuộc không kích.
Tháp Milad cao 435 mét, là một phần của các dự án phát triển được đề xuất ở Iran trước cách mạng, được hoàn thành vào năm 2007, và từ đó trở thành một địa danh nổi tiếng của Tehran. Cầu vượt dành cho người đi bộ 270 mét của Cầu Tabiat là một địa danh mới được xây dựng, được thiết kế bởi kiến trúc sư từng đoạt giải thưởng Leila Araghian, được hoàn thành vào năm 2014.

## Địa lý

### Phân chia hành chính
Đô thị Tehran được chia thành 22 quận huyện, mỗi quận huyện có trung tâm hành chính riêng. 20 trong số 22 quận thành phố nằm ở Quận Trung tâm của Quận Tehran, trong khi các quận 1 và 20 nằm tương ứng ở các quận Shemiranat và Ray.
Mặc dù về mặt hành chính tách biệt, các thành phố Ray và Shemiran thường được coi là một phần của vùng đô thị Tehran.
| \| North: District 1: • Čizar • Dar Abad • Darake • Darband • Džamaran • Velenjak • Gejtarije • Nobonjad • Tadžriš • Zafaranije District 2: • Farahzad • Shahrara • Giša • Punak-e Bahtari • Sadat Abad • Sadegije • Šahrak-e Garb • Šahrak-e Žandarmeri • Tarašt • Tovhid District 3: • Darus • Davudije • Ehtijarije • Golhak • Vanak • Žordan District 5: • Bulvar-e Firdusi • Džanat Abad • Ekbatan • Punak District 6: • Amir Abad • Aržantin • Jusef Abad • Park-e Lale \| East: District 4: • Khak Sefid • Hakimije • Lavizan • Ozgol • Pasdaran • Resalat • Šams Abad • Šemiran No • Tehranpars • Zargande District 7: • Abas Abad • Behdžat Abad • Emam Hosein • Sabalan District 8: • Moalem • Narmak • Samangan • Nezam Abad District 13: • Dušan Tape • Niru Havaji • Teheran No • Piroozi District 14: • Čaharsad Dastgah • Dulab • Esfahanak • Horasan • Sad Dastgah \| Center: District 10: • Berjanak • Haft Čenar • Salsabil District 11: • Dohanijat • Laškar • Monirije • Šejh Hadi District 12: • Baharestan • Bazar-e Tehran • Firdusi • Gorgan • Park-e Šar • Pič-e Šemiran District 17: • Emamzade Hasan • Hazane Falah • Kale Morgi \| South: District 15: • Afsarije • Bisim • Havaran • Kijanšar • Masudije • Moširije District 16: • Ali Abad • Bag-e Azari • Hazane Boharae • Jahči Abad • Javadieh • Nazi Abad District 19: • Abdol Abad • Hava Niruz • Nemat Abad District 20: • Dovlat Abad • Džavanm.-e Kasab • Ebn-e Babavejh • Hazrat-e Abdol-Azim • Sizdah-e Aban \| West: District 9: • Džej • Sar-Asjab District 18: • Čahar Bari • Jaft Abad • Šad Abad • Šahrak-e Vali-Asr • Tolid Daru District 21: • Iran Hodro • Tehransar • Vardavard District 22: • Bag-e Hadž-Sejf • Kan • Kuj-e Sazman-e Barname • Parc Čitgar • Pejkanšar • Stadium-e Azadi • Šahrak-e Češme • Šahrak-e Rah-Ahan • Šahrak-e Omid \| | | | | |
| North: District 1: • Čizar • Dar Abad • Darake • Darband • Džamaran • Velenjak • Gejtarije • Nobonjad • Tadžriš • Zafaranije District 2: • Farahzad • Shahrara • Giša • Punak-e Bahtari • Sadat Abad • Sadegije • Šahrak-e Garb • Šahrak-e Žandarmeri • Tarašt • Tovhid District 3: • Darus • Davudije • Ehtijarije • Golhak • Vanak • Žordan District 5: • Bulvar-e Firdusi • Džanat Abad • Ekbatan • Punak District 6: • Amir Abad • Aržantin • Jusef Abad • Park-e Lale | East: District 4: • Khak Sefid • Hakimije • Lavizan • Ozgol • Pasdaran • Resalat • Šams Abad • Šemiran No • Tehranpars • Zargande District 7: • Abas Abad • Behdžat Abad • Emam Hosein • Sabalan District 8: • Moalem • Narmak • Samangan • Nezam Abad District 13: • Dušan Tape • Niru Havaji • Teheran No • Piroozi District 14: • Čaharsad Dastgah • Dulab • Esfahanak • Horasan • Sad Dastgah | Center: District 10: • Berjanak • Haft Čenar • Salsabil District 11: • Dohanijat • Laškar • Monirije • Šejh Hadi District 12: • Baharestan • Bazar-e Tehran • Firdusi • Gorgan • Park-e Šar • Pič-e Šemiran District 17: • Emamzade Hasan • Hazane Falah • Kale Morgi | South: District 15: • Afsarije • Bisim • Havaran • Kijanšar • Masudije • Moširije District 16: • Ali Abad • Bag-e Azari • Hazane Boharae • Jahči Abad • Javadieh • Nazi Abad District 19: • Abdol Abad • Hava Niruz • Nemat Abad District 20: • Dovlat Abad • Džavanm.-e Kasab • Ebn-e Babavejh • Hazrat-e Abdol-Azim • Sizdah-e Aban | West: District 9: • Džej • Sar-Asjab District 18: • Čahar Bari • Jaft Abad • Šad Abad • Šahrak-e Vali-Asr • Tolid Daru District 21: • Iran Hodro • Tehransar • Vardavard District 22: • Bag-e Hadž-Sejf • Kan • Kuj-e Sazman-e Barname • Parc Čitgar • Pejkanšar • Stadium-e Azadi • Šahrak-e Češme • Šahrak-e Rah-Ahan • Šahrak-e Omid |

| \| Name \| Persian Name \| County \| Number of Municipal Regions \| Area \| Population \| Population Density \| Location within Tehran \| \| ------- \| -------------------------------- \| ----------------- \| --------------------------- \| -------- \| ---------- \| ------------------ \| ---------------------- \| \| Quận 1 \| منطقه ۱ – Mantaqe ye Yek \| Shemiranat County \| 10 \| 64,0 km² \| 379,962 \| 5.936,9/km² \| \| \| Quận 2 \| منطقه ۲ – Mantaqe ye Dow \| Tehran County \| 9 \| 64,0 km² \| 650,000 \| 10.156,3/km² \| \| \| Quận 3 \| منطقه ۳ – Mantaqe ye Se \| Tehran County \| 6 \| 31,2 km² \| 293,181 \| 9.396,8/km² \| \| \| Quận 4 \| منطقه ۴ – Mantaqe ye Ĉahār \| Tehran County \| 9 \| 61,4 km² \| 864,946 \| 14.087,1/km² \| \| \| Quận 5 \| منطقه ۵ – Mantaqe ye Panj \| Tehran County \| 7 \| 52,9 km² \| 800,000 \| 15.122,9/km² \| \| \| Quận 6 \| منطقه ۶ – Mantaqe ye Ŝeŝ \| Tehran County \| 6 \| 21,4 km² \| 217,127 \| 10.146,1/km² \| \| \| Quận 7 \| منطقه ۷ – Mantaqe ye Haft \| Tehran County \| 5 \| 15,4 km² \| 309,745 \| 20.113,3/km² \| \| \| Quận 8 \| منطقه ۸ – Mantaqe ye Haŝt \| Tehran County \| 3 \| 13,4 km² \| 378,725 \| 28.263,1/km² \| \| \| Quận 9 \| منطقه ۹ – Mantaqe ye Noh \| Tehran County \| 3 \| 19,6 km² \| 170,000 \| 8.673,5/km² \| \| \| Quận 10 \| منطقه ۱۰ – Mantaqe ye Dah \| Tehran County \| 3 \| 8,2 km² \| 320,000 \| 39.024,4/km² \| \| \| Quận 11 \| منطقه ۱۱ – Mantaqe ye Yāzdah \| Tehran County \| 4 \| 12,6 km² \| 280,000 \| 22.222,2/km² \| \| \| Quận 12 \| منطقه ۱۲ – Mantaqe ye Davāzdah \| Tehran County \| 6 \| 16,9 km² \| 365,000 \| 21.597,6/km² \| \| \| Quận 13 \| منطقه ۱۳ – Mantaqe ye Sizdah \| Tehran County \| 4 \| 12,8 km² \| 275,727 \| 21.541,2/km² \| \| \| Quận 14 \| منطقه ۱۴ – Mantaqe ye Ĉahārdah \| Tehran County \| 6 \| 24,3 km² \| 483,432 \| 19.894,3/km² \| \| \| Quận 15 \| منطقه ۱۵ – Mantaqe ye Pānzdah \| Tehran County \| 6 \| 35,4 km² \| 694,678 \| 19.623,7/km² \| \| \| Quận 16 \| منطقه ۱۶ – Mantaqe ye Ŝānzdah \| Tehran County \| 6 \| 18,1 km² \| 332,000 \| 18.342,5/km² \| \| \| Quận 17 \| منطقه ۱۷ – Mantaqe ye Hefdah \| Tehran County \| 3 \| 8,2 km² \| 256,022 \| 31.222,2/km² \| \| \| Quận 18 \| منطقه ۱۸ – Mantaqe ye Heĵdah \| Tehran County \| 5 \| 37,5 km² \| 317,110 \| 8.456,7/km² \| \| \| Quận 19 \| منطقه ۱۹ – Mantaqe ye Nuzdah \| Tehran County \| 3 \| 20,3 km² \| 249,786 \| 12.304,9/km² \| \| \| Quận 20 \| منطقه ۲۰ – Mantaqe ye Bist \| Ray County \| 5 \| 23,0 km² \| 378,445 \| 16.454,1/km² \| \| \| Quận 21 \| منطقه ۲۱ – Mantaqe ye Bist-o-Yek \| Tehran County \| 3 \| 51,6 km² \| 157,939 \| 3.060,8/km² \| \| \| Quận 22 \| منطقه ۲۲ – Mantaqe ye Bist-o-Dow \| Tehran County \| 4 \| 54,0 km² \| 138,970 \| 2.573,5/km² \| \| |                                  |                   |                             |          |            |                    |                        |
| Name | Persian Name                     | County            | Number of Municipal Regions | Area     | Population | Population Density | Location within Tehran |
| Quận 1 | منطقه ۱ – Mantaqe ye Yek         | Shemiranat County | 10                          | 64,0 km² | 379,962    | 5.936,9/km²        |                        |
| Quận 2 | منطقه ۲ – Mantaqe ye Dow         | Tehran County     | 9                           | 64,0 km² | 650,000    | 10.156,3/km²       |                        |
| Quận 3 | منطقه ۳ – Mantaqe ye Se          | Tehran County     | 6                           | 31,2 km² | 293,181    | 9.396,8/km²        |                        |
| Quận 4 | منطقه ۴ – Mantaqe ye Ĉahār       | Tehran County     | 9                           | 61,4 km² | 864,946    | 14.087,1/km²       |                        |
| Quận 5 | منطقه ۵ – Mantaqe ye Panj        | Tehran County     | 7                           | 52,9 km² | 800,000    | 15.122,9/km²       |                        |
| Quận 6 | منطقه ۶ – Mantaqe ye Ŝeŝ         | Tehran County     | 6                           | 21,4 km² | 217,127    | 10.146,1/km²       |                        |
| Quận 7 | منطقه ۷ – Mantaqe ye Haft        | Tehran County     | 5                           | 15,4 km² | 309,745    | 20.113,3/km²       |                        |
| Quận 8 | منطقه ۸ – Mantaqe ye Haŝt        | Tehran County     | 3                           | 13,4 km² | 378,725    | 28.263,1/km²       |                        |
| Quận 9 | منطقه ۹ – Mantaqe ye Noh         | Tehran County     | 3                           | 19,6 km² | 170,000    | 8.673,5/km²        |                        |
| Quận 10 | منطقه ۱۰ – Mantaqe ye Dah        | Tehran County     | 3                           | 8,2 km²  | 320,000    | 39.024,4/km²       |                        |
| Quận 11 | منطقه ۱۱ – Mantaqe ye Yāzdah     | Tehran County     | 4                           | 12,6 km² | 280,000    | 22.222,2/km²       |                        |
| Quận 12 | منطقه ۱۲ – Mantaqe ye Davāzdah   | Tehran County     | 6                           | 16,9 km² | 365,000    | 21.597,6/km²       |                        |
| Quận 13 | منطقه ۱۳ – Mantaqe ye Sizdah     | Tehran County     | 4                           | 12,8 km² | 275,727    | 21.541,2/km²       |                        |
| Quận 14 | منطقه ۱۴ – Mantaqe ye Ĉahārdah   | Tehran County     | 6                           | 24,3 km² | 483,432    | 19.894,3/km²       |                        |
| Quận 15 | منطقه ۱۵ – Mantaqe ye Pānzdah    | Tehran County     | 6                           | 35,4 km² | 694,678    | 19.623,7/km²       |                        |
| Quận 16 | منطقه ۱۶ – Mantaqe ye Ŝānzdah    | Tehran County     | 6                           | 18,1 km² | 332,000    | 18.342,5/km²       |                        |
| Quận 17 | منطقه ۱۷ – Mantaqe ye Hefdah     | Tehran County     | 3                           | 8,2 km²  | 256,022    | 31.222,2/km²       |                        |
| Quận 18 | منطقه ۱۸ – Mantaqe ye Heĵdah     | Tehran County     | 5                           | 37,5 km² | 317,110    | 8.456,7/km²        |                        |
| Quận 19 | منطقه ۱۹ – Mantaqe ye Nuzdah     | Tehran County     | 3                           | 20,3 km² | 249,786    | 12.304,9/km²       |                        |
| Quận 20 | منطقه ۲۰ – Mantaqe ye Bist       | Ray County        | 5                           | 23,0 km² | 378,445    | 16.454,1/km²       |                        |
| Quận 21 | منطقه ۲۱ – Mantaqe ye Bist-o-Yek | Tehran County     | 3                           | 51,6 km² | 157,939    | 3.060,8/km²        |                        |
| Quận 22 | منطقه ۲۲ – Mantaqe ye Bist-o-Dow | Tehran County     | 4                           | 54,0 km² | 138,970    | 2.573,5/km²        |                        |

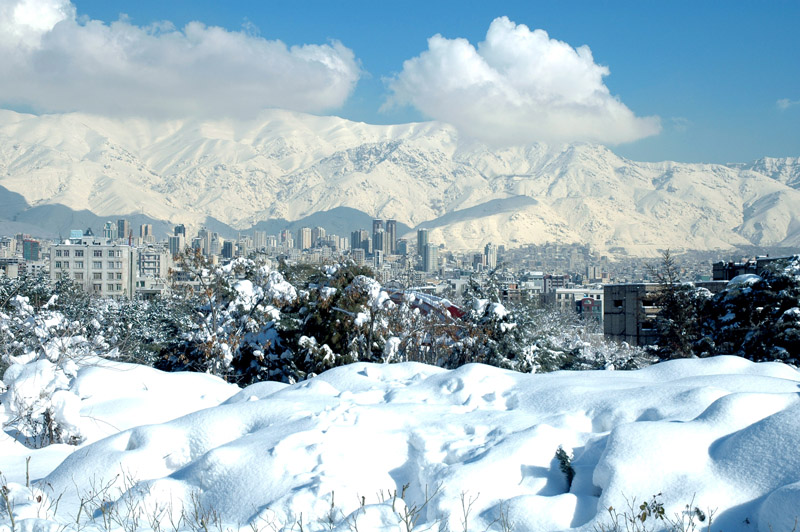
Núi Tochal vào mùa đông năm 2006
Ekhtiarie, Bắc Tehran
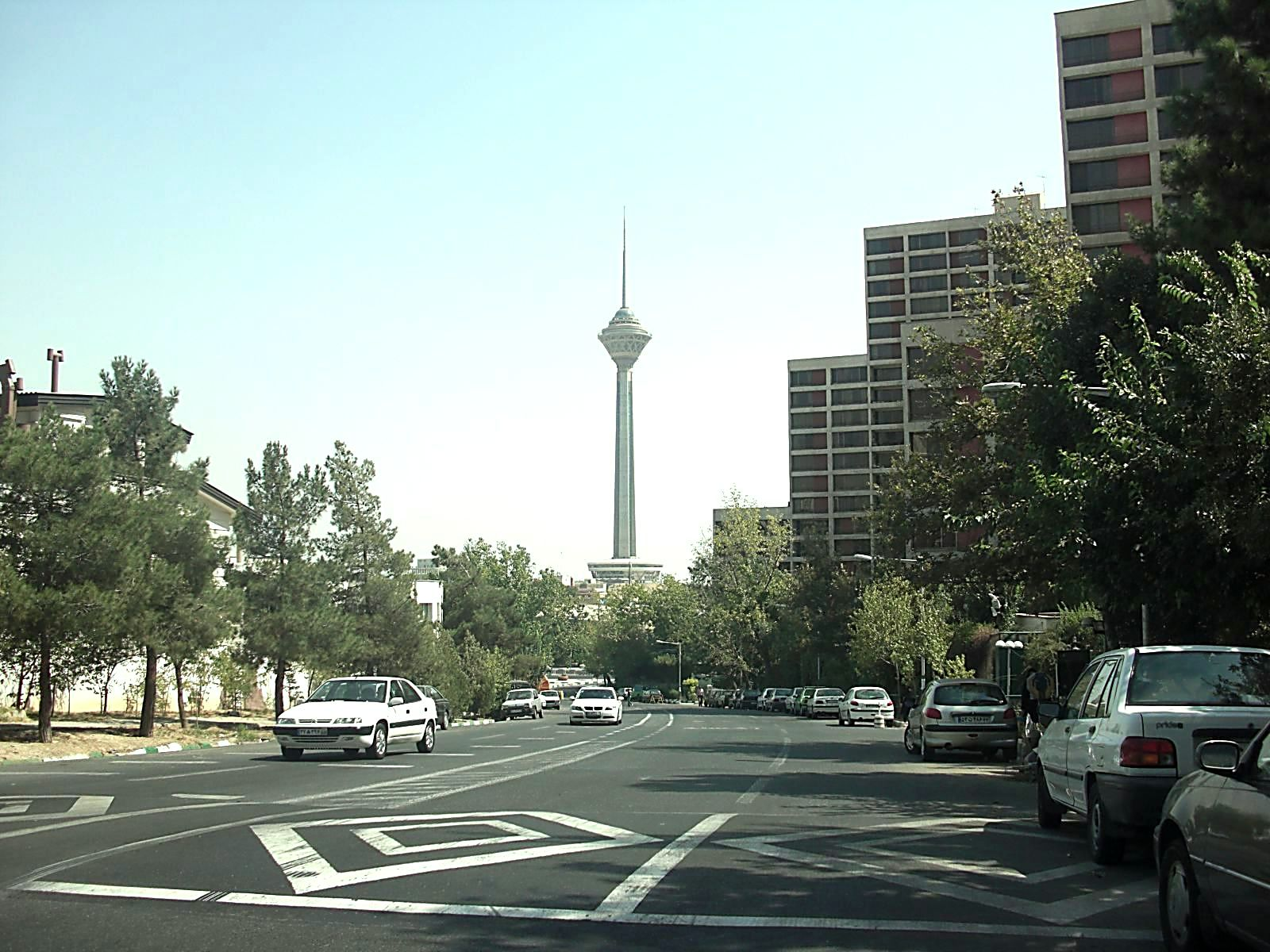
Đường Hormozan, phố Qarb
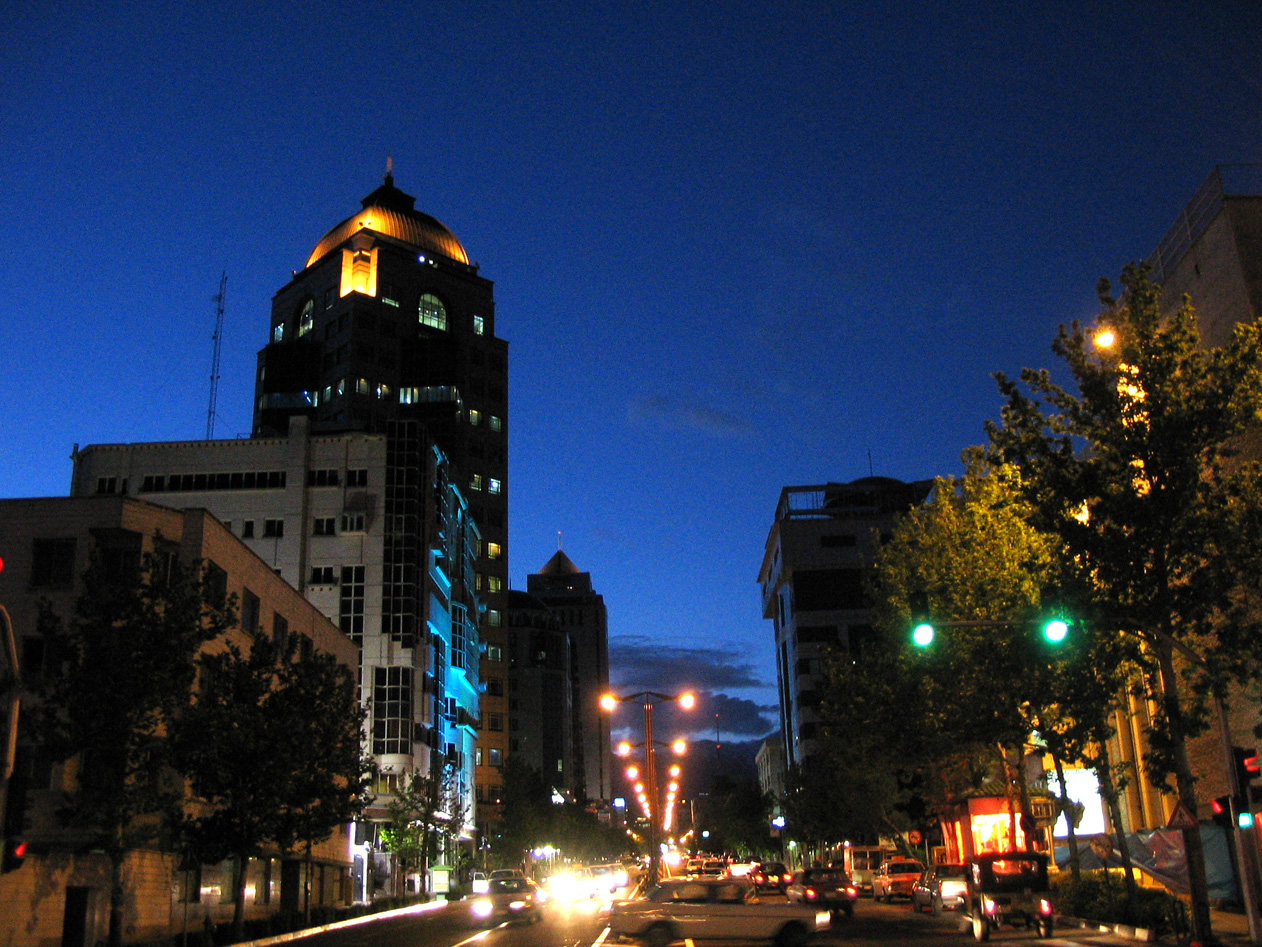
Đường Bucharest ở Abbas Abad
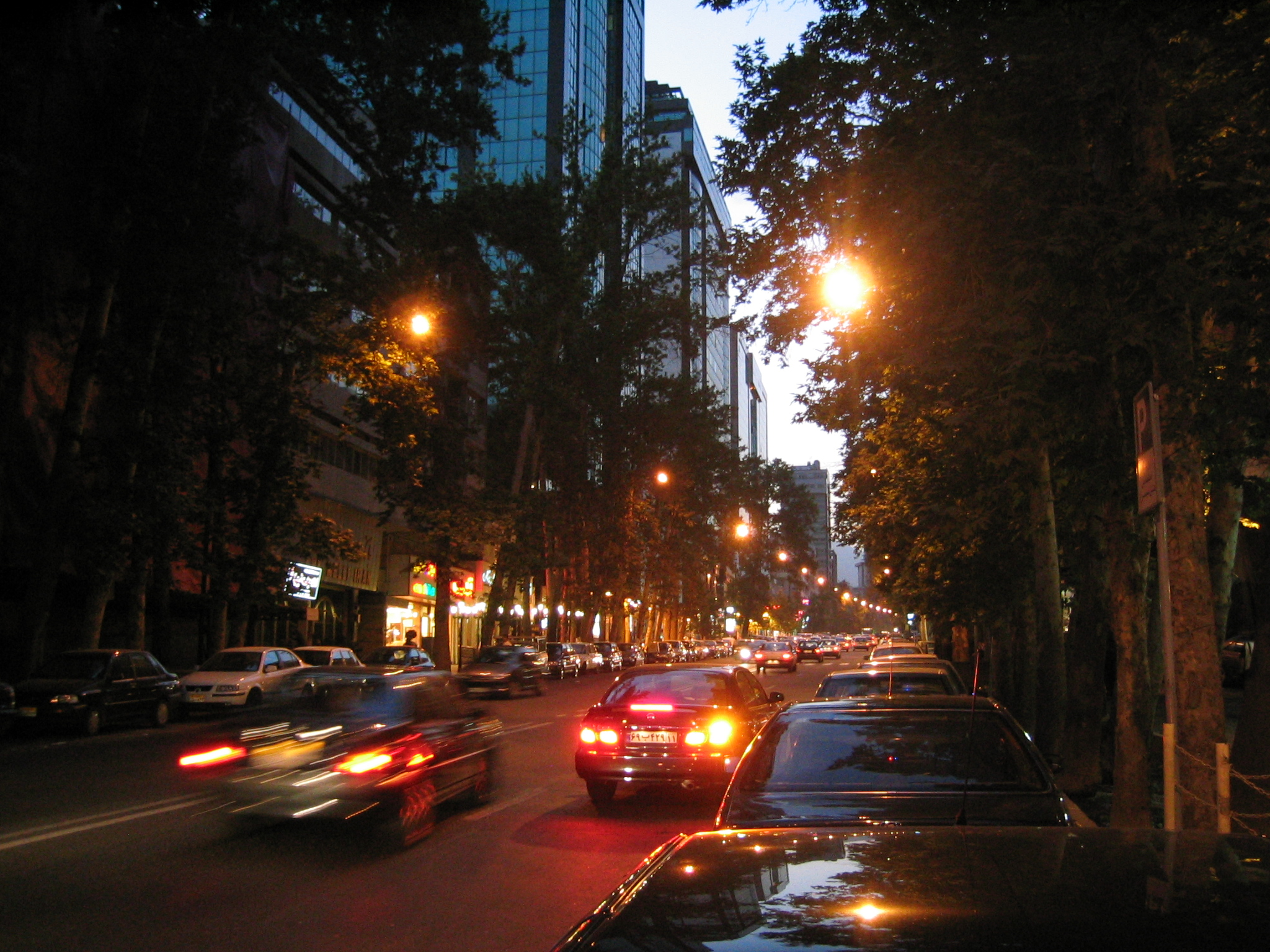
Đường Valiasr, gần công viên Saei, ở trung tâm Tehran

Khu vực phía bắc Tehran là nơi giàu có nhất của thành phố, bao gồm nhiều quận khác nhau như Zaferanie, Jordan, Elahie, Pasdaran, Kamranie, Ajodanie, Farmanie, Darrous, Qeytarie và phố Qarb. Trong khi trung tâm của thành phố có các bộ và cơ quan chính phủ, các trung tâm thương mại nằm ở phía bắc xa hơn.

### Khí hậu

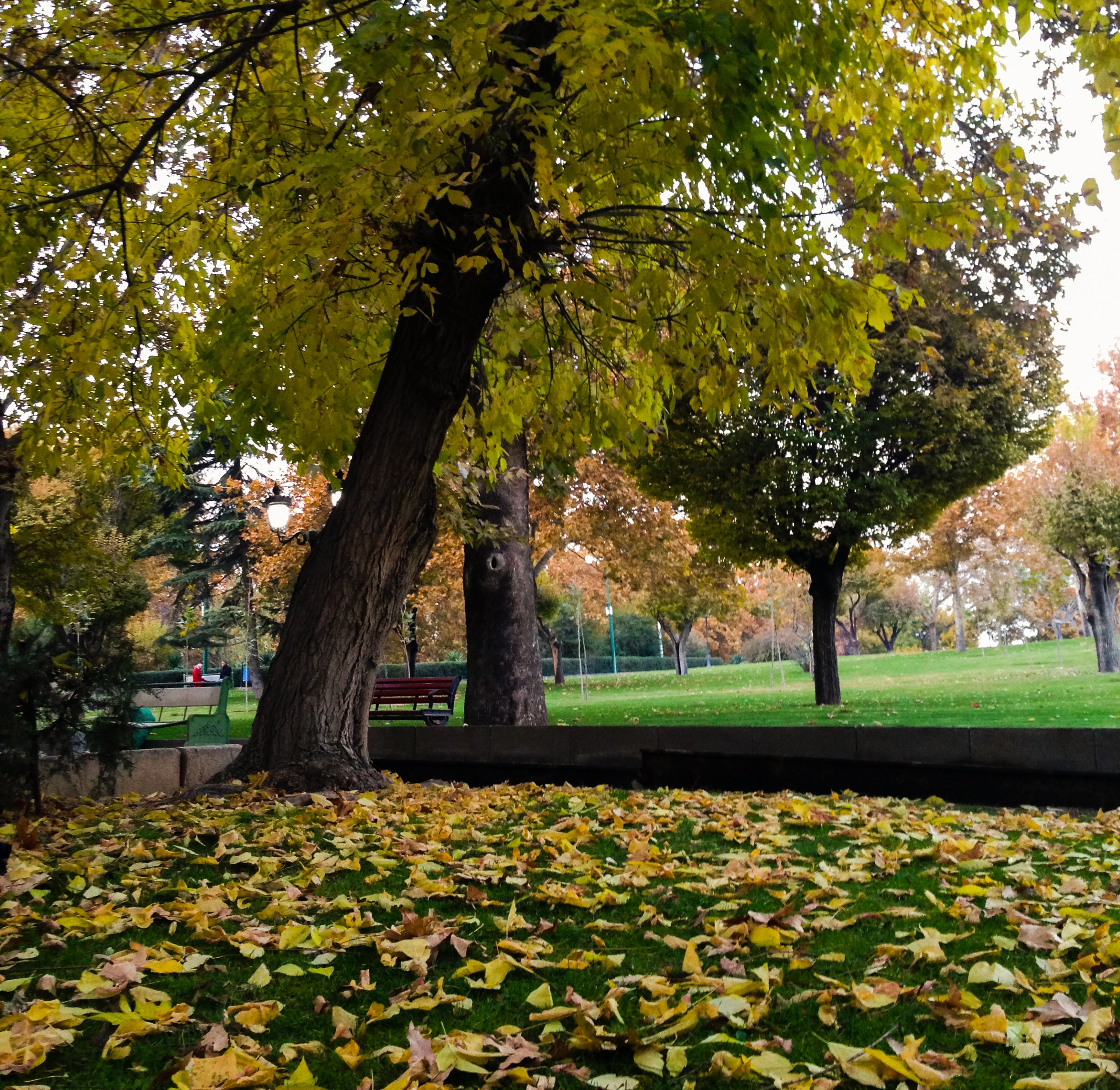
Công viên Mellat vào mùa thu

Tehran có khí hậu bán khô hạn lạnh (phân loại khí hậu Köppen: BSk) với các đặc điểm khí hậu lục địa và mô hình khí hậu Địa Trung Hải. Khí hậu của Tehran chủ yếu được xác định bởi vị trí địa lý của nó, với những ngọn núi cao chót vót Alborz ở phía bắc và sa mạc trung tâm của đất nước ở phía nam. Nó có thể được mô tả chung là ôn hòa vào mùa xuân và mùa thu, nóng và khô vào mùa hè, và lạnh và ẩm ướt vào mùa đông.
Tehran là 1 thành phố lớn với sự khác biệt đáng kể về độ cao giữa các huyện khác nhau, thời tiết thường mát hơn ở phía bắc đồi hơn ở phần phía nam bằng phẳng của Tehran. Ví dụ đường Valiasr 17,3 km (10,7 mi) chạy từ ga đường sắt của Tehran ở độ cao 1.117 m (3.665 ft) trên mực nước biển ở phía nam thành phố đến Quảng trường Tajrish ở độ cao 1712,6 m (5612,3 ft) trên mực nước biển trong phía bắc. Tuy nhiên, độ cao thậm chí có thể tăng lên đến 2.000 m (6.600 ft) ở cuối Velenjak ở miền bắc Tehran.
Mùa hè khá dài, từ tháng 5 đến tháng 11, thời tiết nóng và khô với ít mưa, nhưng độ ẩm nói chung tương đối là thấp. Nhiệt độ cao trung bình là từ 32 đến 41 °C (90 và 106 °F), và nó có thể giảm xuống 14 °C ở miền núi phía bắc thành phố vào ban đêm. Hầu hết lượng mưa hàng năm xuất hiện từ cuối mùa thu đến giữa mùa xuân, nhưng không có tháng nào đặc biệt ẩm ướt. Tháng nóng nhất là tháng Bảy, với nhiệt độ tối thiểu trung bình là 33 °C (91 °F) và nhiệt độ tối đa trung bình là 38 °C (100 °F), và lạnh nhất là tháng Giêng, với nhiệt độ trung bình tối thiểu −5 °C (23 °F) và nhiệt độ tối đa trung bình là 1 °C (34 °F).
Thời tiết của Tehran đôi khi có thể không lường trước được. Nhiệt độ cao kỷ lục là 43 °C (109 °F) và mức thấp kỷ lục là -20 °C (−4 °F). Vào ngày 5 và 6 tháng 1 năm 2008, một cơn bão tuyết lớn và nhiệt độ thấp bao trùm thành phố trong một lớp tuyết và băng dày, buộc Hội đồng Bộ trưởng chính thức tuyên bố tình trạng khẩn cấp và đóng cửa thủ đô vào ngày 6 và 7 tháng 1.
Tehran đã thấy sự gia tăng độ ẩm tương đối và lượng mưa hàng năm kể từ đầu thế kỷ 21. Điều này rất có thể là do các dự án trồng rừng, bao gồm các công viên và hồ mở rộng. Các phần phía bắc của Tehran vẫn còn tươi tốt hơn so với các phần phía nam.
| Dữ liệu khí hậu của Tehran-Shomal (north of Tehran), elevation: 1548.2 m or 5079.3 ft, 1988-2005 | Dữ liệu khí hậu của Tehran-Shomal (north of Tehran), elevation: 1548.2 m or 5079.3 ft, 1988-2005 | Dữ liệu khí hậu của Tehran-Shomal (north of Tehran), elevation: 1548.2 m or 5079.3 ft, 1988-2005 | Dữ liệu khí hậu của Tehran-Shomal (north of Tehran), elevation: 1548.2 m or 5079.3 ft, 1988-2005 | Dữ liệu khí hậu của Tehran-Shomal (north of Tehran), elevation: 1548.2 m or 5079.3 ft, 1988-2005 | Dữ liệu khí hậu của Tehran-Shomal (north of Tehran), elevation: 1548.2 m or 5079.3 ft, 1988-2005 | Dữ liệu khí hậu của Tehran-Shomal (north of Tehran), elevation: 1548.2 m or 5079.3 ft, 1988-2005 | Dữ liệu khí hậu của Tehran-Shomal (north of Tehran), elevation: 1548.2 m or 5079.3 ft, 1988-2005 | Dữ liệu khí hậu của Tehran-Shomal (north of Tehran), elevation: 1548.2 m or 5079.3 ft, 1988-2005 | Dữ liệu khí hậu của Tehran-Shomal (north of Tehran), elevation: 1548.2 m or 5079.3 ft, 1988-2005 | Dữ liệu khí hậu của Tehran-Shomal (north of Tehran), elevation: 1548.2 m or 5079.3 ft, 1988-2005 | Dữ liệu khí hậu của Tehran-Shomal (north of Tehran), elevation: 1548.2 m or 5079.3 ft, 1988-2005 | Dữ liệu khí hậu của Tehran-Shomal (north of Tehran), elevation: 1548.2 m or 5079.3 ft, 1988-2005 | Dữ liệu khí hậu của Tehran-Shomal (north of Tehran), elevation: 1548.2 m or 5079.3 ft, 1988-2005 |
| Tháng                                                                                            | 1                                                                                                | 2                                                                                                | 3                                                                                                | 4                                                                                                | 5                                                                                                | 6                                                                                                | 7                                                                                                | 8                                                                                                | 9                                                                                                | 10                                                                                               | 11                                                                                               | 12                                                                                               | Năm                                                                                              |
| ------------------------------------------------------------------------------------------------ | ------------------------------------------------------------------------------------------------ | ------------------------------------------------------------------------------------------------ | ------------------------------------------------------------------------------------------------ | ------------------------------------------------------------------------------------------------ | ------------------------------------------------------------------------------------------------ | ------------------------------------------------------------------------------------------------ | ------------------------------------------------------------------------------------------------ | ------------------------------------------------------------------------------------------------ | ------------------------------------------------------------------------------------------------ | ------------------------------------------------------------------------------------------------ | ------------------------------------------------------------------------------------------------ | ------------------------------------------------------------------------------------------------ | ------------------------------------------------------------------------------------------------ |
| Cao kỉ lục °C (°F)                                                                               | 16.4 (61.5)                                                                                      | 19.0 (66.2)                                                                                      | 23.8 (74.8)                                                                                      | 30.6 (87.1)                                                                                      | 33.6 (92.5)                                                                                      | 37.8 (100.0)                                                                                     | 40.8 (105.4)                                                                                     | 40.4 (104.7)                                                                                     | 39.6 (103.3)                                                                                     | 31.2 (88.2)                                                                                      | 23.0 (73.4)                                                                                      | 19.0 (66.2)                                                                                      | 40.8 (105.4)                                                                                     |
| Trung bình ngày tối đa °C (°F)                                                                   | 6.1 (43.0)                                                                                       | 8.1 (46.6)                                                                                       | 12.9 (55.2)                                                                                      | 19.8 (67.6)                                                                                      | 25.0 (77.0)                                                                                      | 31.2 (88.2)                                                                                      | 33.9 (93.0)                                                                                      | 33.5 (92.3)                                                                                      | 29.3 (84.7)                                                                                      | 22.4 (72.3)                                                                                      | 14.3 (57.7)                                                                                      | 8.6 (47.5)                                                                                       | 20.4 (68.8)                                                                                      |
| Tối thiểu trung bình ngày °C (°F)                                                                | −1.5 (29.3)                                                                                      | −0.2 (31.6)                                                                                      | 4.0 (39.2)                                                                                       | 9.8 (49.6)                                                                                       | 14 (57)                                                                                          | 19.6 (67.3)                                                                                      | 22.6 (72.7)                                                                                      | 21.9 (71.4)                                                                                      | 17.5 (63.5)                                                                                      | 11.6 (52.9)                                                                                      | 5.4 (41.7)                                                                                       | 1.0 (33.8)                                                                                       | 10.5 (50.8)                                                                                      |
| Thấp kỉ lục °C (°F)                                                                              | −11.4 (11.5)                                                                                     | −11.0 (12.2)                                                                                     | −8.0 (17.6)                                                                                      | −1.6 (29.1)                                                                                      | 3.0 (37.4)                                                                                       | 12.0 (53.6)                                                                                      | 15.4 (59.7)                                                                                      | 13.5 (56.3)                                                                                      | 8.8 (47.8)                                                                                       | 2.6 (36.7)                                                                                       | −5.2 (22.6)                                                                                      | −9.6 (14.7)                                                                                      | −11.4 (11.5)                                                                                     |
| Lượng Giáng thủy trung bình mm (inches)                                                          | 63.1 (2.48)                                                                                      | 66.5 (2.62)                                                                                      | 83.3 (3.28)                                                                                      | 50.1 (1.97)                                                                                      | 27.1 (1.07)                                                                                      | 4.0 (0.16)                                                                                       | 4.2 (0.17)                                                                                       | 3.2 (0.13)                                                                                       | 3.4 (0.13)                                                                                       | 16.5 (0.65)                                                                                      | 41.3 (1.63)                                                                                      | 66.3 (2.61)                                                                                      | 429 (16.9)                                                                                       |
| Số ngày mưa trung bình                                                                           | 12.3                                                                                             | 10.9                                                                                             | 12.3                                                                                             | 10.0                                                                                             | 8.9                                                                                              | 3.3                                                                                              | 3.4                                                                                              | 1.6                                                                                              | 1.3                                                                                              | 5.8                                                                                              | 8.6                                                                                              | 10.7                                                                                             | 89.1                                                                                             |
| Số ngày tuyết rơi trung bình                                                                     | 8.9                                                                                              | 6.6                                                                                              | 2.5                                                                                              | 0.1                                                                                              | 0.1                                                                                              | 0                                                                                                | 0                                                                                                | 0                                                                                                | 0                                                                                                | 0                                                                                                | 0.6                                                                                              | 4.9                                                                                              | 23.7                                                                                             |
| Độ ẩm tương đối trung bình (%)                                                                   | 67                                                                                               | 59                                                                                               | 53                                                                                               | 44                                                                                               | 39                                                                                               | 30                                                                                               | 31                                                                                               | 31                                                                                               | 33                                                                                               | 44                                                                                               | 57                                                                                               | 66                                                                                               | 46                                                                                               |
| Số giờ nắng trung bình tháng                                                                     | 137.2                                                                                            | 151.1                                                                                            | 186.0                                                                                            | 219.1                                                                                            | 279.8                                                                                            | 328.7                                                                                            | 336.6                                                                                            | 336.8                                                                                            | 300.5                                                                                            | 246.8                                                                                            | 169.4                                                                                            | 134.1                                                                                            | 2.826,1                                                                                          |
| Nguồn: Climatological Research Institute                                                         |                                                                                                  |                                                                                                  |                                                                                                  |                                                                                                  |                                                                                                  |                                                                                                  |                                                                                                  |                                                                                                  |                                                                                                  |                                                                                                  |                                                                                                  |                                                                                                  |                                                                                                  |

Vào tháng 2 năm 2005, tuyết rơi bao phủ tất cả các phần của thành phố. Độ dày tuyết là 15 cm (6 in) ở phần phía nam của thành phố và 100 cm (39 in) ở phần phía bắc của thành phố. Một tờ báo cho biết đó là thời tiết tồi tệ nhất trong 34 năm. 10.000 máy ủi và 13.000 công nhân thành phố được triển khai để dọn tuyết cho các con đường chính.
Vào ngày 3 tháng 2 năm 2014, Tehran đã rơi vào một trận tuyết rơi dày đặc, đặc biệt là ở phần phía bắc của thành phố, với độ dày đến 2 mét. Trong vòng một tuần tuyết rơi liên tiếp, các con đường không thể đi lại ở một số khu vực cùng với nhiệt độ từ −8 °C đến −16 °C.
Vào ngày 3 tháng 6 năm 2014, một trận giông bão mạnh kèm theo bão bụi tràn qua thành phố. Năm người thiệt mạng và hơn 57 người bị thương. Thảm họa này cũng làm rơi nhiều cây và đường dây điện xuống. Nó xảy ra từ 5 đến 6 giờ chiều, nhiệt độ giảm mạnh từ 33 °C đến 19 °C chỉ trong một giờ. Sự giảm nhiệt độ đáng kể được đi kèm với gió thổi tới gần 118 km/h.

### Vấn đề môi trường

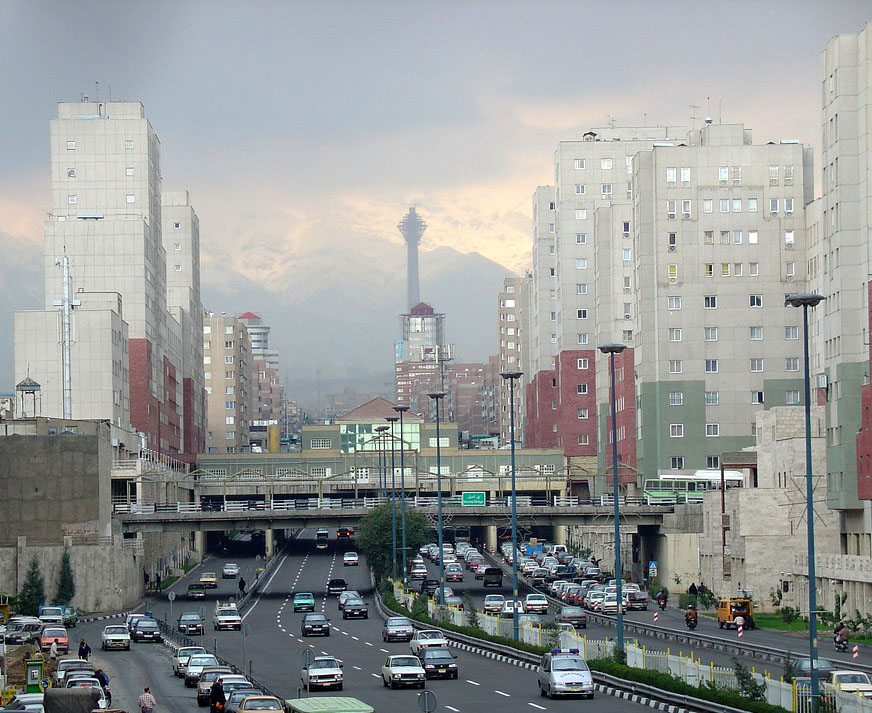
Ô nhiễm không khí là một vấn đề nghiêm trọng của Tehran. Lượng xe cộ dày đặc cộng thêm sự tập trung của các khu công nghiệp gần đó khiến bầu trời thành phố luôn tích tụ nhiều khói bụi

Kế hoạch chuyển thủ đô vốn đã được thảo luận nhiều lần trong những năm trước, chủ yếu là do các vấn đề môi trường của khu vực. Tehran được đánh giá là một trong những thành phố ô nhiễm nhất thế giới, và cũng nằm gần hai đường đứt gãy lớn.
Thành phố bị ô nhiễm không khí nghiêm trọng. 80% ô nhiễm của thành phố là do xe hơi. 20% còn lại là do ô nhiễm công nghiệp. Các ước tính khác cho thấy xe máy chiếm 30% không khí và 50% ô nhiễm tiếng ồn ở Tehran.
Trong năm 2010, chính phủ đã thông báo rằng "vì lý do an ninh và hành chính, kế hoạch chuyển vốn từ Tehran đã được hoàn thành." Có kế hoạch di dời 163 công ty nhà nước và một số trường đại học từ Tehran để tránh thiệt hại từ trận động đất.
Các quan chức đang tham gia vào một chiến dịch để giảm ô nhiễm không khí. Thành phố đã khuyến khích taxi và xe buýt chuyển đổi từ động cơ xăng sang động cơ chạy bằng khí tự nhiên nén. Hơn nữa, chính phủ đã thiết lập một "Khu vực giao thông" bao gồm trung tâm thành phố trong giờ cao điểm. Việc vào và lái xe bên trong khu vực này chỉ được phép với giấy phép đặc biệt.
Cũng có kế hoạch nâng cao nhận thức của người dân về các mối nguy hiểm của ô nhiễm. Một phương pháp hiện đang được sử dụng là lắp đặt các bảng chỉ thị ô nhiễm xung quanh thành phố để theo dõi mức độ hiện tại của hạt (PM10), nitơ dioxide (NO2), ozone (O3), sulfur dioxide (SO2) và carbon monoxide (CO).

## Nhân khẩu
Tehran có dân số khoảng 10 triệu người vào năm 2016. Là một thành phố đa sắc tộc, Tehran là nơi có nhiều nhóm ngôn ngữ và dân tộc đa dạng từ khắp nơi trên đất nước. Ngôn ngữ chi phối ngày nay của Tehran là sự đa dạng của ngôn ngữ Ba Tư của Tehrani, và đa số người dân ở Tehran tự nhận là người Ba Tư. Tuy nhiên, trước đây, ngôn ngữ mẹ đẻ của vùng Tehran-Ray không phải là tiếng Ba Tư, vốn là ngôn ngữ Tây Nam Iran và có nguồn gốc từ Fars, nhưng là một ngôn ngữ Tây Bắc Iran đã tuyệt chủng.
Iran Azeris là nhóm dân tộc lớn thứ hai trong thành phố, chiếm khoảng 20% đến 1/4 trong tổng dân số, trong khi dân tộc Mazanderanis lớn thứ ba, chiếm khoảng 17% tổng dân số. Các cộng đồng dân tộc khác của Tehran bao gồm người Kurd, người Armenia, người Gruzia, người Bakhtyaris, Talysh, Baloch, người Assyria, người Ả Rập, người Do Thái và người Circassians.
Theo điều tra dân số năm 2010 do Khoa Xã hội học của Đại học Tehran thực hiện, tại nhiều huyện của Tehran qua các lớp kinh tế xã hội khác nhau theo quy mô dân số của từng huyện và tầng lớp kinh tế xã hội, 63% số người sinh ra ở Tehran 98% biết tiếng Ba Tư, 75% tự nhận mình là người Ba Tư, và 13% có trình độ thông thạo ngôn ngữ châu Âu.
Tehran đã thấy một sự thay đổi mạnh mẽ trong thành phần xã hội dân tộc của nó vào đầu những năm 1980. Sau những hậu quả chính trị, xã hội và kinh tế của Cách mạng 1979 và những năm tiếp theo, một số công dân Iran, chủ yếu là Tehranis, đã rời Iran. Phần lớn các di dân Iran đã rời khỏi Hoa Kỳ, Đức, Thụy Điển và Canada.
Với sự bắt đầu của Chiến tranh Iran-Iraq (1980-1988), một làn sóng thứ hai của người dân chạy trốn khỏi thành phố, đặc biệt là trong cuộc tấn công không quân Iraq trên thủ đô. Với hầu hết các cường quốc ủng hộ Iraq vào thời điểm đó, sự cô lập kinh tế đã đưa ra nhiều lý do để nhiều cư dân rời khỏi thành phố (và cả nước). Để lại tất cả những gì họ có và phải vật lộn để thích ứng với một quốc gia mới và xây dựng một cuộc sống, hầu hết trong số họ không bao giờ trở lại khi cuộc chiến kết thúc. Trong chiến tranh, Tehran cũng nhận được một số lượng lớn người di cư từ phía tây và phía tây nam của đất nước giáp biên giới Iraq.
Tình hình chính trị không ổn định và chiến tranh ở Afghanistan và Iraq láng giềng đã thúc đẩy một loạt người tị nạn vào đất nước, hàng triệu người, với Tehran là một nam châm cho nhiều công việc tìm kiếm, người đã giúp thành phố hồi phục sau những vết thương chiến tranh, làm việc với mức lương thấp hơn so với công nhân xây dựng địa phương. Nhiều người trong số những người tị nạn đang được hồi hương với sự hỗ trợ của UNHCR, nhưng vẫn có những nhóm người tị nạn Afghanistan và Iraq ở Tehran, những người không muốn rời đi do bi quan về tình hình ở nước họ. Những người tị nạn Afghanistan chủ yếu là người Tajik nói tiếng Do thái và Hazara, nói nhiều thứ tiếng Ba Tư, và người tỵ nạn Iraq chủ yếu là những người nói tiếng Ả rập Mesopotamian vốn thường là di sản của Iran.

### Tôn giáo
Đa số cư dân Tehran chính thức là người Hồi giáo Shia, cũng là tôn giáo chính của Iran. Các cộng đồng tôn giáo khác trong thành phố bao gồm những người theo các nhánh Hồi giáo Sunni và Sufi giáo, nhiều giáo phái Kitô giáo, Do Thái giáo, Zoroastrianism và Bahá'í Faith.
Có nhiều trung tâm tôn giáo nằm rải rác quanh thành phố, từ các trung tâm cũ đến mới xây dựng, bao gồm nhà thờ Hồi giáo, nhà thờ, hội đường, và đền thờ lửa Zoroastrian. Thành phố này cũng có một cộng đồng người Ấn Độ thuộc thế hệ thứ ba rất nhỏ có một đền thờ địa phương đã được Thủ tướng Ấn Độ viếng thăm vào năm 2012.

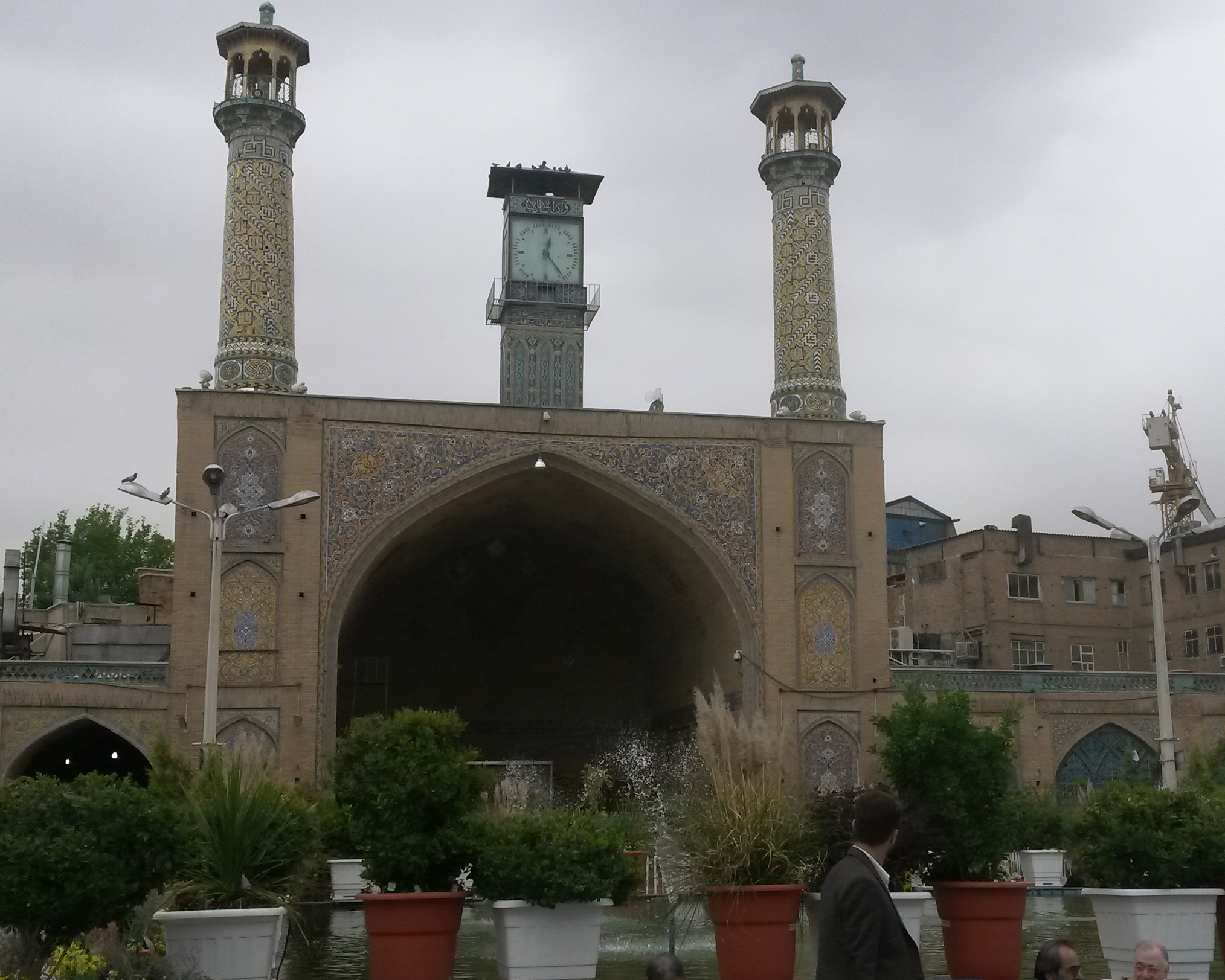
Nhà thờ Shah
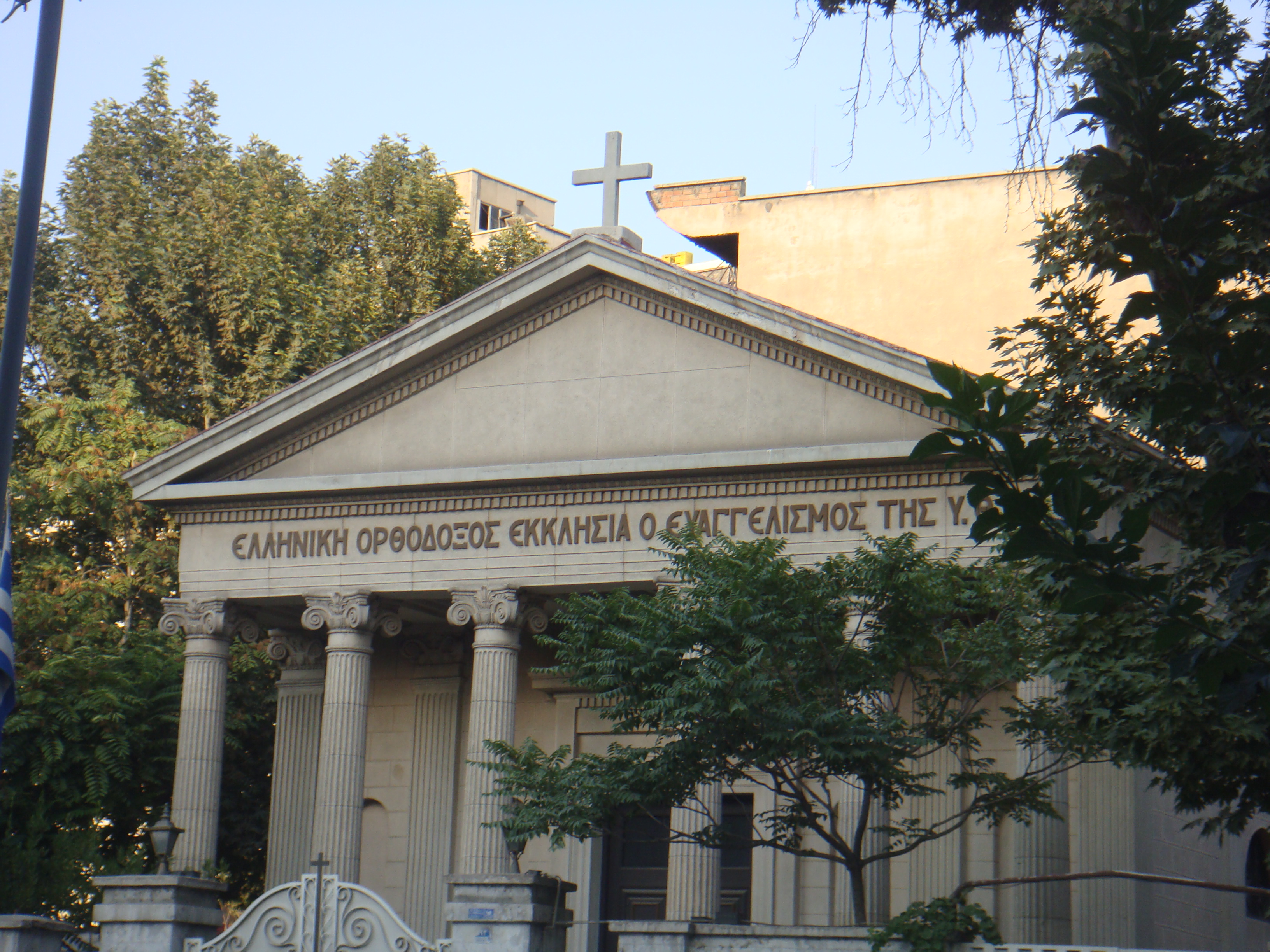
Nhà thờ Thiên Chúa giáo kiểu Hy Lạp Virgin Mary
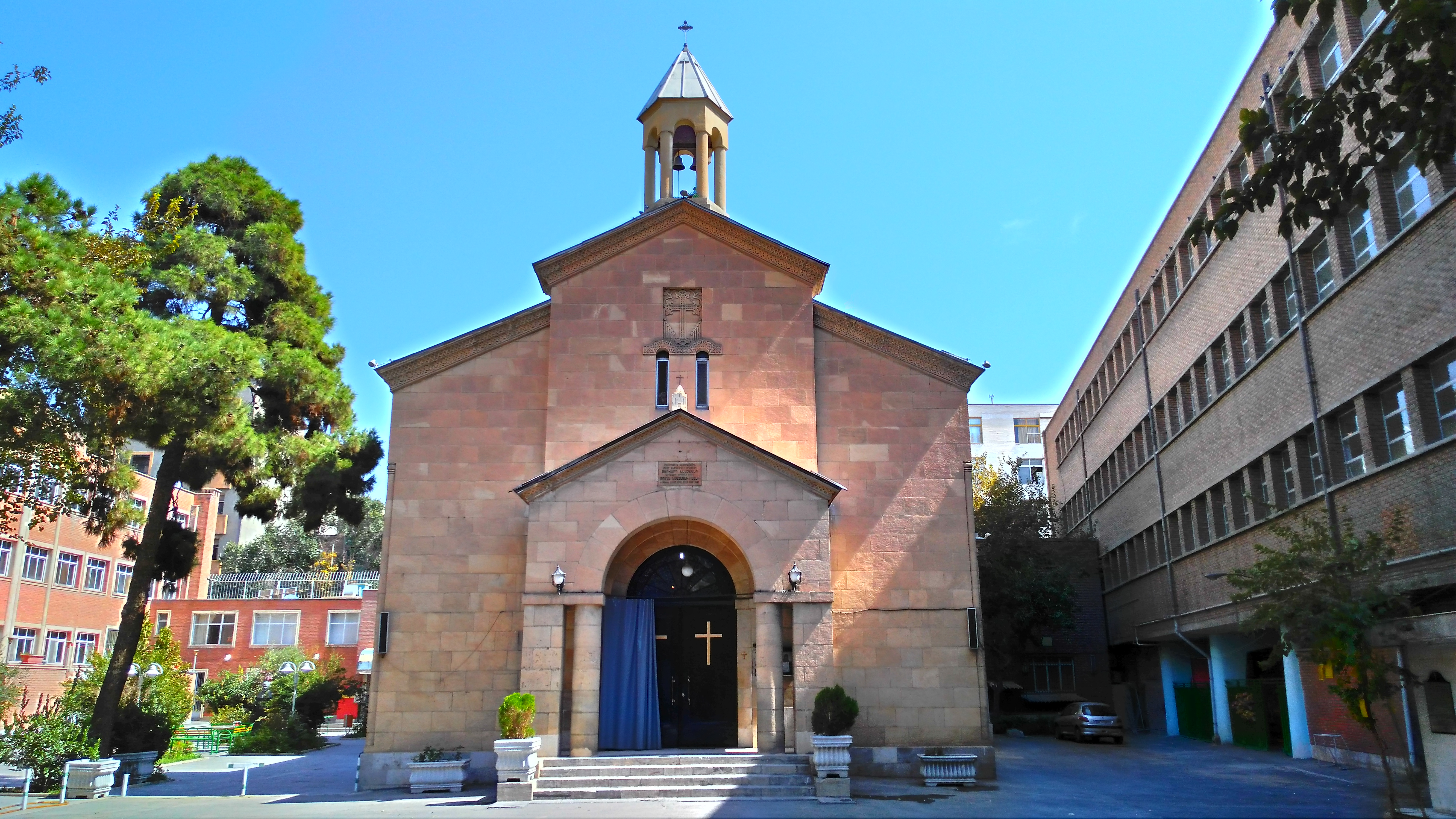
Nhà thờ Saint Mary Armenian
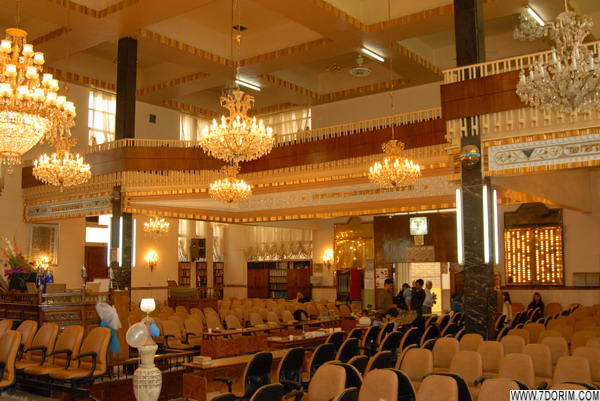
Yusef Abad Synagogue
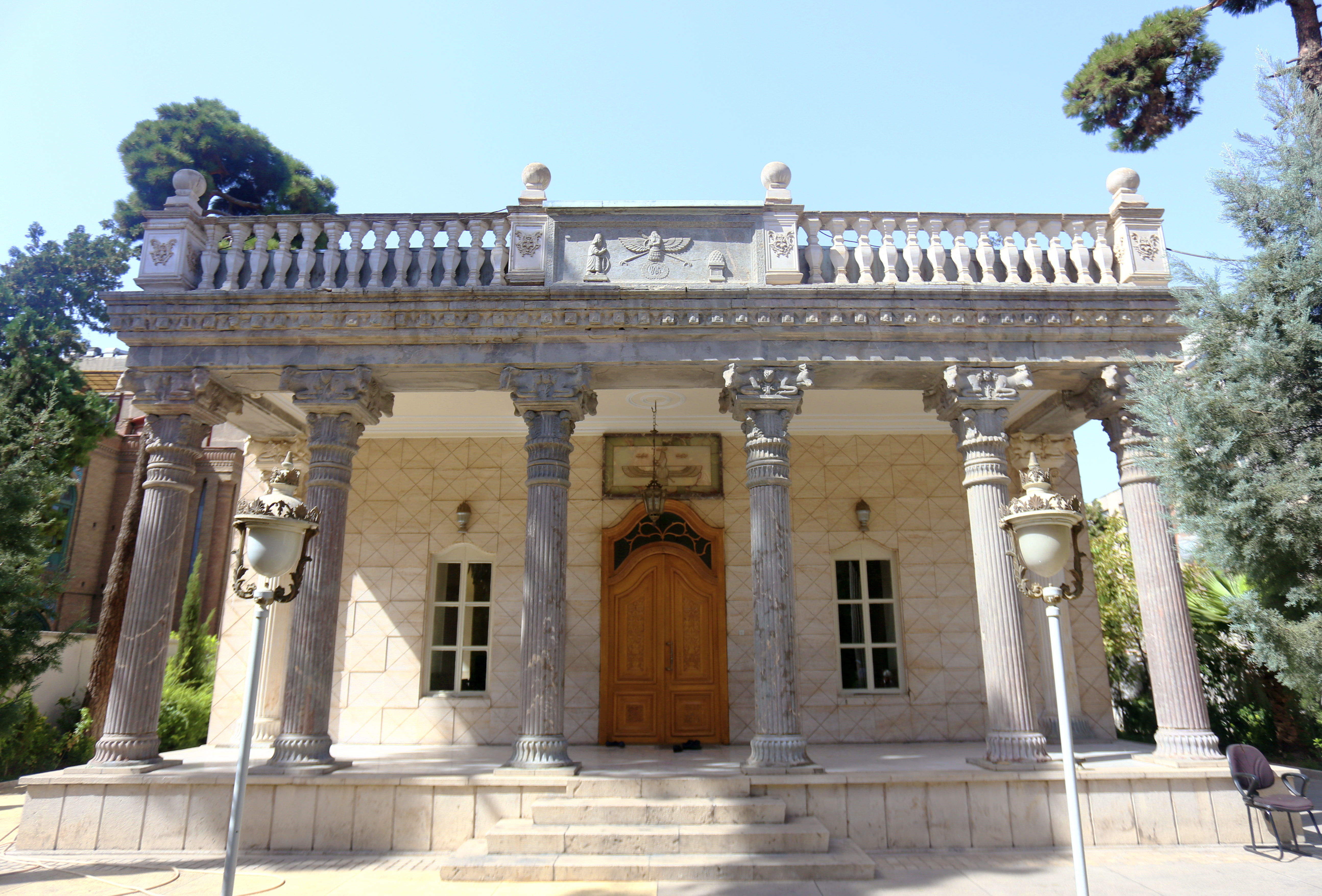
Đền Adrian Fire, Tehran

## Kinh tế
Tehran là trung tâm kinh tế của Iran. Khoảng 30% lực lượng lao động khu vực công của Iran và 45% các doanh nghiệp công nghiệp lớn của nó nằm trong thành phố, và gần một nửa số công nhân này được chính phủ tuyển dụng. Hầu hết phần còn lại của công nhân là công nhân nhà máy, chủ cửa hàng, người lao động và công nhân vận tải.
Rất ít công ty nước ngoài hoạt động ở Tehran, do quan hệ quốc tế phức tạp của chính phủ. Nhưng trước Cách mạng 1979, nhiều công ty nước ngoài đã hoạt động tại Iran. Các ngành công nghiệp hiện đại của Tehran bao gồm sản xuất ô tô, điện tử và thiết bị điện, vũ khí, hàng dệt, đường, xi măng và các sản phẩm hóa học. Nó cũng là một trung tâm hàng đầu cho việc bán thảm và đồ nội thất. Các công ty lọc dầu của Pars Oil, Speedy, và Behran có trụ sở tại Tehran.
Tehran phụ thuộc rất nhiều vào xe hơi, xe buýt, xe máy và taxi tư nhân, và là một trong những thành phố phụ thuộc nhiều nhất trên thế giới. Sàn giao dịch chứng khoán Tehran, là thành viên đầy đủ của Liên đoàn trao đổi thế giới (WFE) và là thành viên sáng lập của Liên đoàn trao đổi chứng khoán Châu Á - Euro, là một trong những sàn giao dịch chứng khoán tốt nhất thế giới trong những năm gần đây.

### Mua sắm
Tehran có một loạt các trung tâm mua sắm và là nơi có hơn 60 trung tâm mua sắm hiện đại. Thành phố có một số khu thương mại, bao gồm các khu thương mại tại Valiasr, Davudie và Zaferanie. Chợ cũ lớn nhất của Tehran là Grand Bazaar và Bazaar of Tajrish.
Hầu hết các cửa hàng mang nhãn hiệu quốc tế và các cửa hàng cao cấp đều nằm ở phía bắc và phía tây của thành phố. Kinh doanh bán lẻ của Tehran đang phát triển với một số trung tâm mua sắm có sẵn và cả những trung tâm mua sắm mới đang được xây dựng.
Tehran được biết đến như một ngôi làng rộng lớn và xấu xí

### Du lịch
Tehran là một trong những điểm đến du lịch chính ở Iran, có rất nhiều điểm tham quan văn hóa. Đây là nơi có các khu phức hợp hoàng gia của Golestan, Saadabad và Niavaran, được xây dựng dưới thời trị vì của hai quốc vương cuối cùng.
Có một số bảo tàng lịch sử, nghệ thuật và khoa học ở Tehran, bao gồm Bảo tàng Quốc gia, Bảo tàng Malek, Bảo tàng Điện ảnh tại Vườn Ferdows, Bảo tàng Abgineh, Bảo tàng Nhà tù Qasr, Bảo tàng Thảm, Bảo tàng Tranh Thủy tinh Ngược) và Bảo tàng máy văn phòng Safir. Ngoài ra còn có Bảo tàng Nghệ thuật Đương đại, nơi tổ chức các tác phẩm của các nghệ sĩ nổi tiếng như Van Gogh, Pablo Picasso và Andy Warhol.
Các đồ trang sức của Đế quốc Hoàng gia Iran, một trong những bộ sưu tập trang sức lớn nhất trên thế giới, cũng được trưng bày tại Bảo tàng Trang sức Quốc gia Tehran.
Một số triển lãm văn hóa và thương mại diễn ra tại Tehran, chủ yếu được điều hành bởi Công ty Triển lãm Quốc tế của đất nước. Hội chợ sách quốc tế hàng năm của Tehran được biết đến với thế giới xuất bản quốc tế là một trong những sự kiện xuất bản quan trọng nhất ở châu Á.

Tháp MiladTháp Milad
Cầu TabiatCầu Tabiat
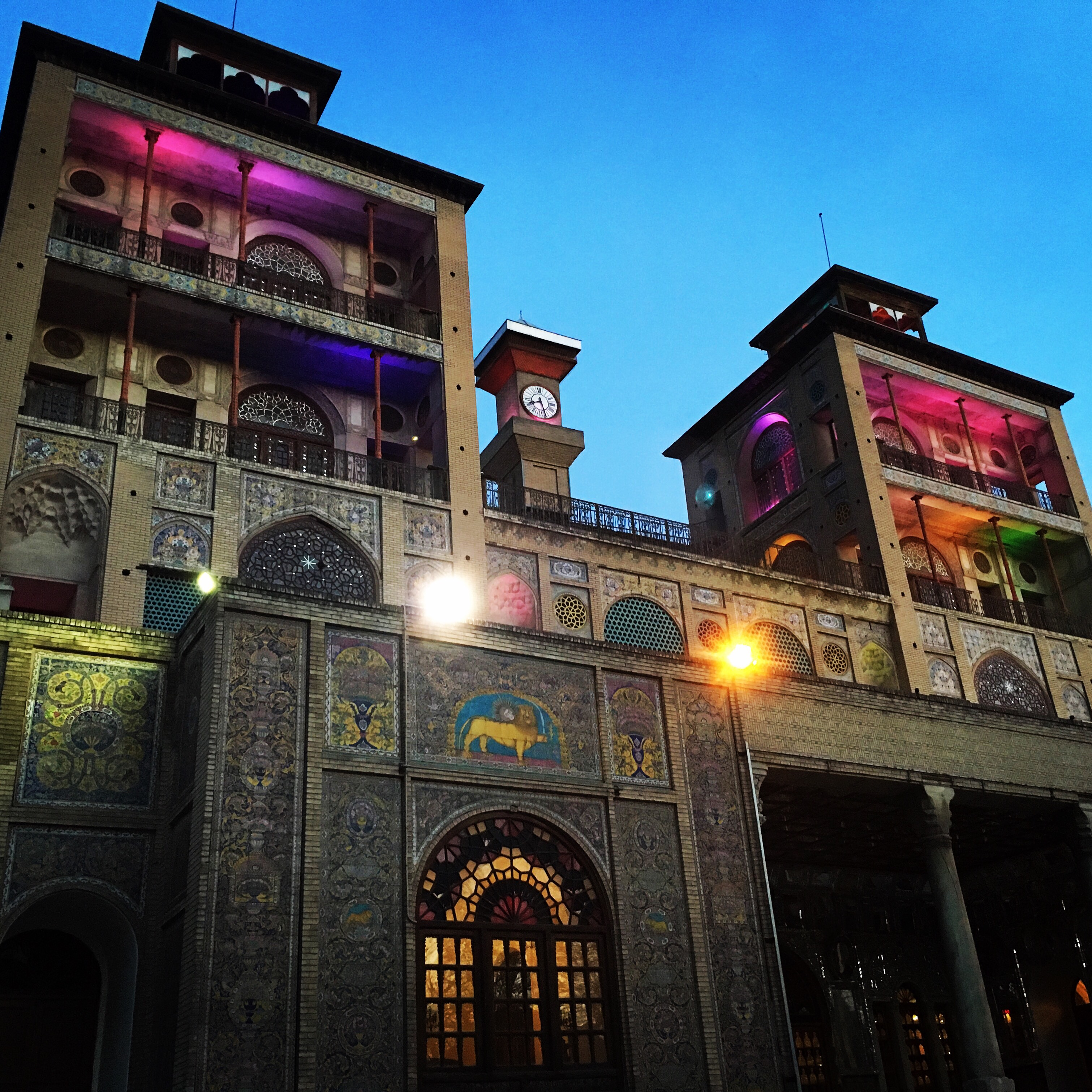
Cung điện Golestan
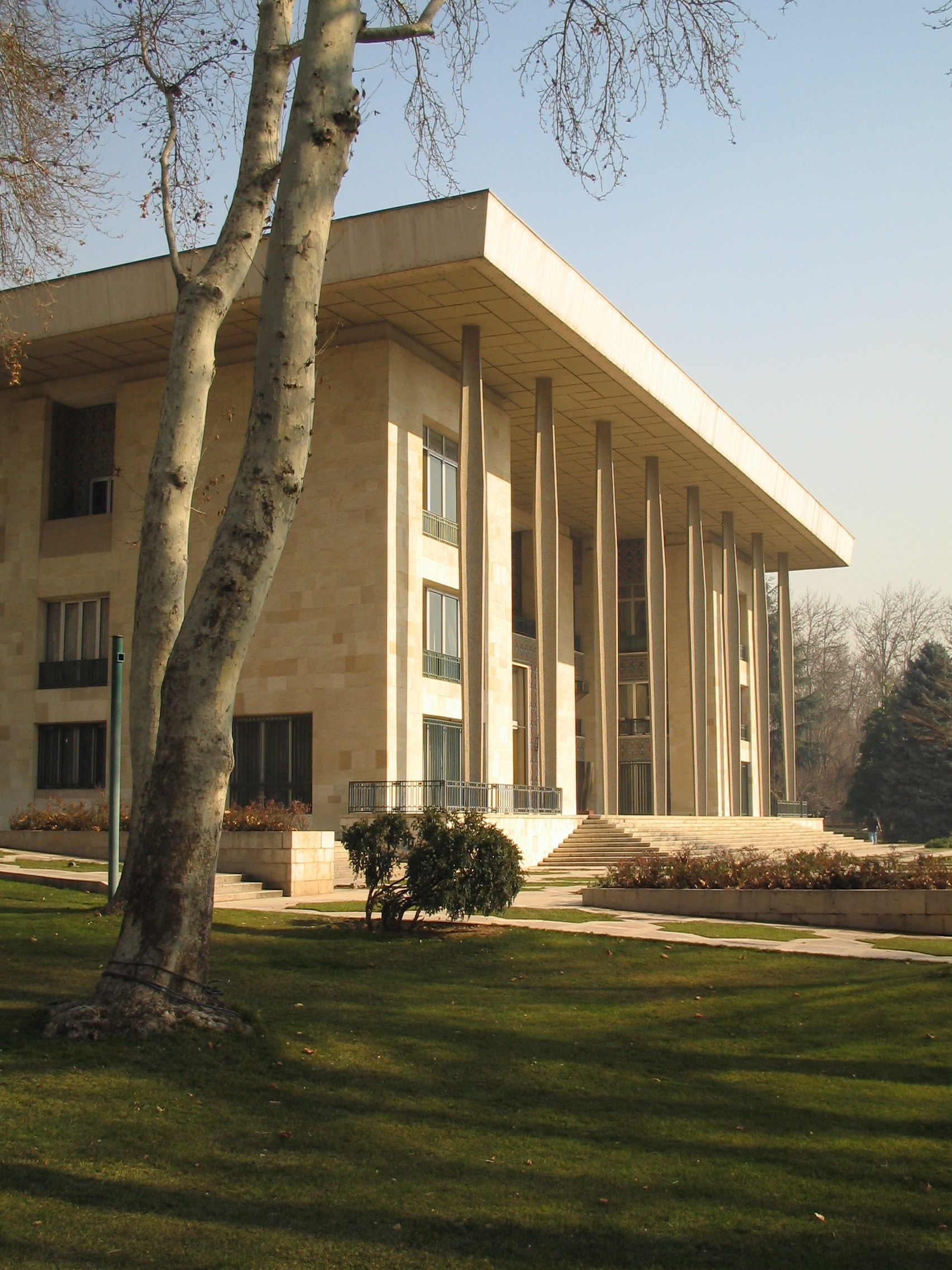
Khu phức hợp Niavaran
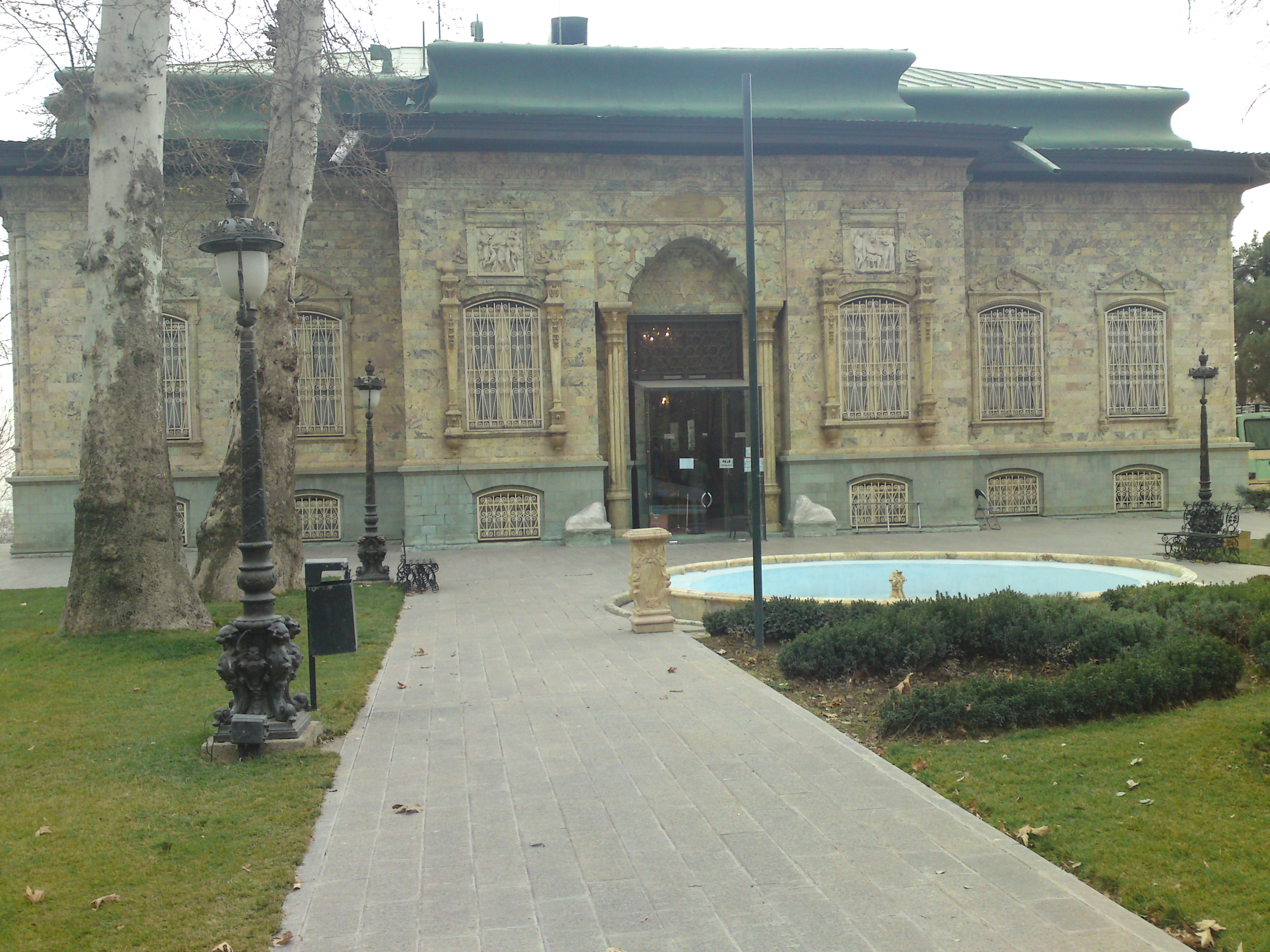
Khu phức hợp Sa'dabad
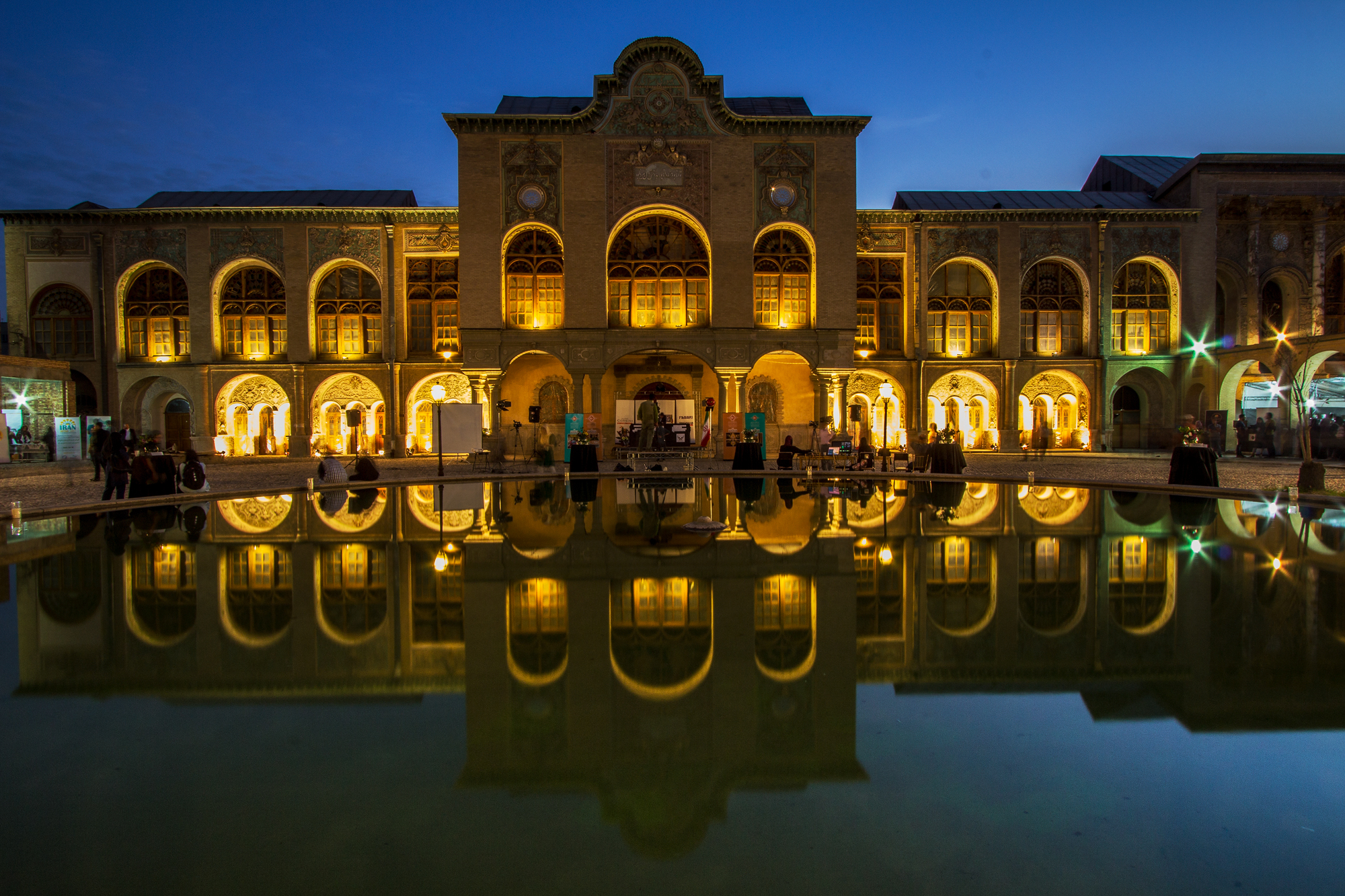
Masoudie, Baharestan
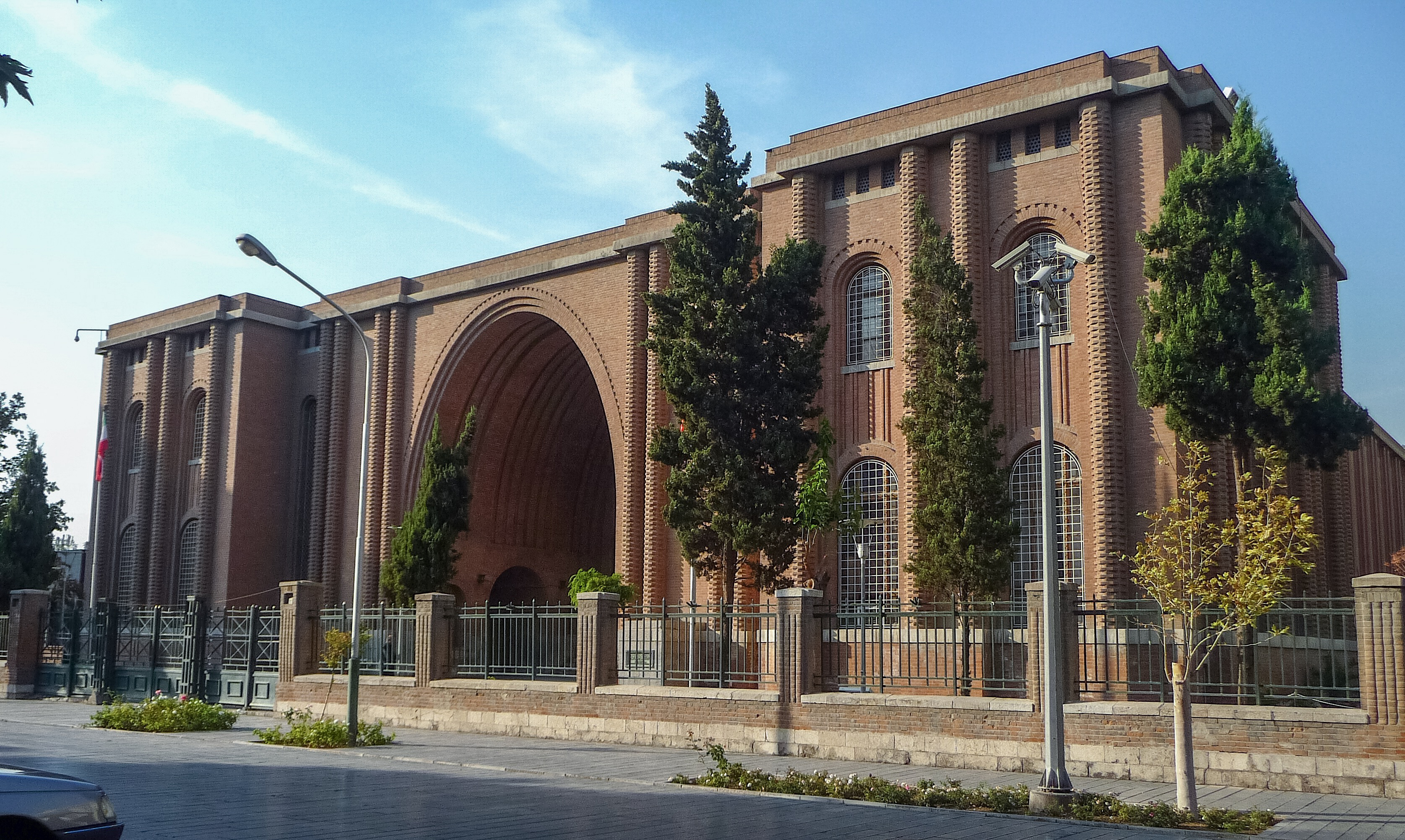
Bảo tàng Quốc gia Iran
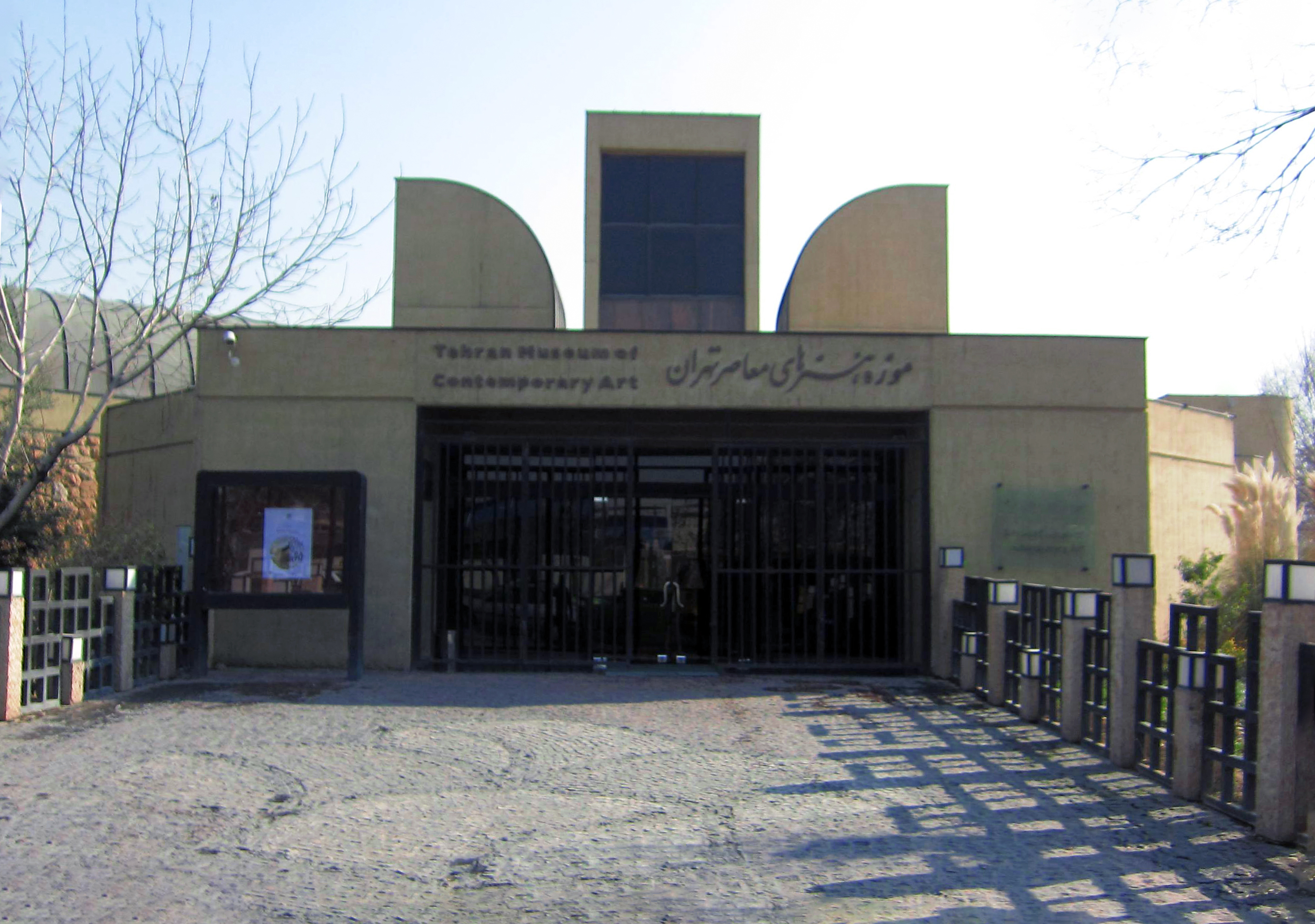
Bảo tàng Nghệ thuật Đương đại
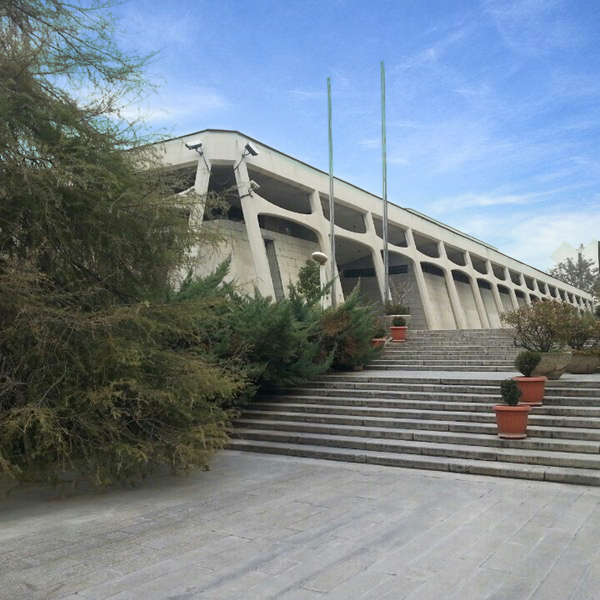
Bảo tàng thảm Iran
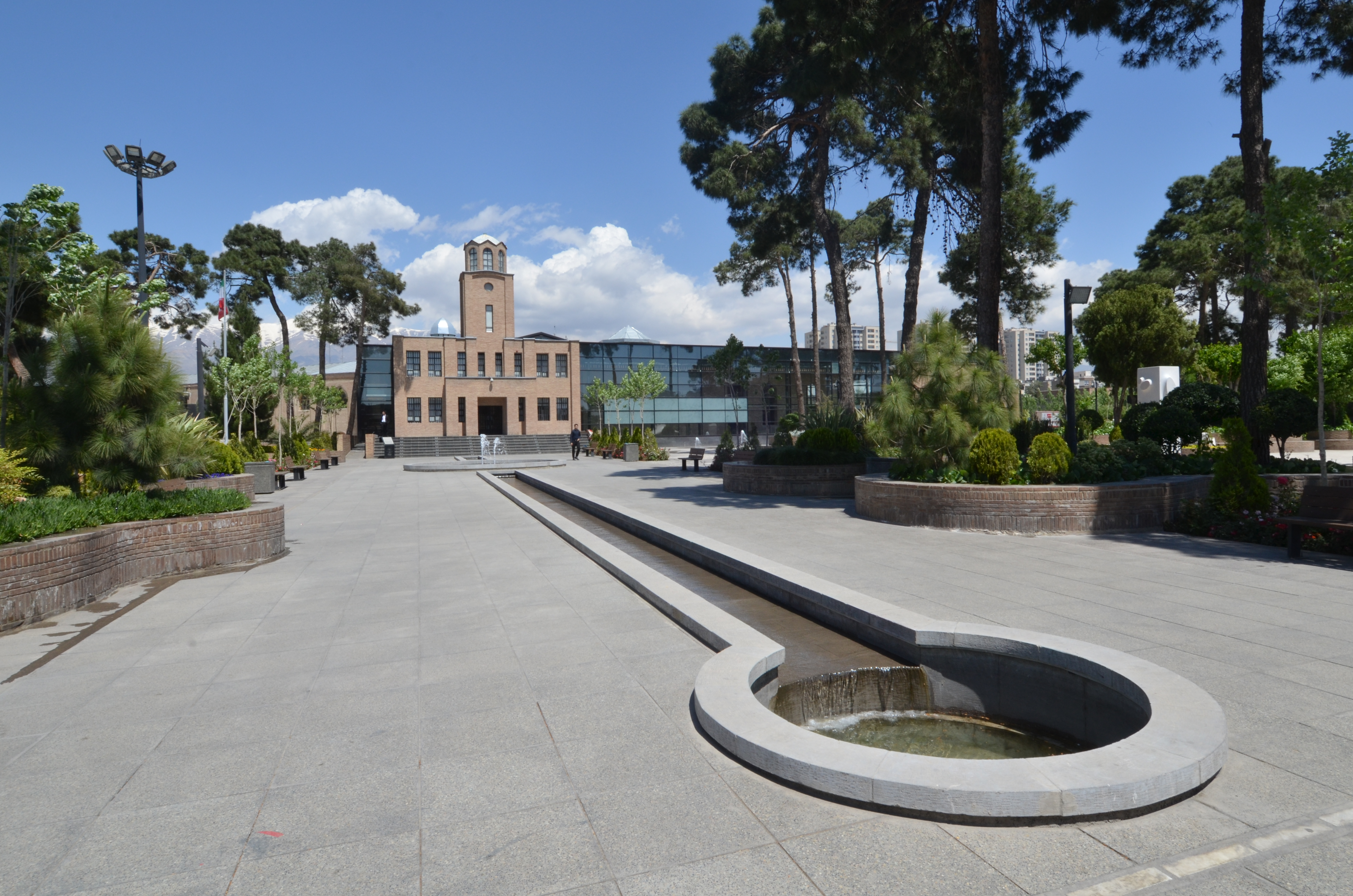
Bảo tàng nhà tù Qasr
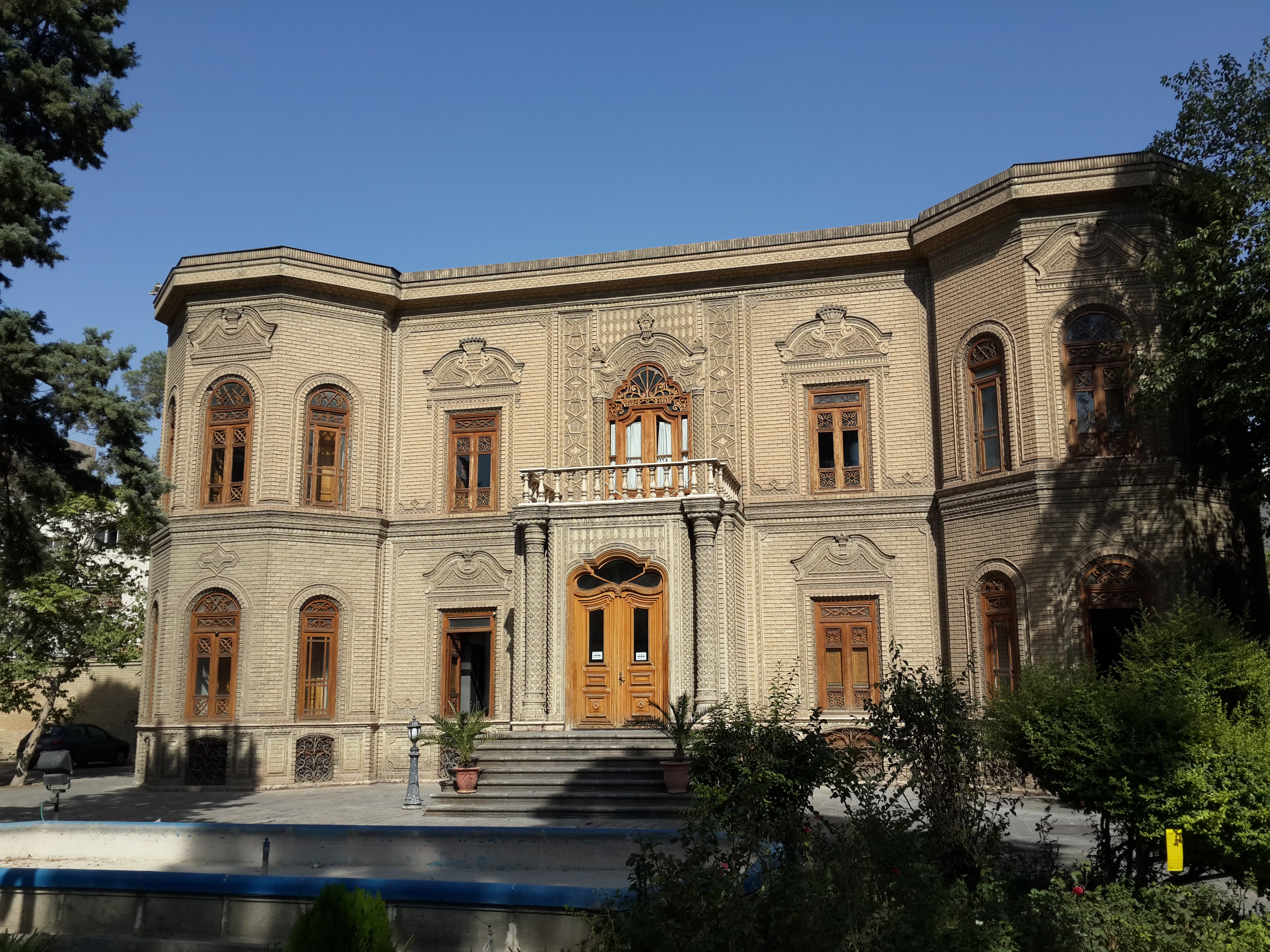
Bảo tàng Abgineh

## Cơ sở hạ tầng

### Giao thông

#### Đường sá và xa lộ
Thủ phủ của Tehran được trang bị một mạng lưới đường cao tốc và giao lộ lớn

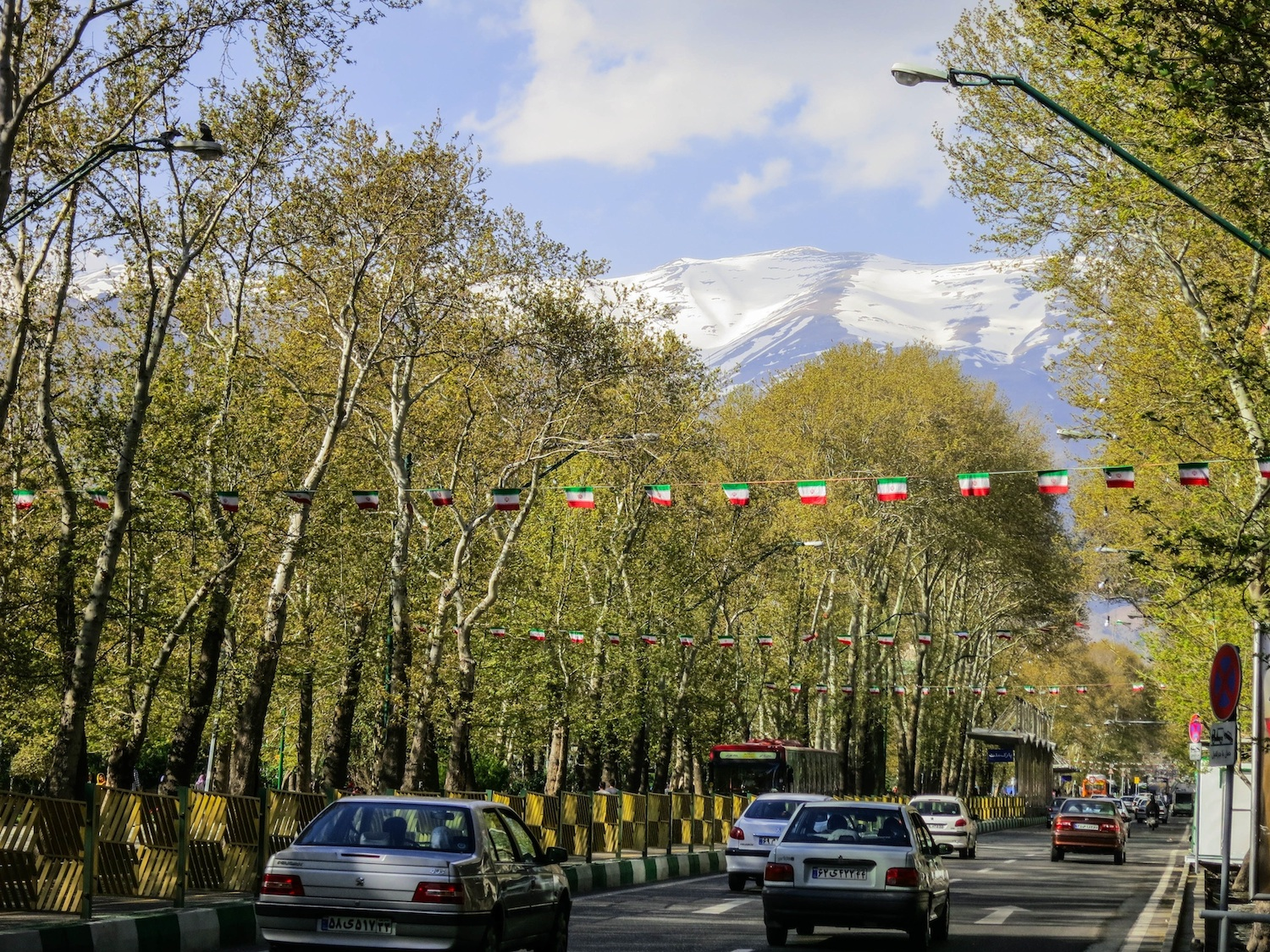
Đường Valiasr
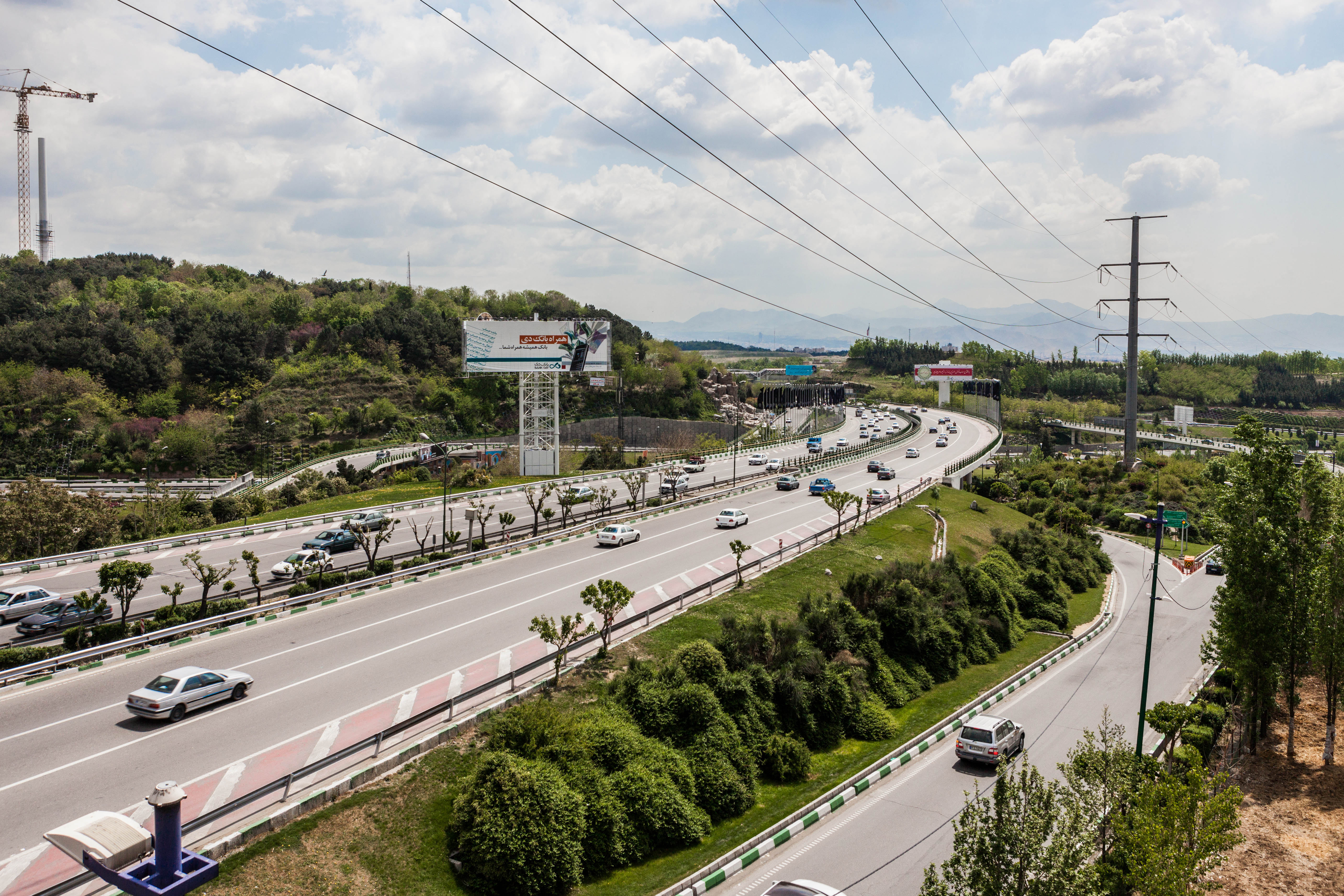
Đường cao tốc Hemmat
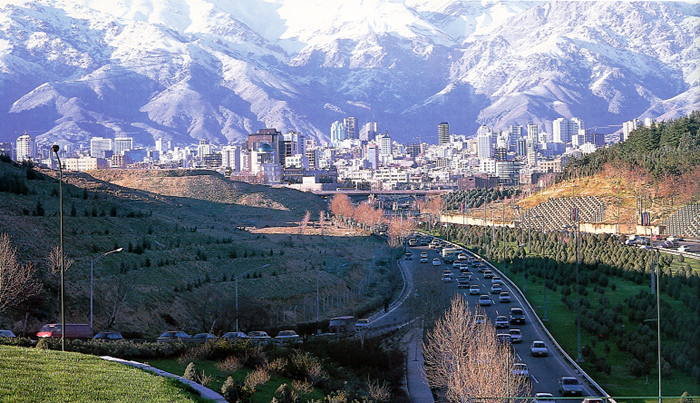
Đường cao tốc Modarres
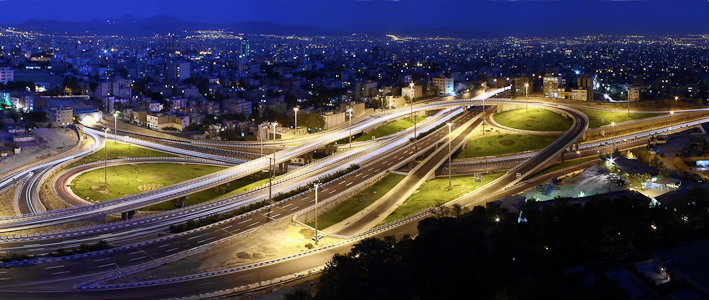
Kordestan giao lộ với hai đường cao tốc Resalat Hakim

Một số đường phố ở Tehran được đặt tên theo các số liệu quốc tế, bao gồm:
- Đường Henri Corbin, trung tâm Tehran
- Đại lộ Simon Bolivar, tây bắc Tehran
- Phố Edward Browne, gần Đại học Tehran
- Đường Gandhi, phía bắc Tehran
- Đường cao tốc Mohammad Ali Jenah, phía tây Tehran
- Phố Iqbal Lahori, phía đông Tehran
- Phố Patrice Lumumba, phía tây Tehran
- Đại lộ Nelson Mandela, phía bắc Tehran
- Phố Bobby Sands, phía tây của Đại sứ quán Anh

#### Ô tô
Theo người đứng đầu Cục Môi trường và Phát triển Bền vững của Tehran, Tehran được thiết kế có sức chứa khoảng 300.000 ô tô, nhưng hiện tại hơn năm triệu chiếc xe ô tô lưu thông hằng ngày trên đường. Ngành công nghiệp tự động hóa gần đây đã phát triển, nhưng các biện pháp trừng phạt quốc tế ảnh hưởng đến các quy trình sản xuất định kỳ.
Theo phương tiện truyền thông địa phương, Tehran có hơn 200.000 xe taxi đang chạy trên các con đường hàng ngày, với một số loại taxi có sẵn trong thành phố. Taxi sân bay có chi phí cao hơn cho mỗi km so với taxi màu xanh lá cây vàng thông thường trong thành phố.

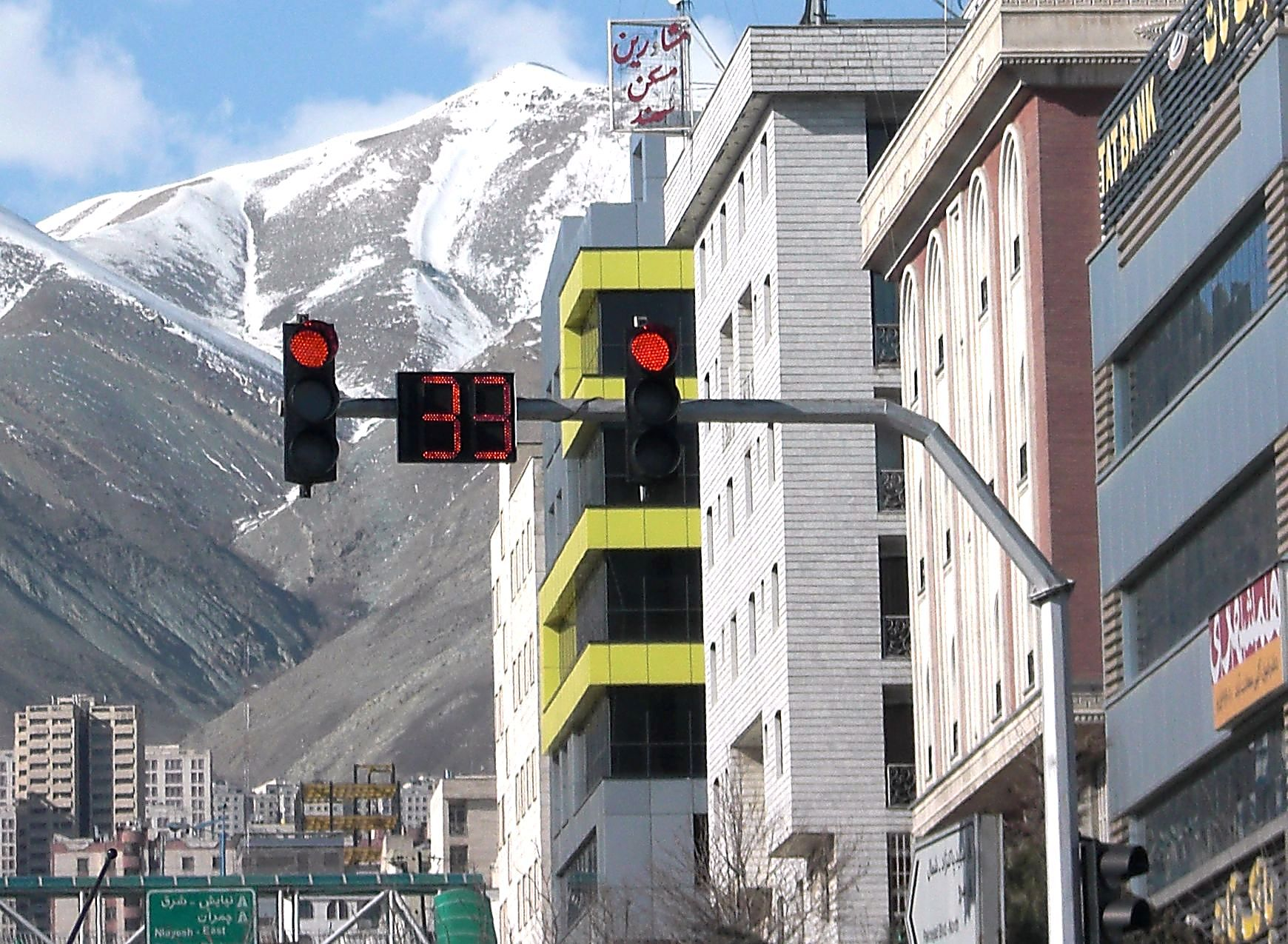
Đèn tín hiệu ở Tehran
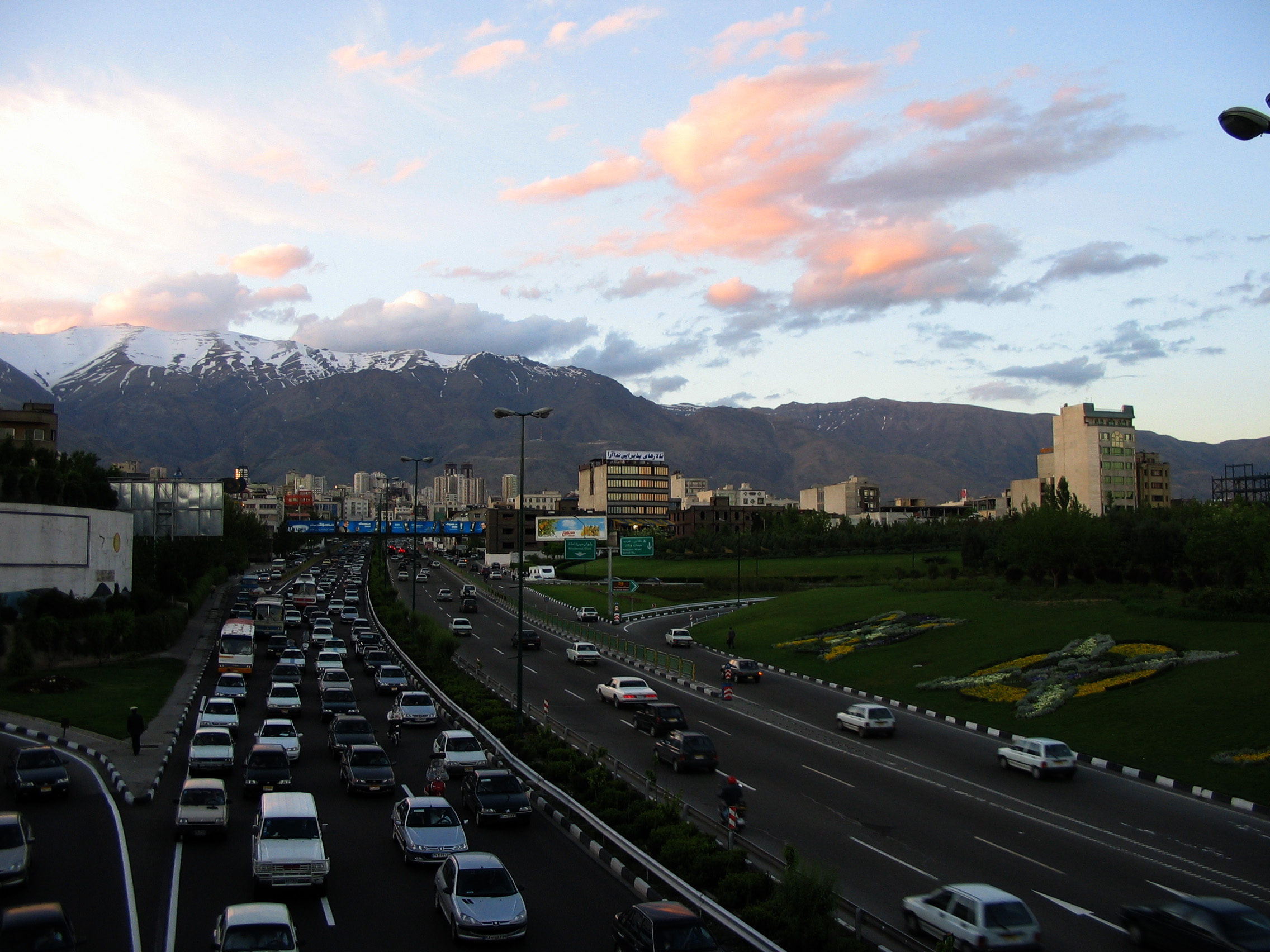
Kẹt xe ở đường cao tốc Modares
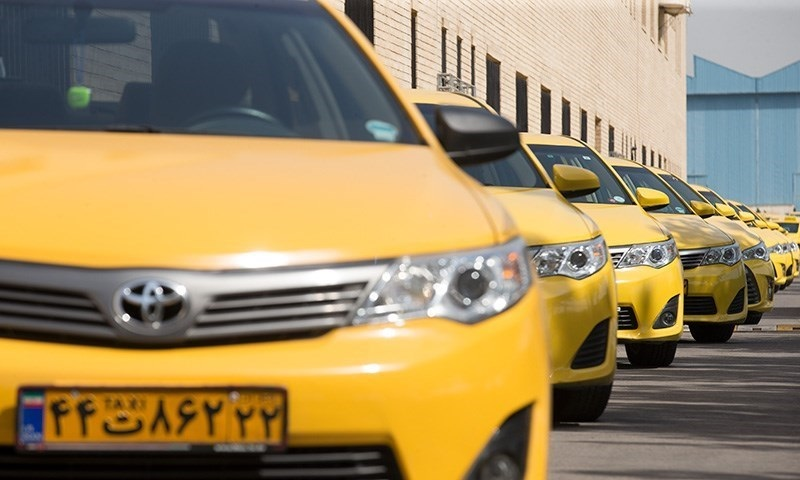
Taxi lai ở Tehran
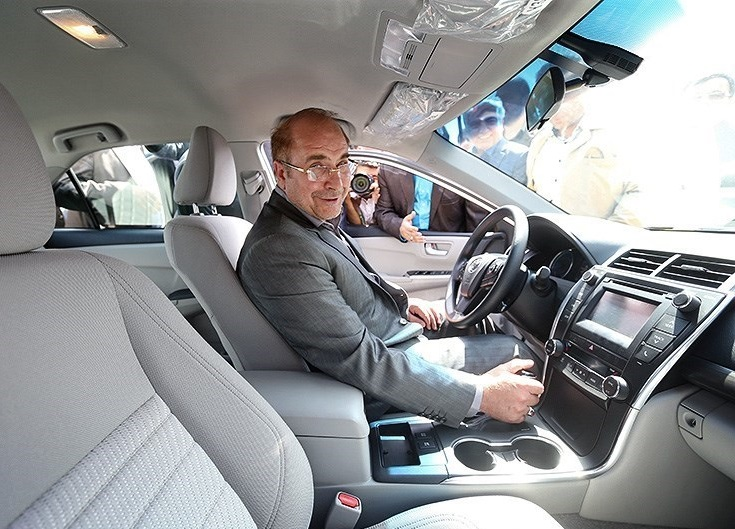
Cựu thị trưởng Tehran, Mohammad Bagher Ghalibaf, lái taxi

#### Xe buýt
Xe buýt đã phục vụ thành phố từ những năm 1920. Hệ thống giao thông của Tehran bao gồm xe buýt thông thường, xe điện và xe buýt nhanh (BRT). Bốn bến xe buýt chính của thành phố bao gồm Nhà ga phía Nam, Nhà ga phía Đông, Nhà ga phía Tây và Nhà ga trung tâm Beyhaghi.

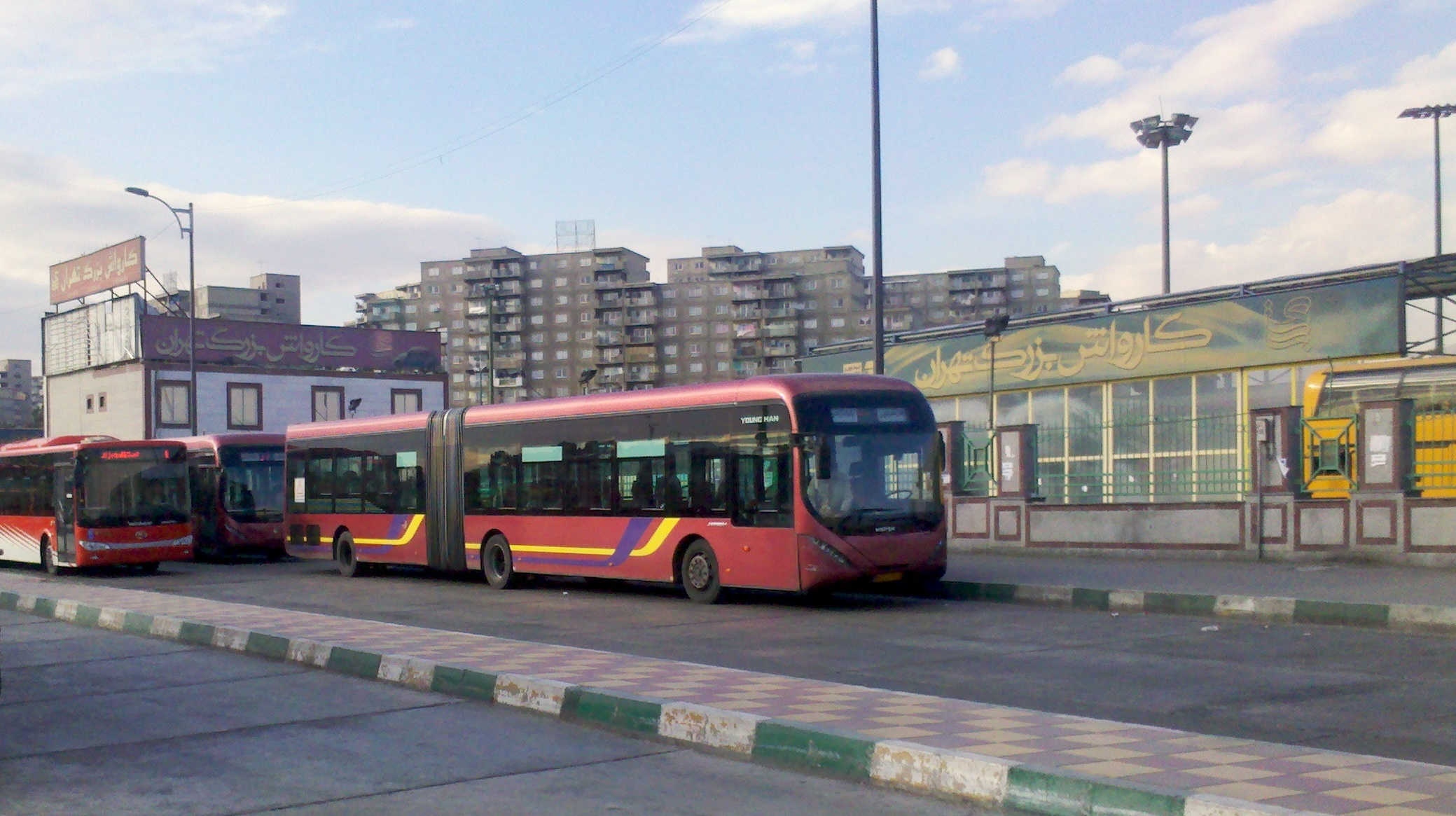
Xe buýt nhanh ở ga Azadi

Hệ thống xe điện được mở vào năm 1992, sử dụng một đội gồm 65 xe đẩy có khớp nối được xây dựng bởi Škoda của Séc. Đây là hệ thống xe điện đầu tiên ở Iran. Vào năm 2005, các xe điện đang hoạt động trên năm tuyến, tất cả bắt đầu từ Quảng trường Imam Hossein. Hai tuyến đường chạy về phía đông bắc hoạt động gần như hoàn toàn trong một đường xe buýt tách biệt nằm ở giữa đường rộng dọc theo Đường Damavand, dừng lại ở các điểm dừng được xây dựng có mục đích nằm cách 500 mét dọc theo các tuyến đường, thực hiện hiệu quả các tuyến này trolleybus-BRT (nhưng chúng không được gọi như vậy). Ba tuyến xe điện khác chạy về phía nam và hoạt động trong giao thông hỗn hợp. Cả hai phần tuyến được phục vụ bởi các dịch vụ dừng và các dịch vụ địa phương (thực hiện tất cả các điểm dừng). [61] Một phần mở rộng 3,2 km từ Quảng trường Shoosh đến Quảng trường Rah Ahan được khai trương vào tháng 3 năm 2010.
Chuyến xe buýt nhanh của Tehran (BRT) đã chính thức được khánh thành vào năm 2008. Nó có ba tuyến với 60 trạm ở các khu vực khác nhau của thành phố. Tính đến năm 2011, hệ thống BRT đã có một mạng lưới 100 km (62 dặm), vận chuyển 1,8 triệu hành khách trên một cơ sở hàng ngày. Thành phố cũng đã phát triển một hệ thống chia sẻ xe đạp bao gồm 12 trung tâm tại một trong những quận của Tehran.

#### Đường sắt
Tehran có một ga đường sắt trung tâm kết nối các dịch vụ suốt ngày đêm với các thành phố khác nhau trong nước, cùng với một tuyến đường sắt từ Tehran đến châu Âu cũng đang hoạt động.
Nghiên cứu khả thi và lập kế hoạch khái niệm xây dựng hệ thống tàu điện ngầm của Tehran được bắt đầu vào những năm 1970. Hai trong số tám tuyến tàu điện ngầm đầu tiên được khai trương vào năm 2001.

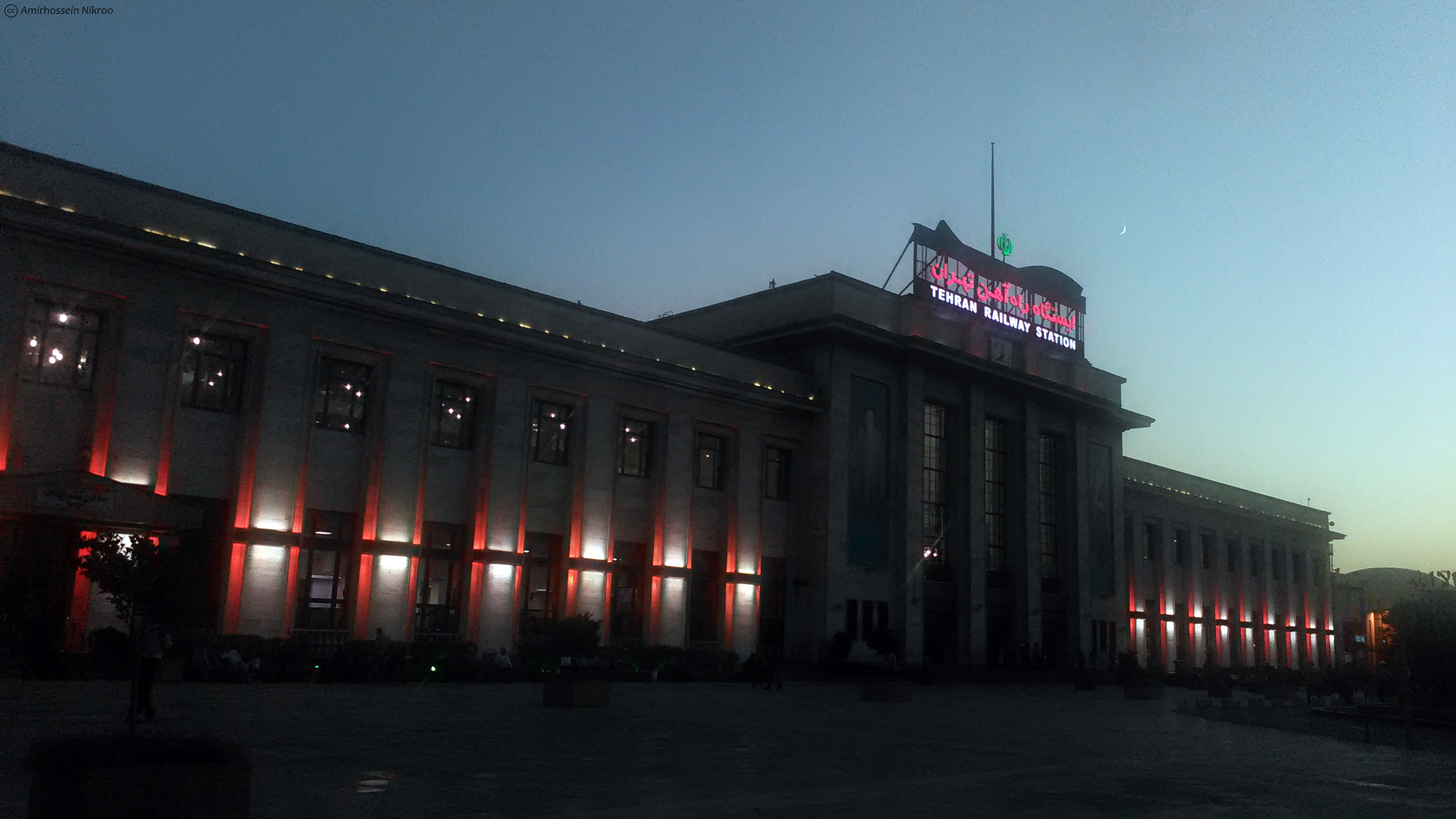
Ga đường sắt
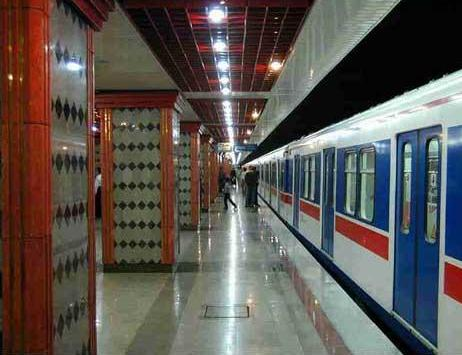
Bên trong ga tàu điện ngầm Tehran
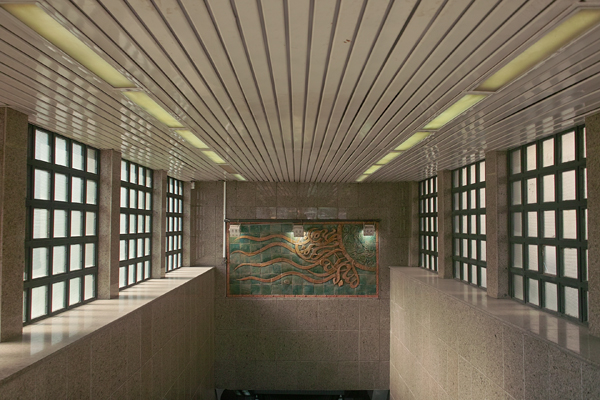
Ga tàu điện ngầm Khomeini
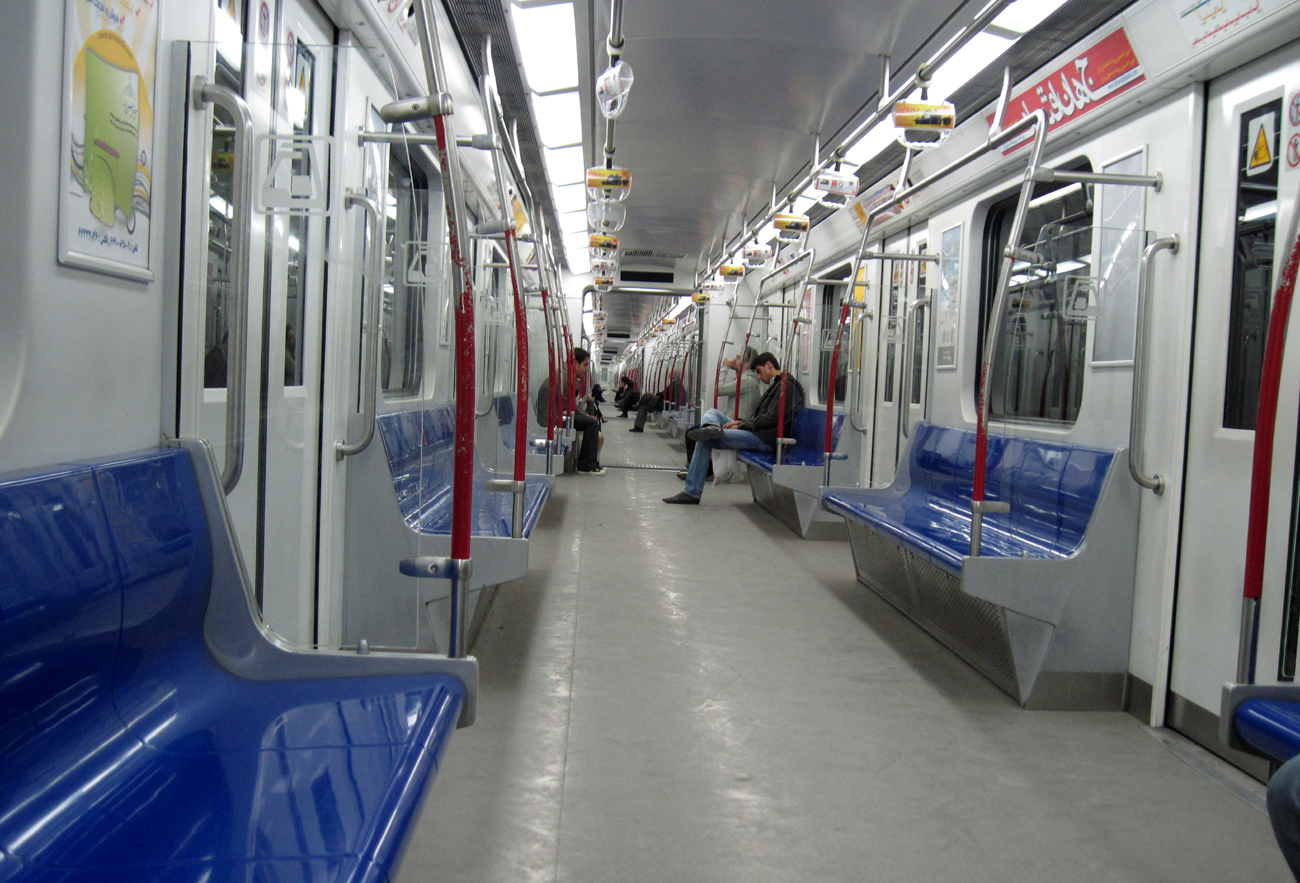
Bên trong một chiếc tàu điện ngầm
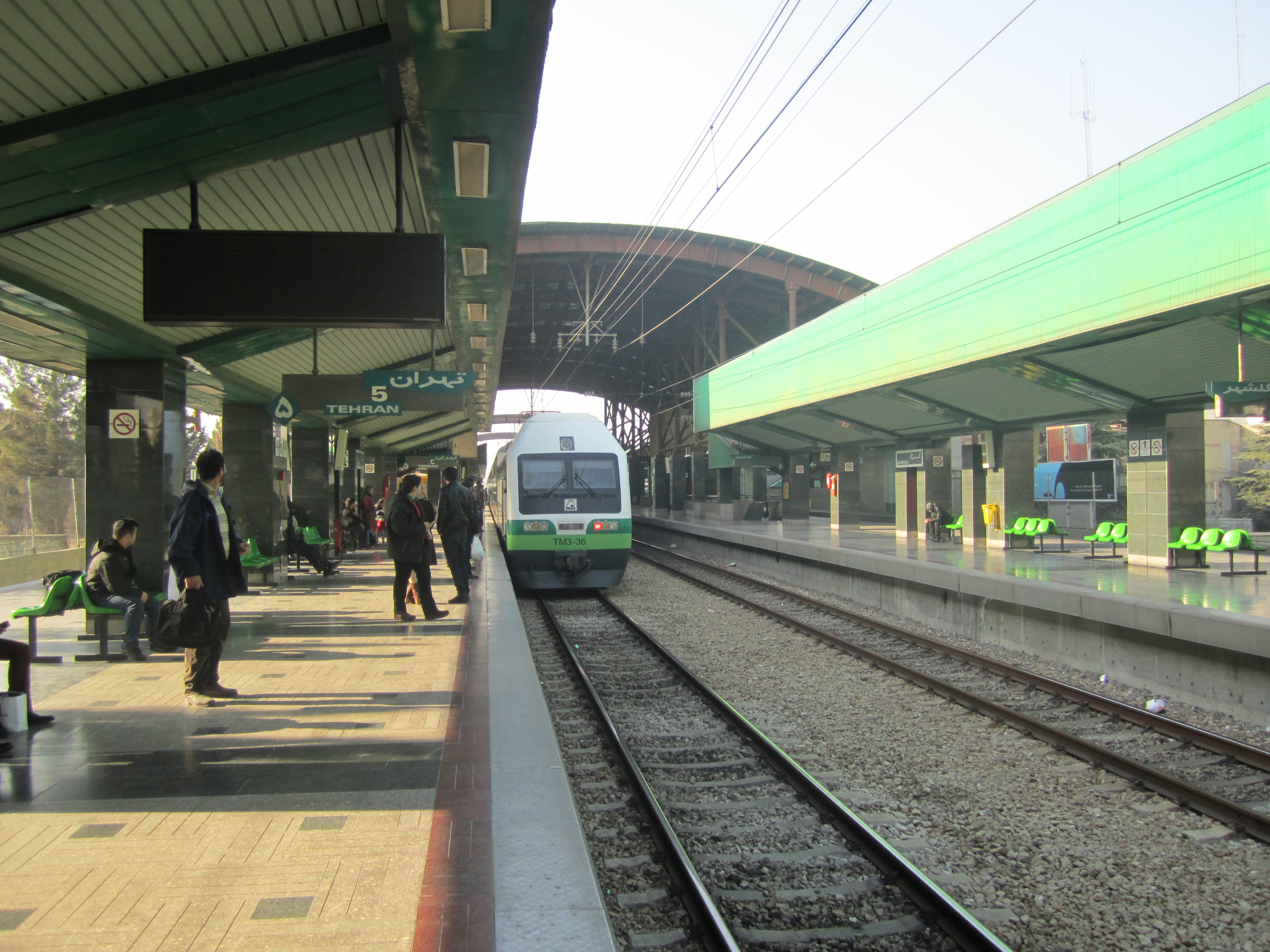
Ga tàu điện ngầm Karaj

#### Sân bay
Tehran được phục vụ bởi các sân bay quốc tế Mehrabad và Khomeini. Sân bay Mehrabad, một sân bay cũ ở miền tây Tehran, được dùng làm căn cứ quân sự, chủ yếu được sử dụng cho các chuyến bay nội địa và thuê tàu. Sân bay Khomeini, cách thành phố 50 km về phía nam, xử lý các chuyến bay quốc tế chính.

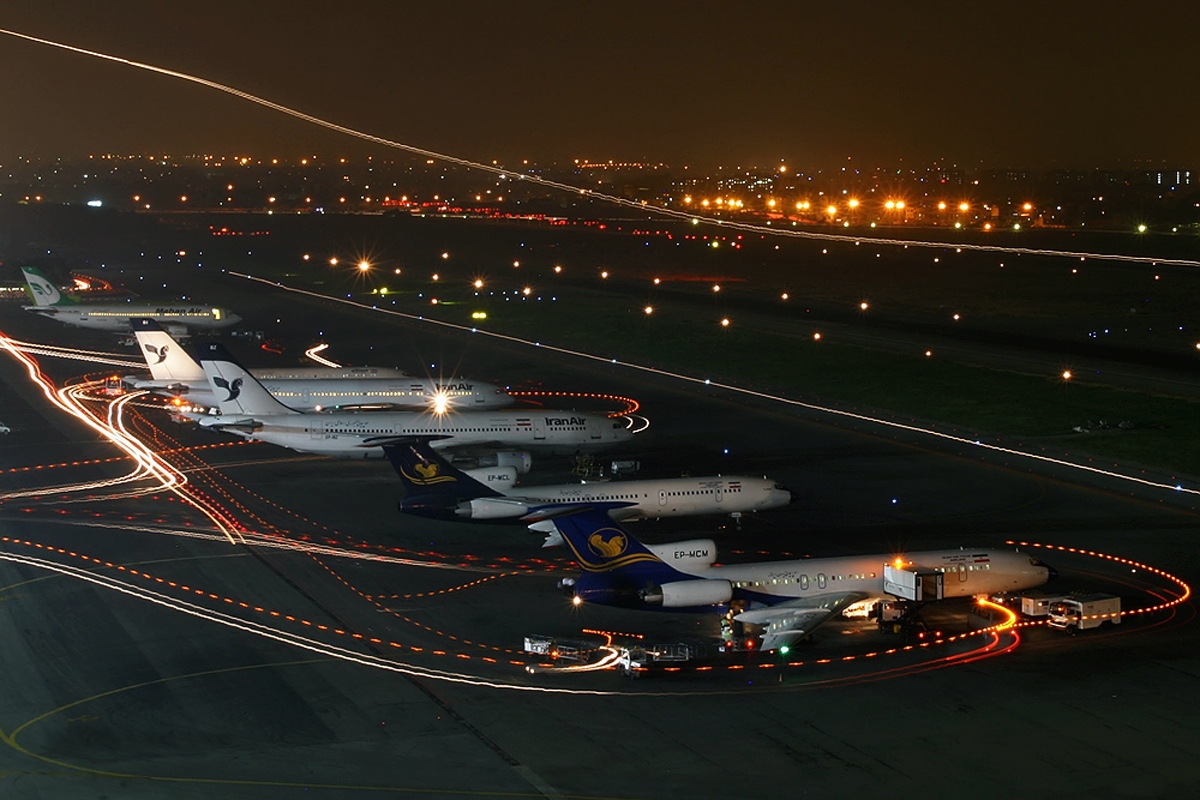
Các máy bay chở khách đỗ tại Sân bay Mehrabad
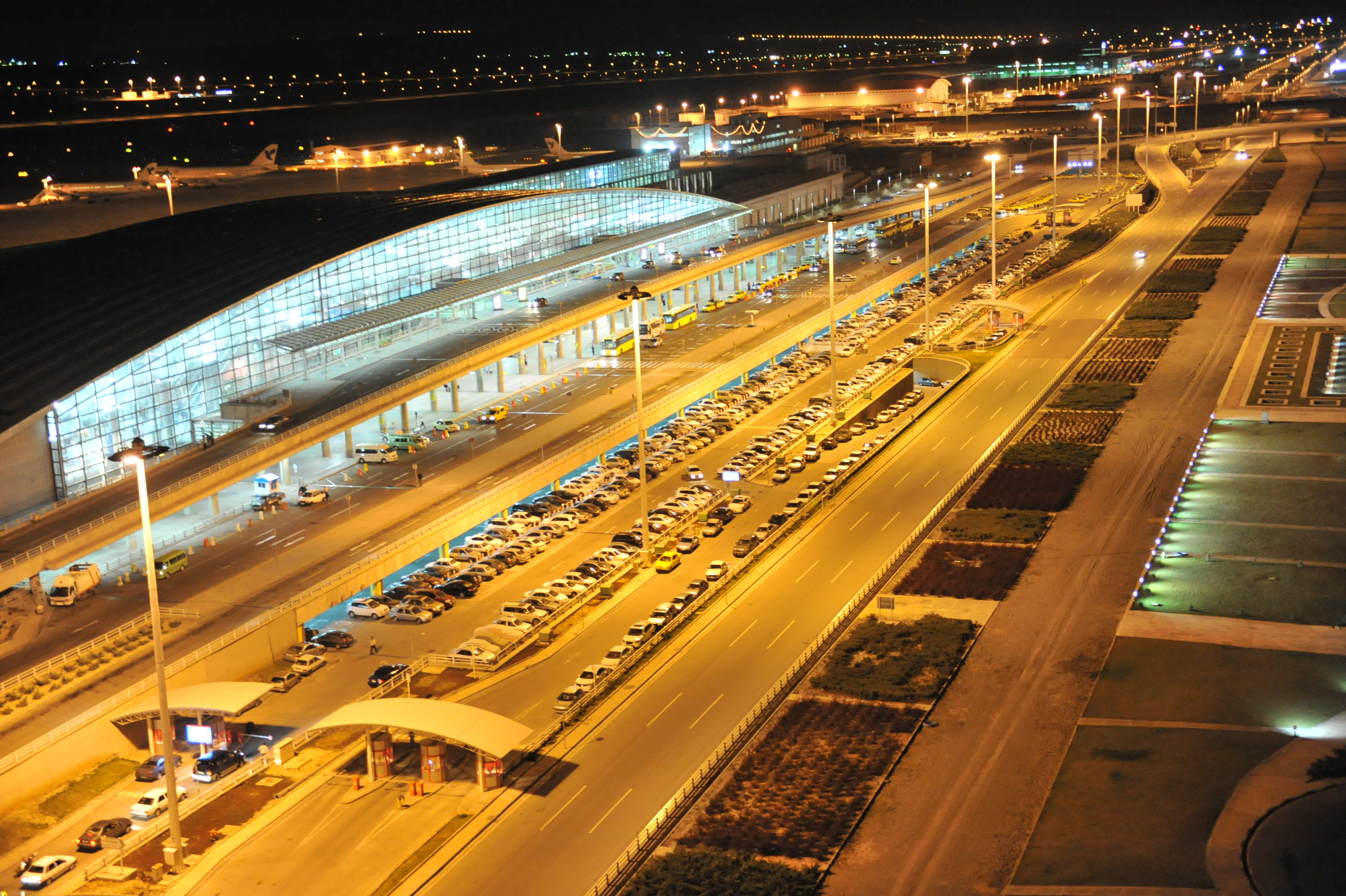
Lối vào Sân bay Khomeini
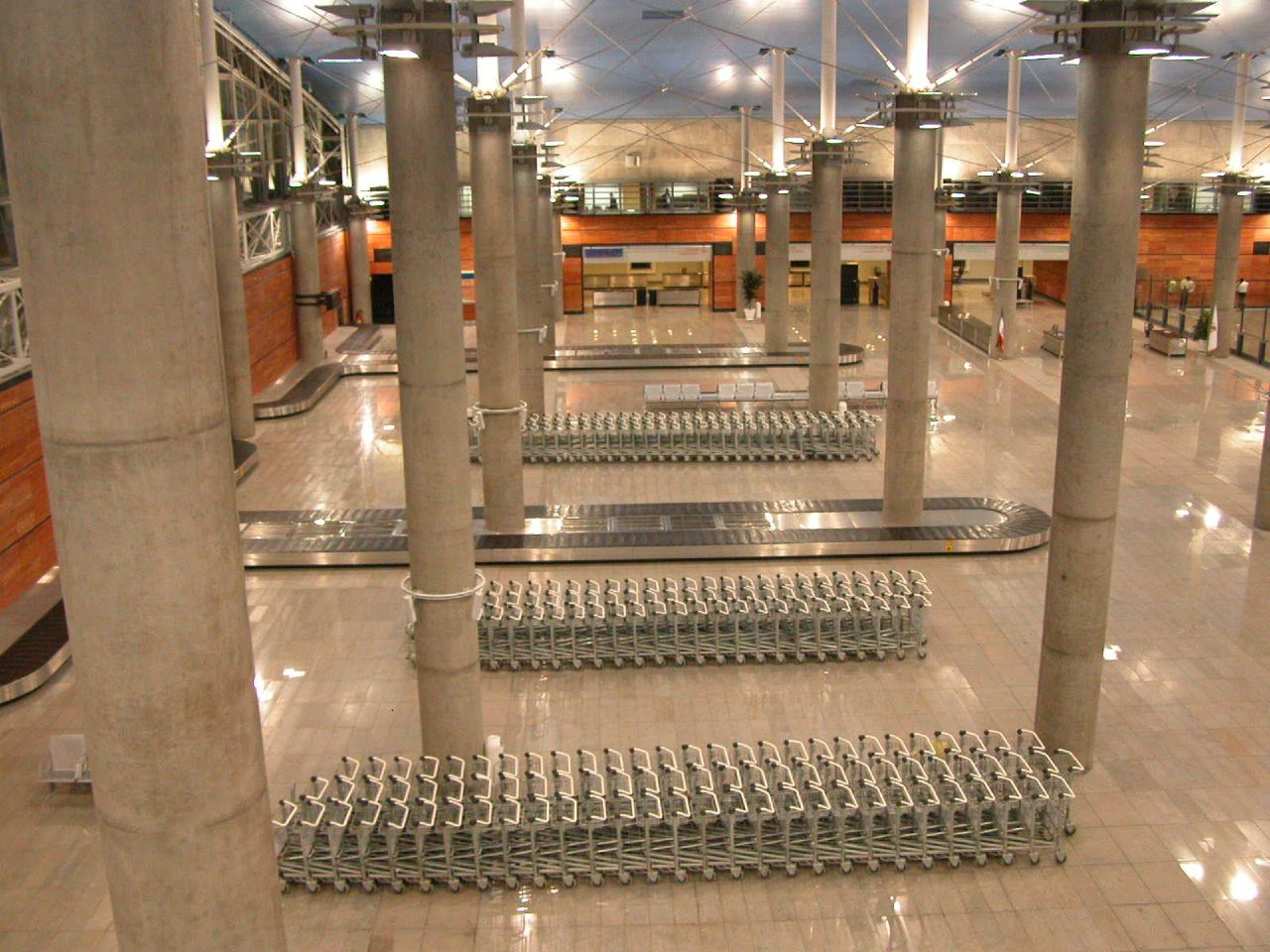
Bên trong sân bay Khomeini
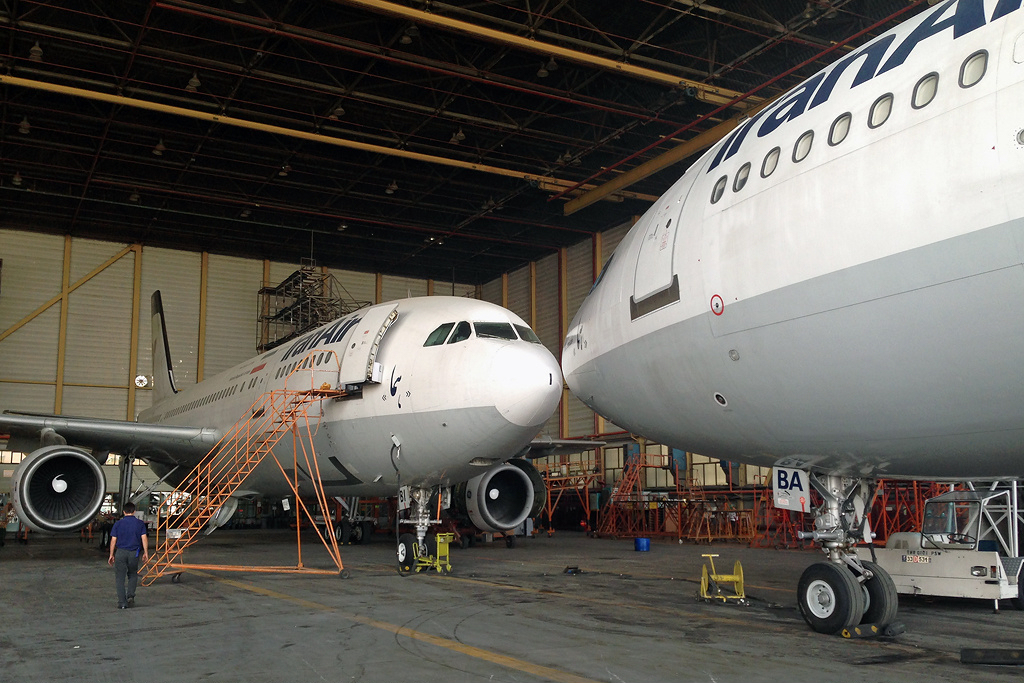
Trải qua bảo trì tại sân bay Mehrabad
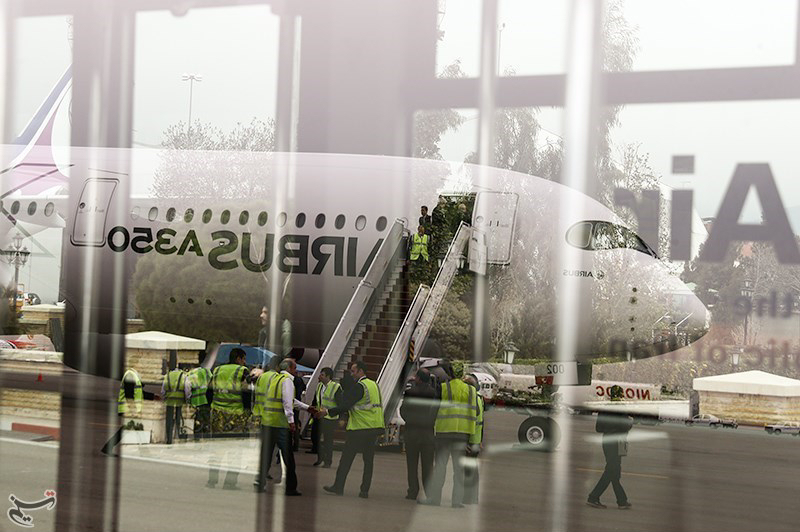
Triển lãm Airbus A350 tại sân bay Mehrabad

### Công viên và không gian xanh

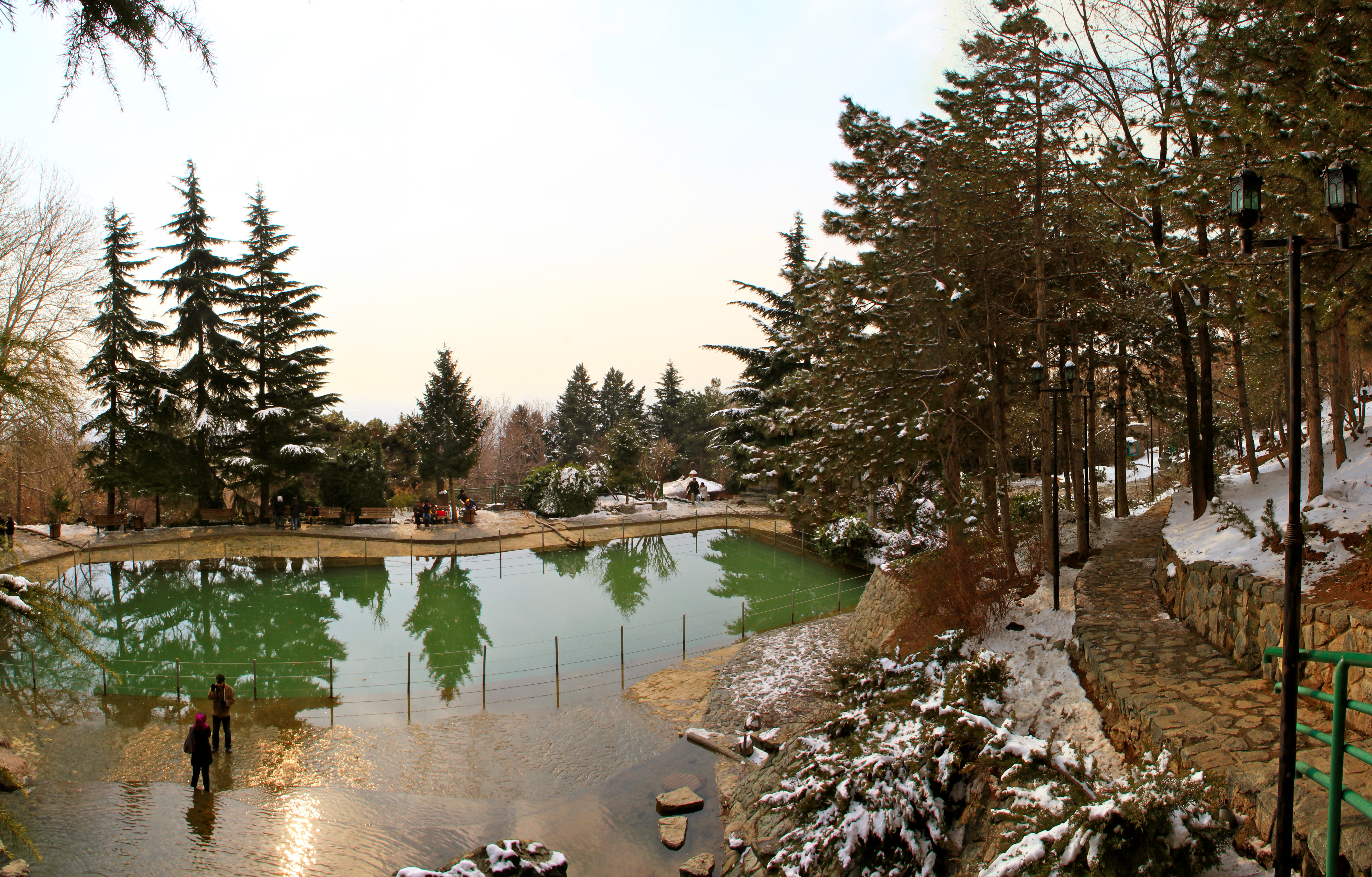
Công viên Jamshidieh

Có hơn 2.100 công viên trong đô thị Tehran, với một trong những c6ng viên lâu đời nhất là Công viên Jamshidie, được thành lập lần đầu tiên như một khu vườn riêng cho hoàng tử Qajar Jamshid Davallu, và sau đó được dành riêng cho hoàng hậu cuối cùng của Iran, Farah Pahlavi. Tổng diện tích cây xanh trong Tehran trải dài trên 12.600 ha, chiếm hơn 20% diện tích thành phố. Công viên và Tổ chức không gian xanh của Tehran được thành lập vào năm 1960 và chịu trách nhiệm bảo vệ thiên nhiên đô thị trong thành phố.
Vườn chim của Tehran là công viên chim lớn nhất của Iran. Ngoài ra còn có một vườn thú nằm trên đường cao tốc Tehran – Karaj, nhà ở của hơn 290 loài động vật trong một diện tích khoảng 5 ha.

## Giáo dục
Tehran là trung tâm giáo dục lớn nhất và quan trọng nhất của Iran. Có tổng cộng gần 50 trường cao đẳng và đại học lớn ở vùng đô thị Tehran
Kể từ khi thành lập Dar ol Fonun theo lệnh của Amir Kabir vào giữa thế kỷ 19, Tehran đã tích lũy được một số lượng lớn các tổ chức giáo dục đại học. Một số các tổ chức này đã đóng vai trò quan trọng trong việc mở ra các sự kiện chính trị của Iran. Samuel M. Jordan, người mà Jordan Avenue ở Tehran được đặt theo tên, là một trong những người tiên phong sáng lập của trường Cao đẳng Mỹ Tehran, một trong những trường trung học hiện đại đầu tiên ở Trung Đông.

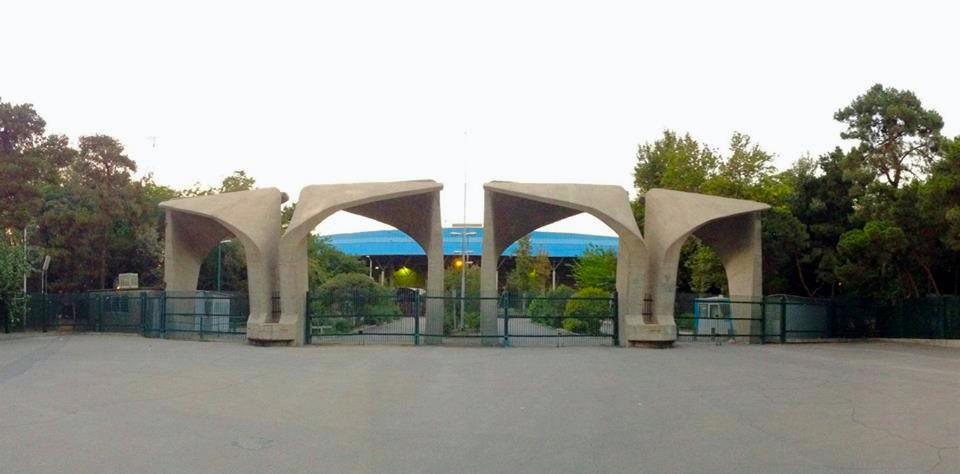
Đại học Tehran là trường đại học lâu đời nhất Iran.

Trong số các cơ sở giáo dục lớn có trụ sở tại Tehran, Đại học Công nghệ Sharif, Đại học Tehran và Đại học Khoa học Y khoa Tehran là những trường có uy tín nhất. Các trường đại học lớn khác ở Tehran gồm Đại học Nghệ thuật Tehran, Đại học Allameh Tabatabaei, Đại học Công nghệ Amirkabir (Đại học Bách khoa Tehran), Đại học Công nghệ KN Toosi, Đại học Shahid Beheshti (Đại học Melli), Đại học Kharazmi, Đại học Khoa học và Công nghệ Iran, Iran Đại học Khoa học Y khoa, Đại học Azad Hồi giáo, Viện Kỹ thuật Động đất và Địa chấn Quốc tế, Viện Polymer và Hóa dầu của Iran, Đại học Shahed và Đại học Tarbiat Modarres.
Tehran cũng là nơi có học viện quân sự lớn nhất của Iran, và một số trường học và các chủng viện tôn giáo.

## Văn hóa

### Kiến trúc
Các di tích kiến trúc còn tồn tại lâu đời nhất của Tehran là từ thời kỳ nhà Qajar và nhà Pahlavi. Mặc dù, xét đến khu vực vùng đô thị Tehran, các di tích có niên đại từ thời nhà Seljuk vẫn là tốt; đáng chú ý là tháp Toqrol ở Ray. Ngoài ra còn có phần còn lại của Lâu đài Rashkan, có niên đại từ Đế quốc Parthia cổ đại, trong đó một số hiện vật được đặt tại Bảo tàng Quốc gia, và đền lửa Bahram, vẫn còn tồn tại từ Đế quốc Sassania.
Tehran chỉ có một dân số nhỏ cho đến cuối thế kỷ 18, nhưng bắt đầu có một vai trò đáng kể hơn trong xã hội Iran sau khi nó được chọn làm thủ đô. Bất chấp sự xuất hiện thường xuyên của các trận động đất trong thời kỳ Qajar và sau đó, một số tòa nhà lịch sử vẫn tồn tại từ thời kỳ đó.
Tehran là thành phố lớn nhất của Iran, và được coi là có cơ sở hạ tầng hiện đại nhất trong cả nước. Tuy nhiên, sự thanh tẩy của các khu phố cổ và việc phá hủy các tòa nhà lịch sử có ý nghĩa văn hóa đã gây ra những lo ngại.
Trước đây là một thành phố thấp tầng do hoạt động địa chấn trong khu vực, những phát triển cao tầng hiện đại ở Tehran đã được xây dựng trong những thập kỷ gần đây để phục vụ dân số ngày càng tăng của thành phố. Không có trận động đất lớn ở Tehran kể từ năm 1830.
Tháp quốc tế Tehran là tòa nhà dân cư cao nhất ở Iran. Nó là một tòa nhà 54 tầng nằm ở phía bắc huyện Yusef Abad.
Tháp Azadi, một đài kỷ niệm được xây dựng dưới thời trị vì của triều đại Pahlavi, từ lâu đã là biểu tượng nổi tiếng nhất của Tehran. Ban đầu được xây dựng để tưởng niệm năm thứ 2.500 của Nhà nước Hoàng gia Iran, nó kết hợp các yếu tố kiến trúc của thời đại nhà Achaemenid và Sassanid với kiến trúc hậu cổ điển của Iran. Tháp Milad, là tòa tháp cao thứ sáu và là tòa nhà cao thứ 24 trên thế giới, là địa điểm nổi tiếng khác của thành phố. Cầu Tabiat của Leila Araghian, cầu vượt dành cho người đi bộ lớn nhất ở Tehran, được hoàn thành vào năm 2014 và cũng được coi là một địa danh đáng chú ý của thành phố.

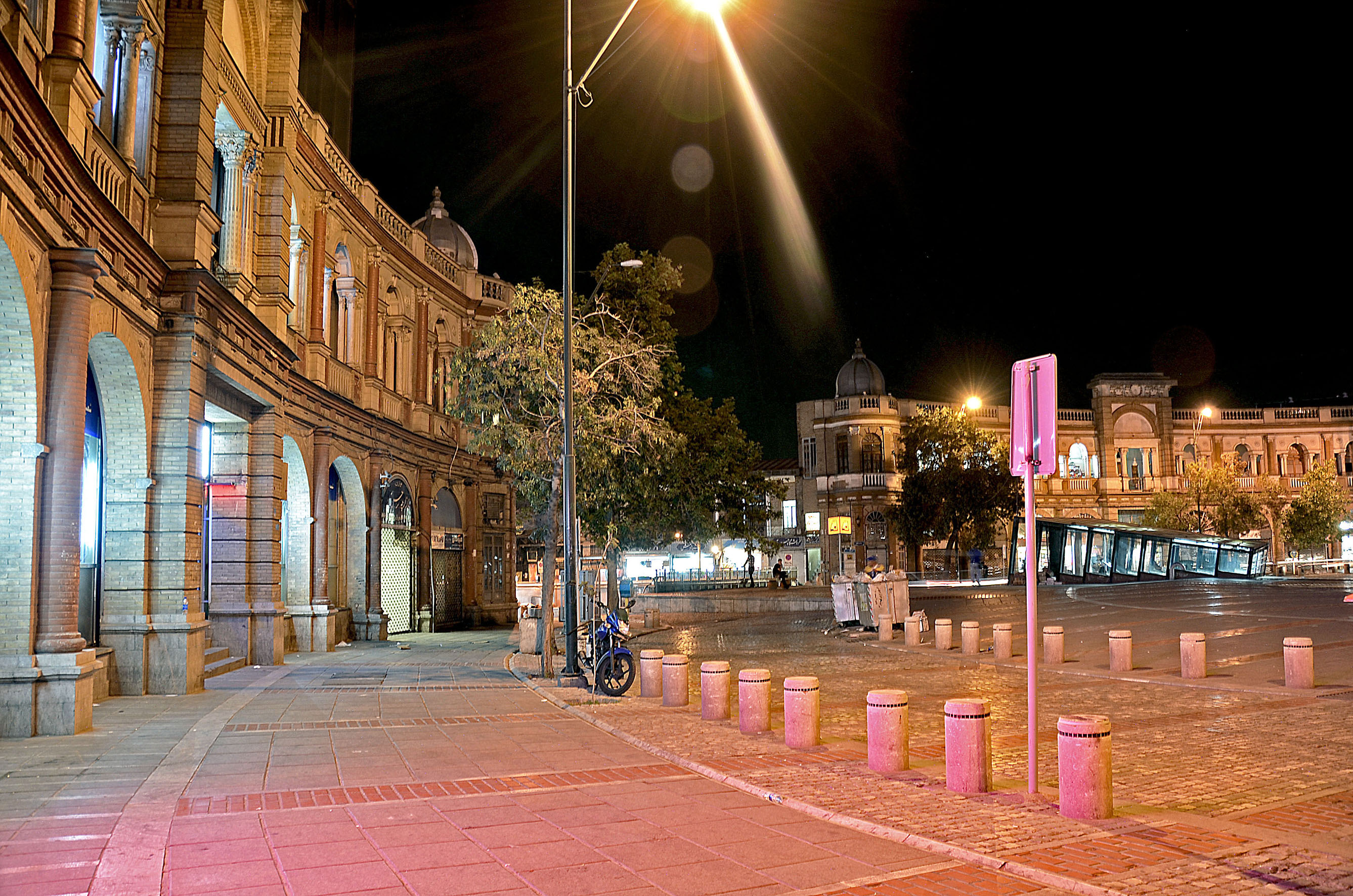
Hasanabad, Tehran
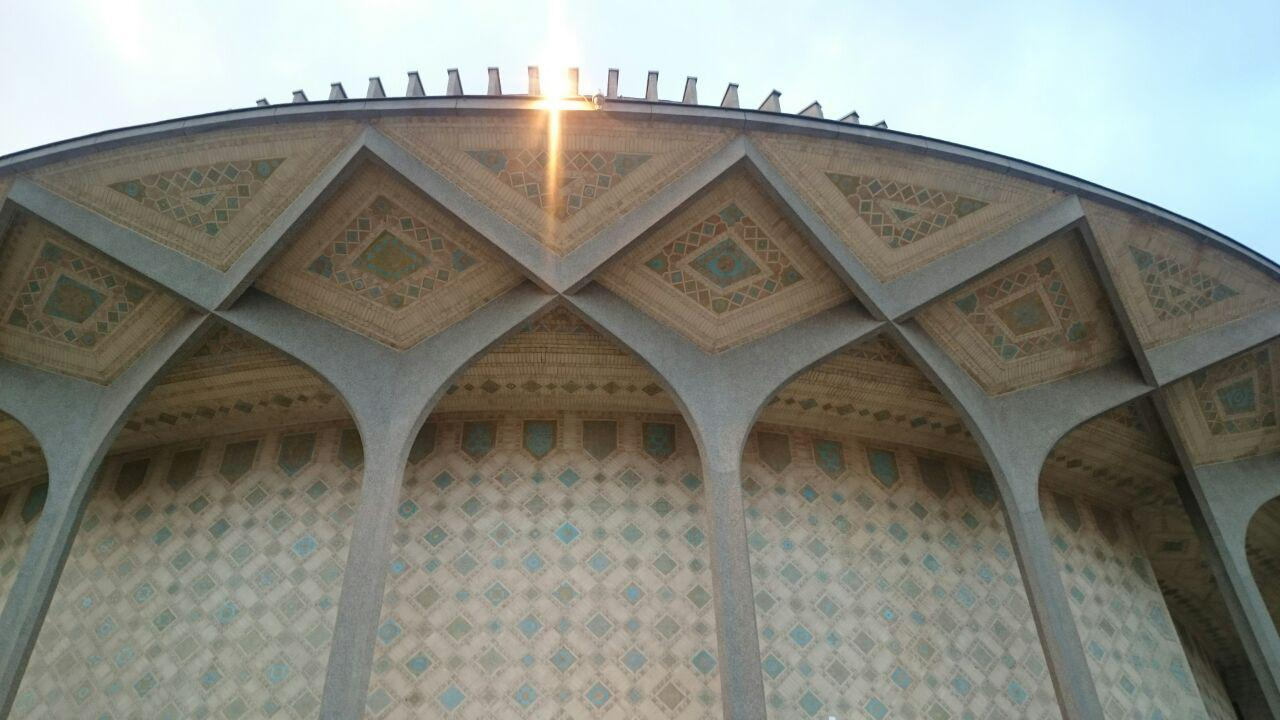
Nhà hát Tehran
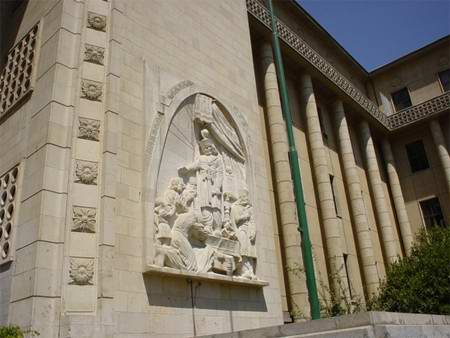
Tòa án ở Tehran

### Nhà hát
Dưới triều đại của Qajars, Tehran là nơi có nhà hát hoàng gia Tekye Dowlat, nằm ở phía đông nam của cung điện Golestan, trong đó có các buổi biểu diễn truyền thống và tôn giáo. Nó cuối cùng đã bị phá hủy và được thay thế bằng một tòa nhà ngân hàng vào năm 1947, sau những cải cách dưới thời trị vì của Reza Shah.
Trước cuộc Cách mạng 1979, sân khấu quốc gia Iran đã trở thành sân khấu nổi tiếng nhất cho các nghệ sĩ và đoàn kịch nổi tiếng ở Trung Đông, với Hội trường Roudaki của Tehran được xây dựng để hoạt động như sân khấu quốc gia cho opera và ballet. Hội trường được khánh thành vào tháng 10 năm 1967, được đặt tên theo nhà thơ Ba Tư nổi tiếng Rudaki. Đây là nơi có dàn nhạc giao hưởng Tehran, Dàn nhạc Opera Tehran và Công ty Ballet Quốc gia Iran.
Nhà hát thành phố Tehran, một trong những khu nhà hát lớn nhất của Iran, có một số phòng biểu diễn, được khai trương vào năm 1972. Nó được xây dựng theo chủ động và chủ tịch của hoàng hậu Farah Pahlavi, và được thiết kế bởi kiến trúc sư Ali Sardar Afkhami, được xây dựng trong vòng năm năm.
Các sự kiện thường niên của Liên hoan Nhà hát Fajr và Liên hoan Nhà hát Múa rối Tehran diễn ra tại Tehran.

### Rạp chiếu phim

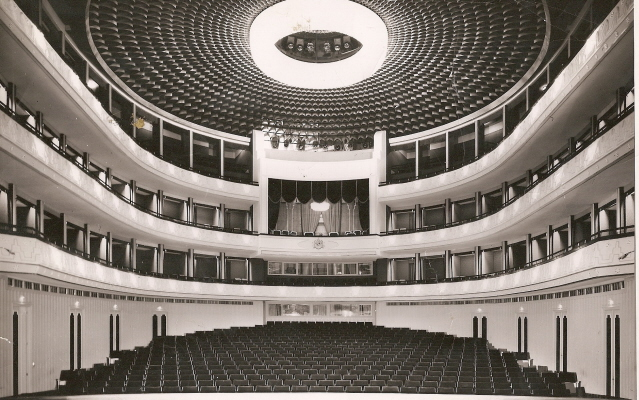
Roudaki Hall, Tehran

Rạp chiếu phim đầu tiên của Tehran được thành lập bởi Mirza Ebrahim Khan vào năm 1904. Cho đến đầu những năm 1930, đã có 15 rạp ở Tehran và 11 rạp ở các tỉnh khác.
Ở Tehran hiện nay, hầu hết các rạp chiếu phim đều nằm ở trung tâm thành phố. Khu phức hợp rạp chiếu phim Kourosh, phòng triển lãm Mellat và rạp chiếu phim Cineplex, rạp chiếu phim Azadi Cinema và rạp chiếu phim Cinema Farhang là một trong những khu phức hợp rạp chiếu phim nổi tiếng nhất ở Tehran.
Một số liên hoan phim được tổ chức tại Tehran, bao gồm Liên hoan phim Fajr, Liên hoan phim trẻ em và thanh thiếu niên, Liên hoan phim, Liên hoan phim điện ảnh và Liên hoan phim, Lễ hội Nahal, Liên hoan phim Roshd, Liên hoan phim hoạt hình Tehran, Liên hoan phim ngắn Tehran và Liên hoan phim đô thị.

### Ẩm thực
Có rất nhiều nhà hàng và quán cà phê ở Tehran, cả hiện đại và cổ điển, phục vụ cả ẩm thực Iran lẫn quốc tế. Các cửa hàng bán pizza, bánh sandwich và Doner kebab chiếm đa số các cửa hàng thực phẩm ở Tehran.

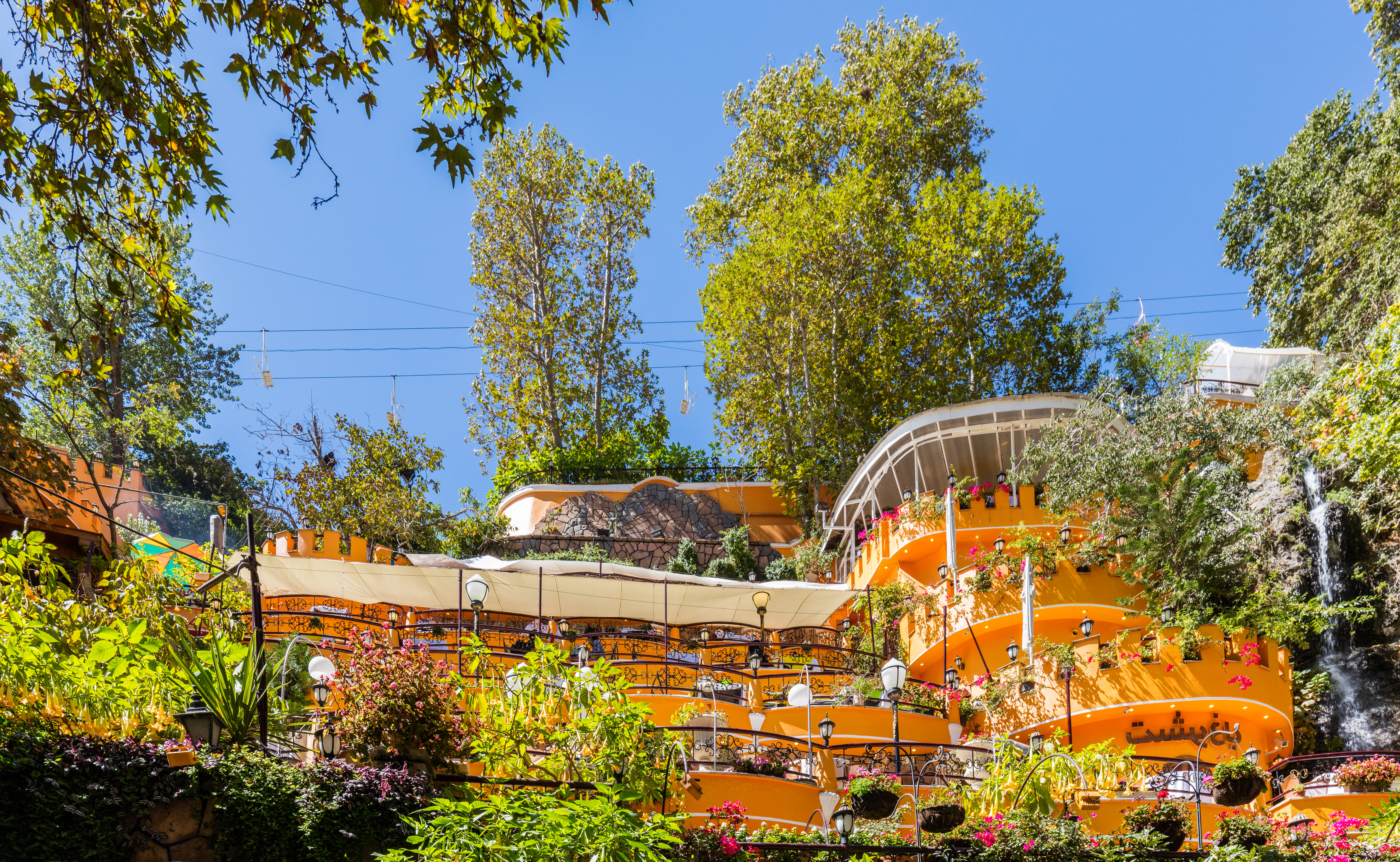
Một nhà hàng ở Darband, Tehran
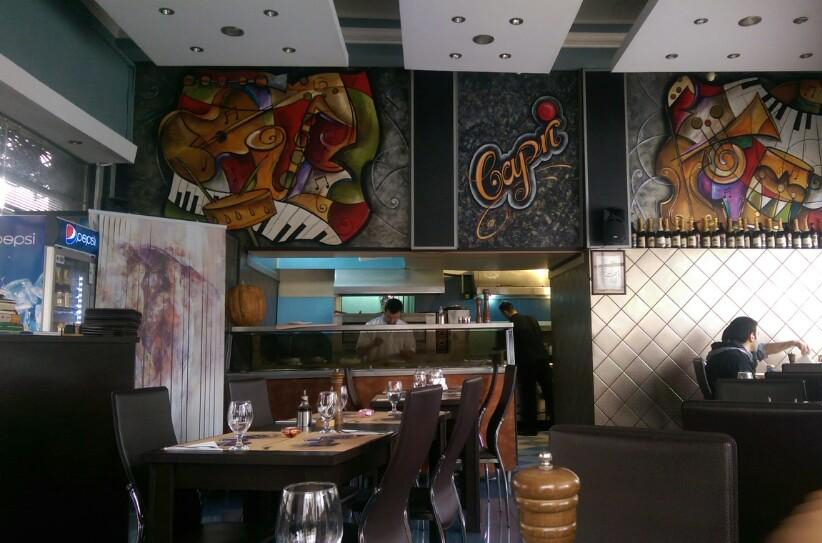
Nhà hàng pizza ở đường Kamyab, Tehran
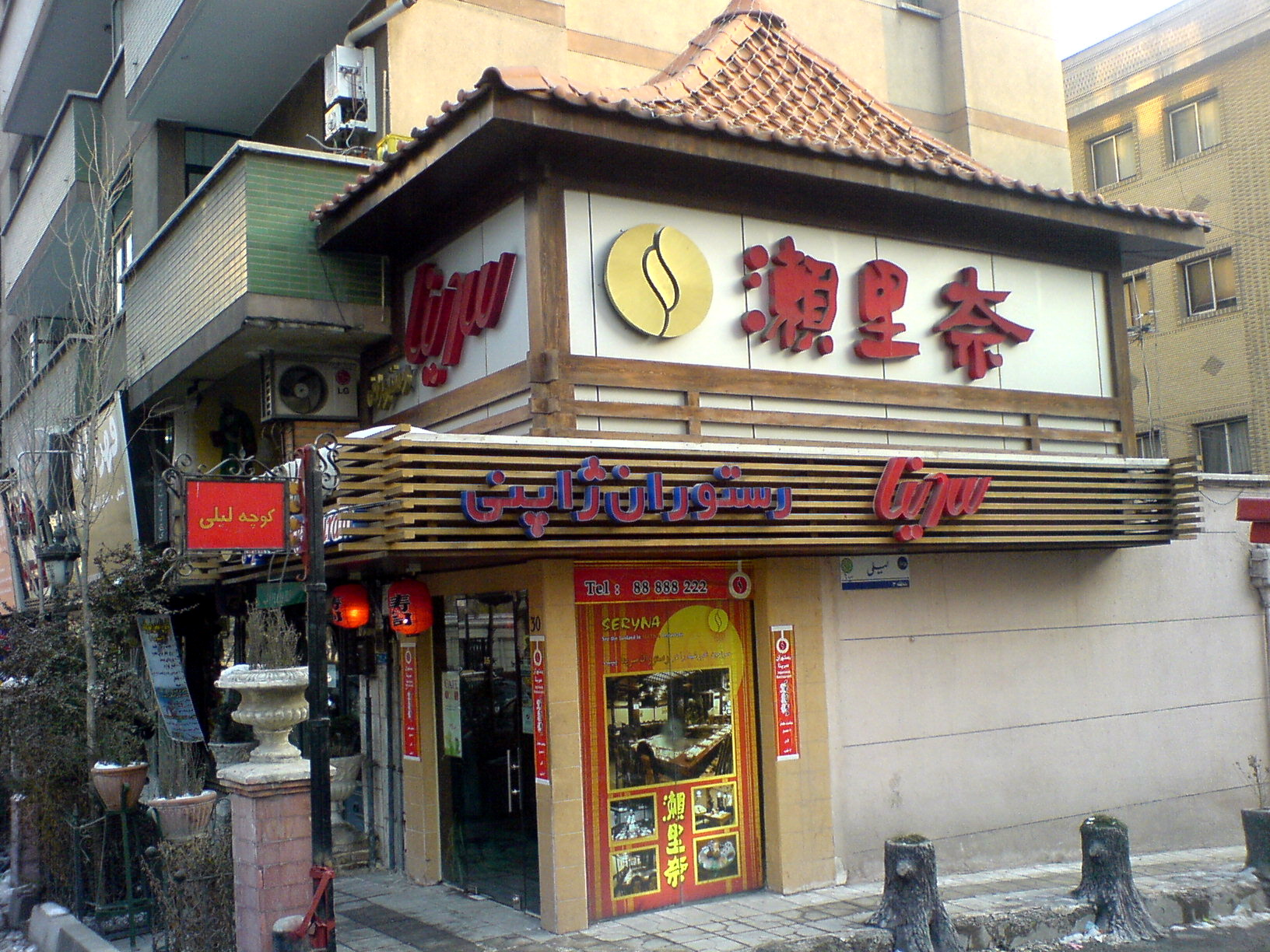
Một nhà hàng Nhật Bản ở Tehran
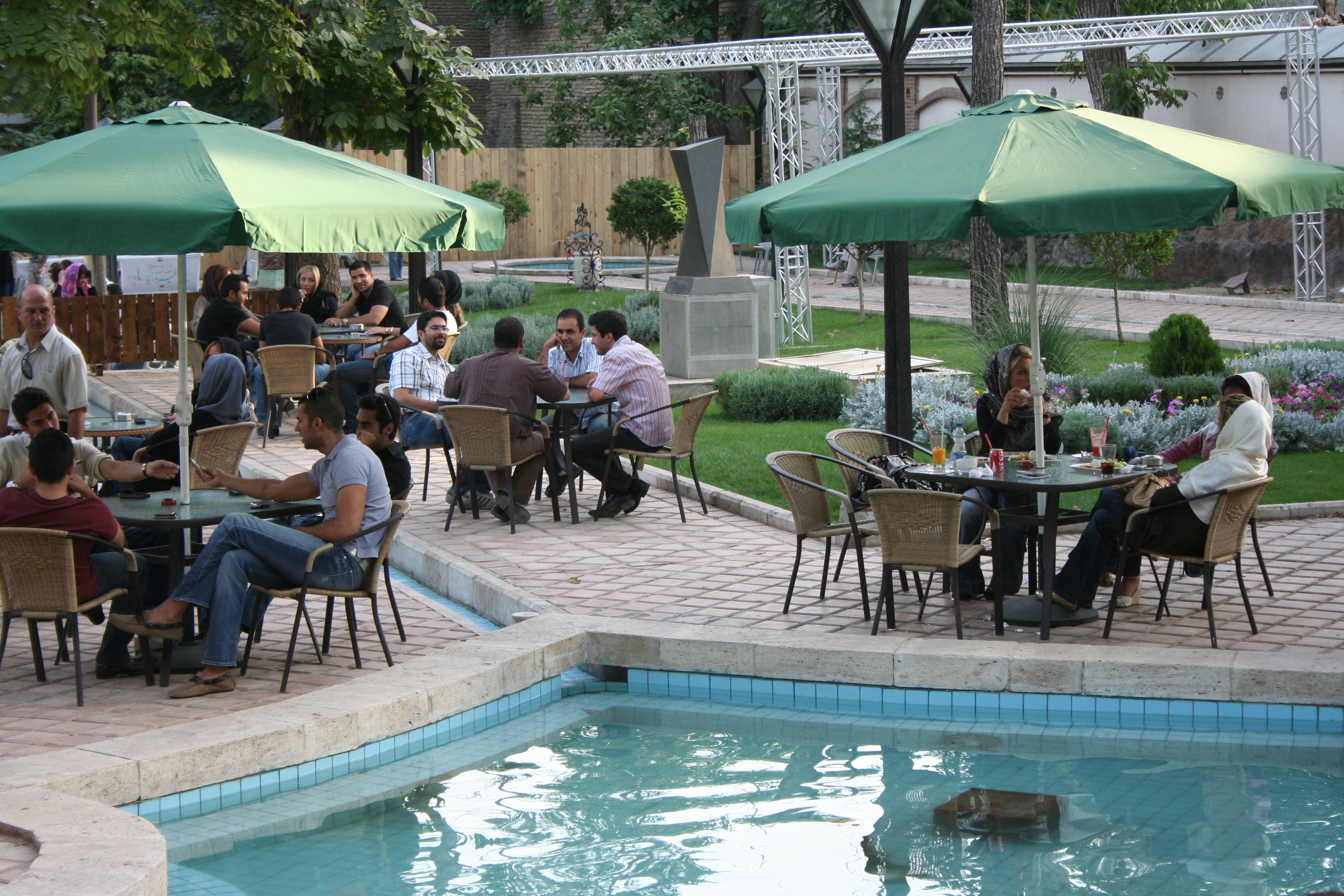
Quán cafe Shemroon, nằm ở Bảo tàng Nghệ thuật Iran

### Hình vẽ graffiti

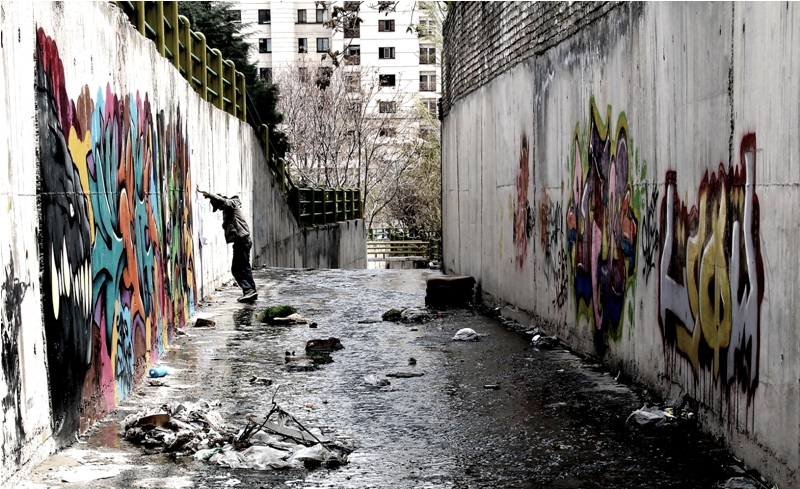
Một góc tường có nhiều hình vẽ graffiti ở Tehran

Nhiều phong cách graffiti được nhìn thấy ở Tehran. Một số chủ yếu là các khẩu hiệu chính trị và cách mạng được các tổ chức chính phủ vẽ, và một số là tác phẩm nghệ thuật của các công dân bình thường, đại diện cho quan điểm của họ về cả các vấn đề xã hội và chính trị. Tuy nhiên, nghệ thuật đường phố không được đề cập bị cấm ở Iran, và các tác phẩm như vậy thường ngắn ngủi.
Trong cuộc biểu tình bầu cử tổng thống Iran năm 2009, nhiều tác phẩm graffiti được tạo ra bởi những người ủng hộ Phong trào Xanh. Chúng đã bị loại khỏi các bức tường bởi lực lượng Basij bán quân sự.
Trong những năm gần đây, Tehran đã sử dụng graffiti để làm đẹp thành phố. Một số lễ hội graffiti cũng đã diễn ra tại Tehran, bao gồm cả lễ hội được tổ chức bởi Đại học Nghệ thuật Tehran vào tháng 10 năm 2014.

## Thể thao
Bóng đá và bóng chuyền là hai môn thể thao phổ biến nhất của thành phố, trong khi đấu vật, bóng rổ và futsal cũng là những phần chính của văn hóa thể thao của thành phố.
Có 12 khu nghỉ mát trượt tuyết hoạt động ở Iran, nổi tiếng nhất là Tochal, Dizin và Shemshak, tất cả đều mất từ một đến ba giờ đồng hồ di chuyển từ thành phố Tehran.

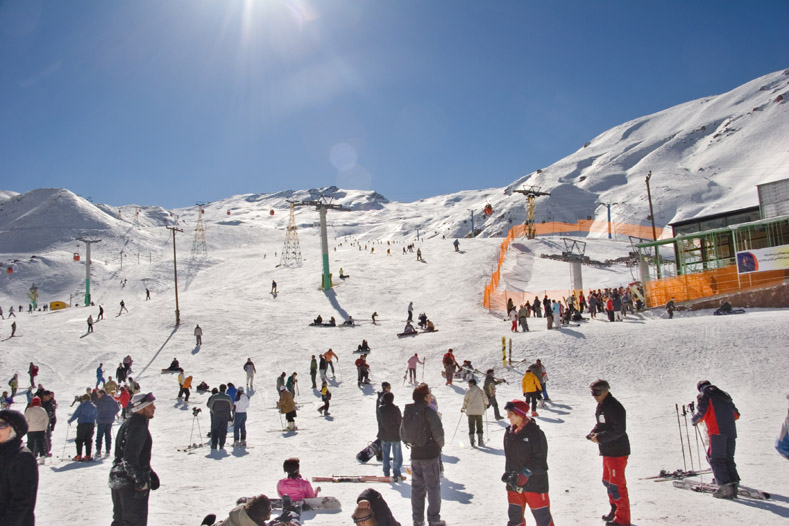
Dizin, khu nghỉ mát trượt tuyết lớn nhất Iran, nằm gần thủ đô Tehran.

Khu nghỉ mát của Tochal là khu nghỉ mát trượt tuyết cao thứ năm trên thế giới với độ cao hơn 3.730 mét (12.240 feet) so với mực nước biển. Nó cũng là khu nghỉ mát trượt tuyết gần nhất thế giới đến một thành phố thủ đô. Khu nghỉ mát này được khánh thành vào năm 1976, ngay trước Cách mạng 1979. Nó được trang bị với một thang máy gondola dài 8 km (5 dặm) bao phủ một khoảng cách thẳng đứng rất lớn. Có hai thang máy trượt tuyết trên ghế ở Tochal đạt độ cao 3.900 mét (12.800 feet) gần đỉnh Tochal (ở độ cao 4.000 m / 13.000 ft), cao hơn trạm thứ 7 của gondola, cao hơn bất kỳ khu nghỉ mát trượt tuyết nào của Châu Âu. Từ đỉnh Tochal, có tầm nhìn ra dãy núi Alborz, bao gồm núi Damavand cao 5.610 mét, một ngọn núi lửa đã ngừng hoạt động.
Tehran có sân vận động Azadi, sân vận động lớn nhất ở Tây Á, nơi có nhiều trận đấu hàng đầu của giải Ngoại hạng của Iran và cũng là sân nhà của đội tuyển bóng đá quốc gia Iran. Sân vận động là một phần của Khu phức hợp Thể thao Azadi, nơi được xây dựng lần đầu tiên để tổ chức Đại hội Thể thao châu Á lần thứ 7 vào tháng 9 năm 1974. Đây là lần đầu tiên Á vận hội được tổ chức ở Tây Á. Tehran đã tổ chức cho 3.010 vận động viên đến từ 25 quốc gia / NOC, đó là thời điểm có số lượng người tham gia cao nhất kể từ khi thành lập đại hội. Sau đó thành phố đã tổ chức Cúp bóng đá châu Á 1976 vào tháng 6 năm 1976, và sau đó là Đại hội Tây Á đầu tiên vào tháng 11/1997. Sự thành công của đại hội đã dẫn đến việc thành lập Liên đoàn Đại hội Thể thao Tây Á (WAGF) và ý định tổ chức các giải hai năm một lần. Thành phố cũng đã tổ chức Cúp bóng đá châu Á 1968. Một số khóa học FIVB bóng chuyền cũng đã được tổ chức tại Tehran.

## Các thành phố kết nghĩa
- Seoul, Hàn Quốc
- Bắc Kinh, Trung Quốc
- Moskva, Nga
- Los Angeles, Hoa Kỳ
- Luân Đôn, Anh
- La Habana, Cuba
- Caracas, Venezuela
- Pretoria, Nam Phi
- Dushanbe, Tajikistan
- Minsk, Belarus
- Ankara, Thổ Nhĩ Kỳ
- Tbilisi, Gruzia
- Budapest, Hungary
- Sarajevo, Bosna và Hercegovina